# ビーレフェルト

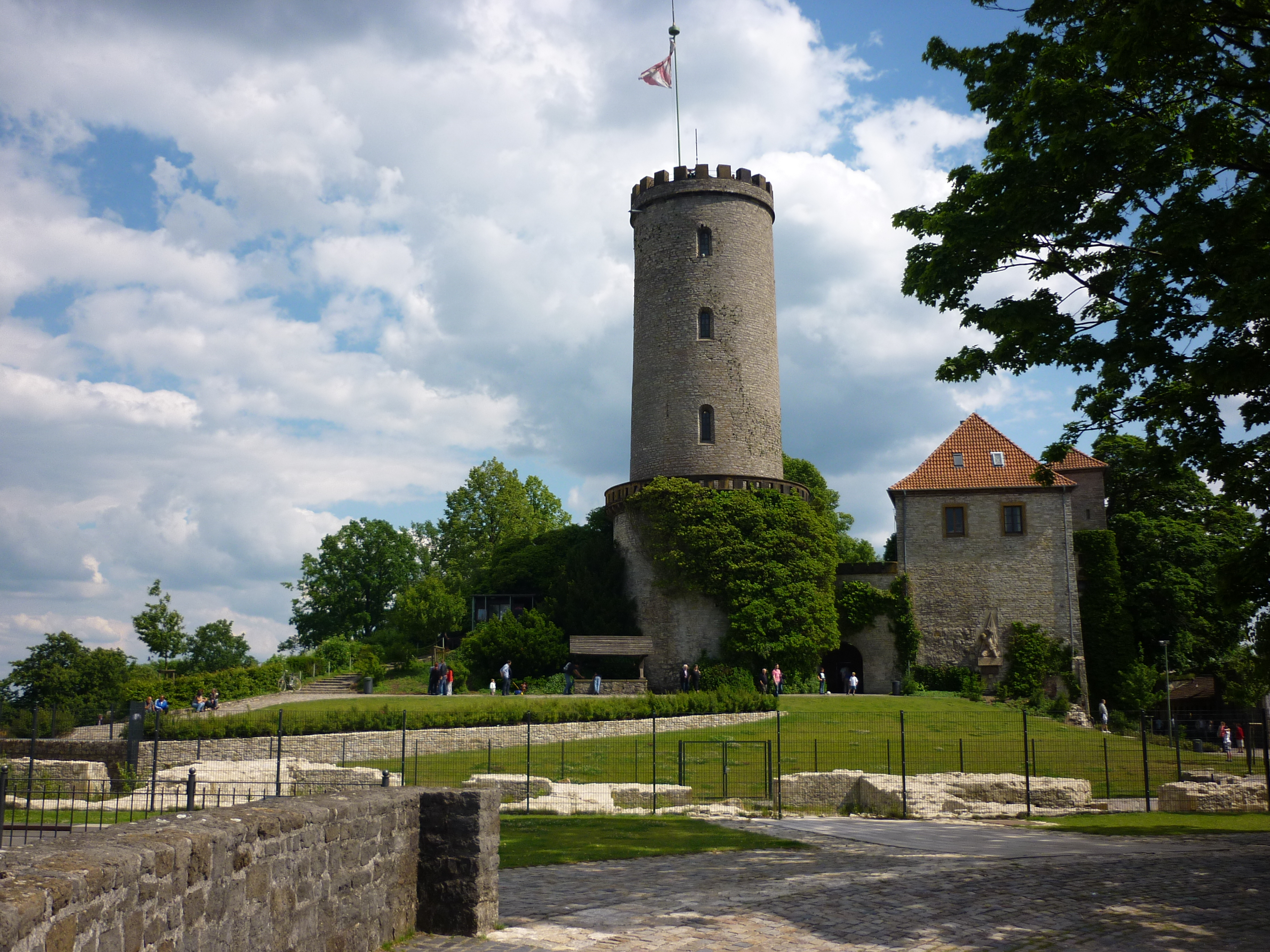
シュパレンブルク城趾

ビーレフェルト（ドイツ語: Bielefeld, ドイツ語発音: [ˈbiːləfɛlt] ( 音声ファイル)、低地ドイツ語: Builefeld, Bielefeld, Beilefeld または Builefeild）は、ドイツ連邦共和国ノルトライン＝ヴェストファーレン州デトモルト行政管区に属す郡独立市である。人口は33万人でオストヴェストファーレン＝リッペ地方最大であり、経済上の中心都市となっている。ドイツの大都市リストでは第18位に位置する。
最も古い記録は9世紀の初めになされており、1214年に初めて「市」と記述されている。トイトブルクの森の横谷の北端に位置する、ラーフェンスベルク伯に商業を奨励された商業都市で、同伯領内で最大の街であった。ビーレフェルトは長らくリンネル産業の中心都市であった。現在の本市は、食品加工業、商業・サービス産業、印刷・衣料品産業、機械製造業が立地する街となっている。全国的にはビーレフェルト大学、ベーテル、ドクトル・アウグスト＝エトカー KG、ビーレフェルト研究学校、サッカークラブのアルミニア・ビーレフェルトが知られている。

## 地理

### 位置
ビーレフェルトは、ヴェーザー川とエムス川との分水界に位置している。市域は3つの異なる自然領域に属している。北部や北東部から市の中核部は、ラーフェンスベルガー盆地の丘陵地に位置している。そのすぐ南をトイトブルクの森の山並みがビーレフェルトを西北西から東南東にむかって伸びている。重要な交通路が、昔から存在するビーレフェルダー・パスである。稜線の縦谷にガッダーバウム管区のベーテル市区が伸びている。南部はヴェストファーレン盆地の一部であるミュンスターシェ・ティーフラントブフトである。その周縁部、ビーレフェルダー・パスの東は砂地の荒れ地（ゼンネ）地域である。この周辺にはバラックヴェーデ管区、ゼンネ管区やゼンネシュタット管区の一部が位置している。
内市街をルターバッハ川が流れている。文学作品では、ときおり、ビーレフェルトはルターバッハ沿いの街として描かれている。この川は、15世紀に現在のクヴェレ市区で湧出し、ギュータースロー方面へ流れるルター川が分岐する。2004年にヴァルトホーフのギムナジウム付近で発掘がなされた。ビーレフェルトの北部市区は、緩やかに波打つラーフェンスベルガー丘陵に位置する。ここには野原、草地、小川、小さなせせらぎがある。ここには人工に造られたオーバーゼー湖がある。この湖は市内で最も大きな水面であり、ヨハニスバッハ川の水量を調節するために造られた。市北部の水はアー川を経由してヴェーザー川に流れるが、南西部の水はエムス川に流れ込む。分水界は、ほぼ完全に森に覆われたトイトブルクの森の尾根である。この森は大都市の住民には近郊保養地として利用されている。数多くの遊歩道がトイトブルクの森の中を通ってビーレフェルト市域内に広がっている。そのなかで最もよく知られているのが、デトモルト近郊のヘルマン記念碑からシュパレンブルクを経由してライネに至るヘルマンスヴェークである。トイトブルクの森の南側に位置する砂地の荒れ地は、氷期の堆積物によって形成されたもので、その荒れ地はビーレフェルトの市域に痕跡をとどめている。現在この地域は、耕作地、牧草地、小さな森となっているが、乾燥した芝地、薮や湿った草地もある。

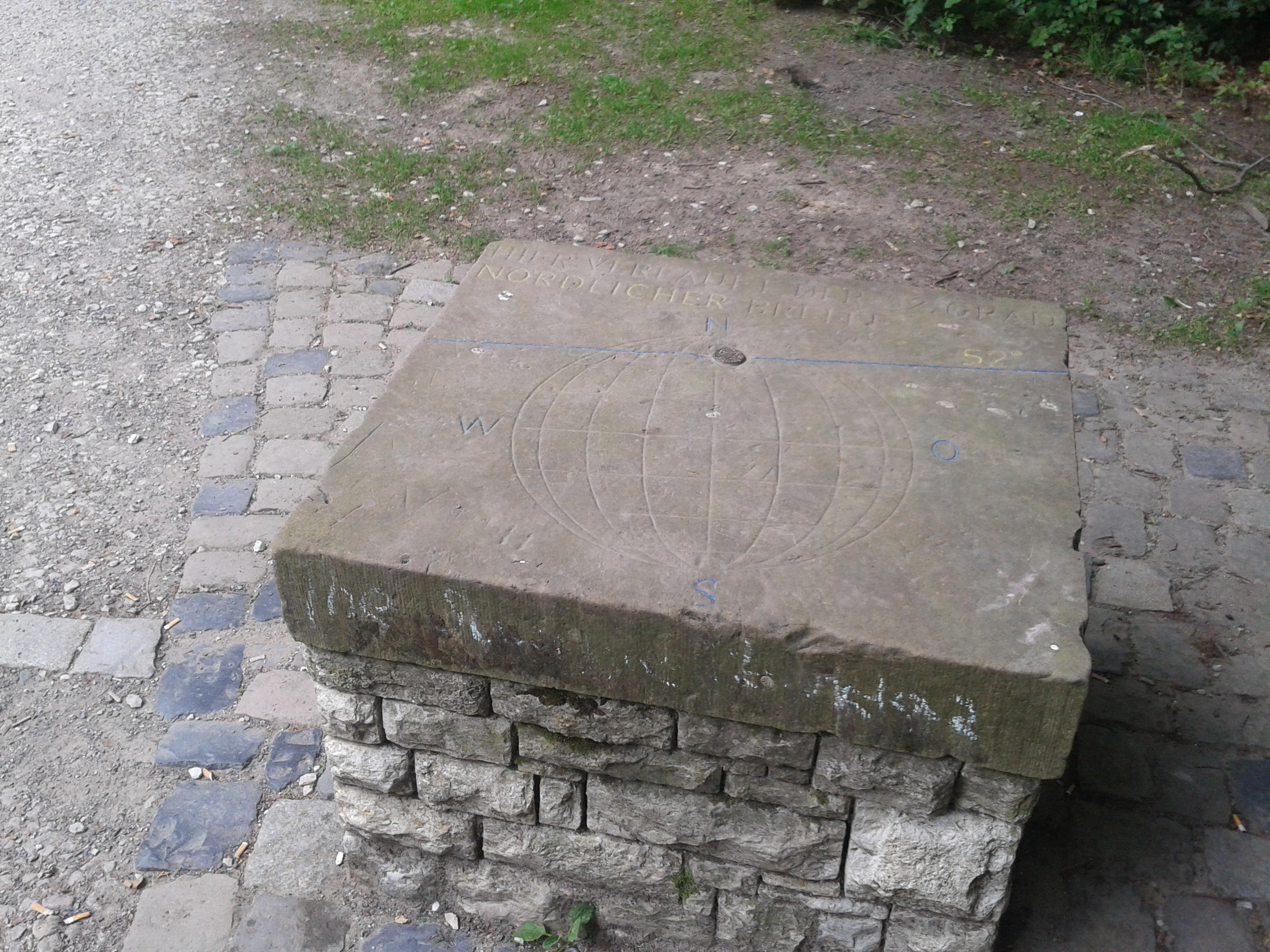
北緯52度の標石

市内の最高地点はレーマースハーゲンの「アウフ・デム・ポレ」山頂の海抜 320 m、最低地点はブラーケのアー川沿い、ヘルフォルトとの市境の海抜 71 m である。市庁舎は高度 114 m の場所にある。ビーレフェルトは、高度プロファイルに基づき2つの異なる地形からなる。北部のラーフェンスベルガー丘陵の高地と、南部のヴェストフェリシェ・ブフトの平地である。市域内を北緯 52度の緯度線が通っている。ヘルマンスヴェークにはこれを示す標石がある。
最寄りの大都市には、ハノーファー（北東 100 km）、オスナブリュック（北西 45 km）、ミュンスター（西 65 km）、ハム（南西 60 km）、パーダーボルン（南東 40 km）がある。ビーレフェルトは、鉄道ハム – ミンデン線およびこれと並行してギュータースローからビーレフェルトやヘルフォルトを経由してミンデンに至るアウトバーン A2号線沿いの人口密集地域に位置している。

### 地質学
地質学的見地から、本市の市域は3つの部分に分けられる。ヴェストフェリシェ・ブフトの南部、トイトブルクの森地域、ラーフェンスベルガー丘陵の北部の3つである。
丘陵地は、1000 m から 2000 m におよぶ中生代（三畳紀、ジュラ紀、白亜紀）の泥灰岩、石灰岩、砂岩の層からなる。この丘陵地は、数多くの鞍部（一部は人工的に造られたものもある）、地塁、地溝を特徴とする。トイトブルクの森には、地質学的なプロセスを示す岩が明瞭に露出しており、ラーフェンスベルガー丘陵において既述したのと同様に鞍部、盆地、地塁、地溝が見られる。オスニング（トイトブルクの森の別名）は断層地塊を特徴とする。かつての、妨げられることなく互いに重なり合った岩層は、現在のオスニングでは並行な、あるいは転覆した地層となっている。古生代（デボン紀、石炭紀、苦灰統）の岩はこうした地質学的な影響を受けない基盤となっている。
市域全体の表土は、氷期のもろい岩石（砂、礫、黄土、漂礫土）からできている。北部の丘陵地に比べてより平らな南部（特にゼンネ）は砂や礫が主で、トイトブルクの森の周辺部にのみ黄土が存在するのだが、ラーフェンスベルガー丘陵、特にその谷においては、約 1 m の肥沃な黄土層がその全体を覆っている。この黄土は第四紀に形成され、時代の経過とともに風化して肥沃な土壌（パラブラウンエルデ）となった。黄土の下に水を通さない層があり、丘陵地の谷の部分は湿潤な環境となっている。
ミュンスターラントとの境界部には氷河時代の雪解け時の砂からポドゾルが形成されている。ラーフェンスベルガー丘陵のジーケやプラッゲネーシェン（腐植土に置き換えられた土地）と同様に、市の南部の土地にも歴史的な土木工事の影響が遺されている。農業に利用したことにより一部は深い腐植土層が形成されている。
オスニングの斜面には、深くまで達する地層は存在しない。ここでは岩石が主体で、多くはその上に薄い腐葉土風の被膜があり、直接表面に出ているものはわずかである。こうした岩の被膜は、鞍部では表面的である。鞍部の北東側やケーゼベルクやボーケルベルクをはじめとする平らな山頂の南西側一部では、石が多く、粘土を含んだ黄土質の石灰岩が風化したもの（レンジナ）が占めている。鞍部の南西には、やはり表面的に栄養素に乏しく酸性の石が多く混じったやせた土壌（ポドゾル）がある。これは中生代の砂岩の風化によって形成されたものである。

### 市内の土地利用
ビーレフェルトは「小さな大都市」に分類され、その面積は 257.91 km2 である。市域の広がりは、南北が 22 km、東西が 19 km である。2012年12月31日現在のビーレフェルトの土地利用を以下の表に示した。農業に利用されている比率は、ノルトライン=ヴェストファーレン州の同規模の都市に比べ約 5 % 高い。市面積の約 7.5 % が自然保護地域に指定されている。
| 土地用途別面積 | 面積 (km2) | 占有率 |
| -------------- | ---------- | ------ |
| 農業用地       | 91.64      | 35.4 % |
| 森林           | 55.55      | 21.5 % |
| 住宅・産業用地 | 70.02      | 27.1 % |
| 交通用地       | 25.83      | 10.0 % |
| 水域           | 1.96       | 0.8 %  |
| その他の用途   | 13.82      | 5.3 %  |

### 隣接する市町村
ビーレフェルトは、北から時計回りに以下の市町村と境を接する: シュペンゲ、エンガー、ヘルフォルト（以上、ヘルフォルト郡）、バート・ザルツウフレン、レーオポルツヘーエ、エルリングハウゼン（以上、リッペ郡）、シュロス・ホルテ＝シュトゥーケンブロック、フェルル、ギュータースロー、シュタインハーゲン、ハレ (ヴェストファーレン)、ヴェールター (ヴェストファーレン)（以上、ギュータースロー郡）。

### 市の構成
ビーレフェルトの市域は、10の都市管区に分割される。各都市管区には区民によって選出される管区委員会 (Bezirksvertretung) が存在する。その定員は最大 19名である。管区委員会の代表者が管区長 (Bezirksbürgermeister) となる（2010年までは管区代表者 (Bezirksvorsteher) と呼ばれていた）。都市管区はさらに公的に92の統計管区に分割される。しかし、ビーレフェルトの日常的な会話では、非公式な区分である市区 (Stadtteile) が場所を示すのに使われる。この市区は、しばしば、1930年と1973年の地域再編の際にビーレフェルトに編入されたかつて独立していた町村に該当する。
| 管区                 | 市区 | 地図 |
| -------------------- | --- | ---- |
| バックヴェーデ       | バックヴェーデ、ホルトカンプ、クヴェレ、ウンメルン |      |
| ドルンベルク         | バーベンハウゼン、グロースドルンベルク、ホーベルゲ＝エーレントループ、キルヒドルンベルク、ニーダードルンベルク＝デッペンドルフ、シュレッティングハウゼン |      |
| ガッダーバウム       | ベーテル、ガッダーバウム |      |
| ヘーペン             | アルテンハーゲン、バウムハイデ、ブラーケ、ブレニングハウゼン、ヘーペン、ミルゼ、オルデントループ                                                         |      |
| イェレンベック       | イェレンベック、テーゼン、フィルゼンドルフ |      |
| ミッテ               | |      |
| シルデーシェ         | ゲラースハーゲン、シルデシェ、ズートブラック |      |
| ゼンネ               | ブーシュカンプ、ヴィンデルスブライヒェ、ヴィントフレーテ                                                                                                 |      |
| ゼンネシュタット     | ダルプケ、エッカーツハイム、ハイデブリュムヒェン、ゼンネシュタット                                                                                       |      |
| シュティークホルスト | ヒレゴッセン、レーマースハーゲン＝グレーフィングハーゲン、ジーカー、シュティークホルスト、ウッベディッセン                                               |      |

### 気候
ビーレフェルトの気候は、中央ヨーロッパの海洋性気候と大陸性気候との移行部に位置し、トイトブルク沿いに位置することに支配されている。この地域は主に、亜大西洋海洋性気候の範囲に属すが、時折大陸性気候の影響が現れることがある。冬は大西洋の影響により穏やかで、夏は暑く、降水量は年間を通して比較的一様である。年間平均気温は、ミッテ地区で約 8.5 ℃、市の南部に位置するヴェストフェリシェ盆地で約 9 ℃である。オスニングの高い場所ではこれよりも気温が低く、約 7.5 ℃から 8 ℃ほどである。
降水は、トイトブルクの森の位置によって決定づけられている。ビーレフェルトは、山や谷が多くある都市と並んで、ノルトライン=ヴェストファーレン州で最も降水量の多い大都市の一つである。降水量は、どの月でも週平均を上回る。年間降水量は、場所により、約 800 mm から 1000 mm の間に分布している。市内中心部の年間降水量は約 890 mm である。主な風は南西方角から吹く風である。これが湿った空気を運び、最初のバリアとなるヴィーエン山地の端にあるトイトブルクの森の風上側に雨をもたらす。オスニング山中やその南周縁部の年間降水量は、1000 mm を超える量に達する。市南部のヴェストフェリシェ盆地に位置する他の地区はこれよりも降水量は少なく、年間降水量は 750 mm 程度である。ラーフェンスベルガー丘陵のアー川の谷やオスニングの風下側の湿った空気から護られた地区では、年間降水量は約 800 mm である。
- ブラックヴェーデ（トイトブルクの森の南側）海抜 155 m: 年間平均降水量 890 mm
- ゼンネ（トイトブルクの森の南側）海抜 250 m: 年間平均降水量 977 mm
- ゼンネシュタット（トイトブルクの森の南側）海抜 127 m: 年間平均降水量 900 mm
- ビーレンフェルト＝ミッテ（トイトブルクの森の北側）海抜 99 m: 年間平均降水量 886 mm

この他の具体的な月別数値、特に月別平均気温は、同じような自然環境にあり近接しているヘルフォルト（ビーレフェルト北部が類似）やギュータースロー（ビーレフェルト南部が類似）とほぼ同等である。

## 歴史
この集落は、9世紀半ばにはすでに、コルヴァイ修道院が Bylanuelde に農地を有しているとして記録されている。ビーレフェルト市についての最初の記録は1214年になされている。ビーレフェルトは中世盛期に建設された数多くの都市の一つであり、ラーフェンスベルク伯領の南境界線に面しており、土地領主の支配下で計画的に建設された。土地領主は、この集落を商業都市で、伯領の首都とするよう拡張した。
多くの古い交易路が交差し、トイトブルクの森を通過する重要な街道に面するその位置から、ビーレフェルトはラーフェンスベルク伯領の経済・金融中心都市へと急速に発展していった。1240年頃にシュパレンブルク城の建設が始まった。この城は、完成後、土地領主やその後継者の居館として利用された。また、この城は市とトイトブルクの森を通る街道を護るものでもあった。1293年にはノイシュタットが成立した。主に商人や手工業者からなる住民は、特に15世紀のハンザ同盟加盟によって、富を増大させていった。
三十年戦争前からその進行に伴って、シュパレンブルクはオランダ、スペイン、スウェーデン、フランスの軍隊に入れ替わり占領された。1636年から1637年にビーレフェルトでペストが流行し約 350人の犠牲者を出した。17世紀にビーレフェルトの「リンネル都市」への発展が始まった。当時は特にリンネル取引が重要であった。ラーフェンスベルク地方の農民たちは農地で穀物ではなく、国の補助金が得られるアマを栽培し、家内工業でリンネル織りを製造した。リンネル取引はこの街に確実な富をもたらした。1830年頃にビーレフェルトのリンネル産業は深刻な危機に直面した。アイルランド、イングランド、ベルギーが機械生産の織布製品を持ち込んだのである。経済的困窮は1848年革命の騒擾をもたらした。また、多くの人々がオストヴェストファーレンの故郷を離れ、アメリカに移住していった。

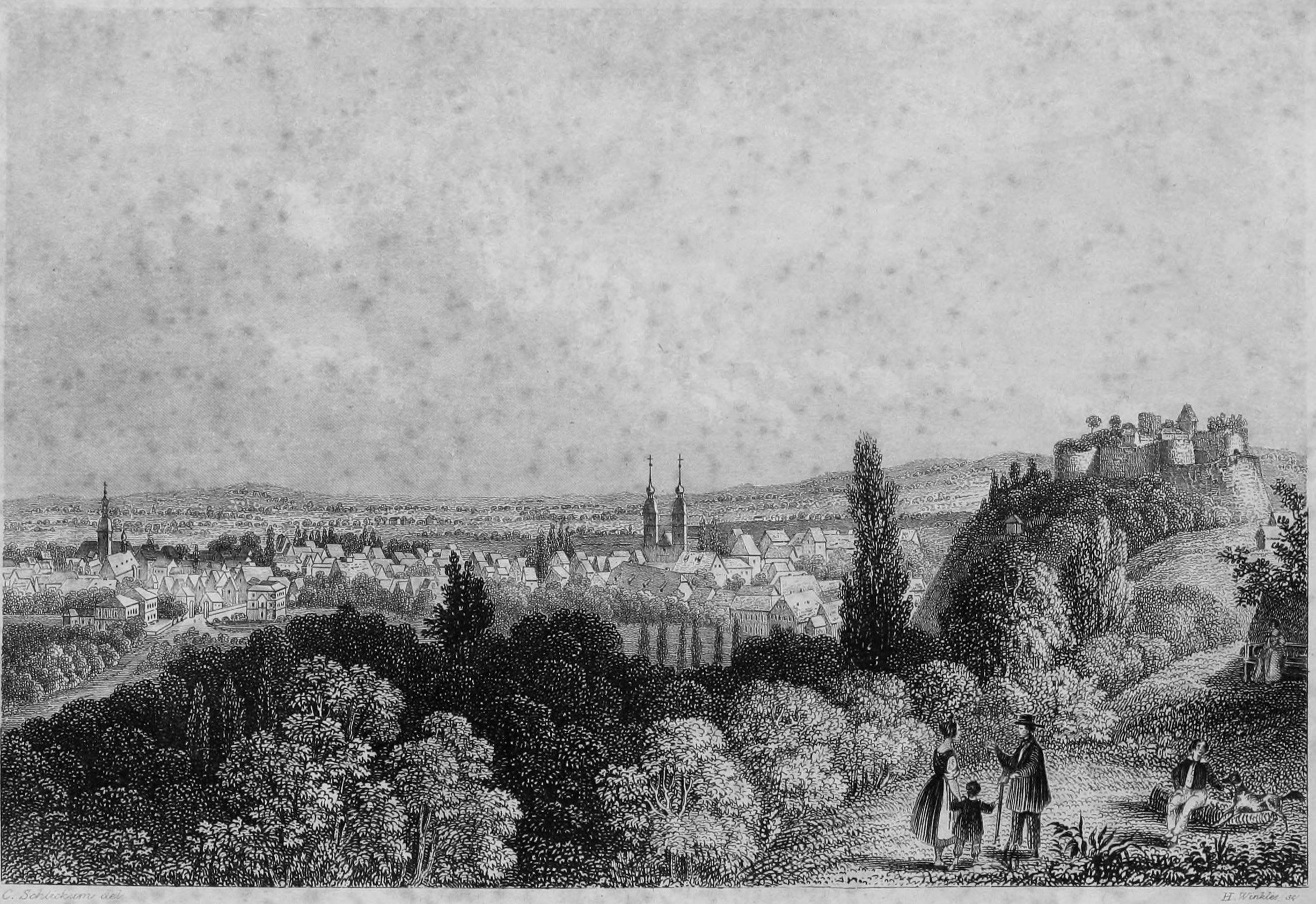
1840年頃のビーレフェルト

1860年頃、ラーフェンスベルク地方でタバコ産業が発展した。この業種におけるドイツで最も重要な会社の一つであるビーレフェルトのガブリエル・クリューヴェル・タバコ工場は家内生産の仕事を与え、この地方の人々は新たな収入源を得た。1847年にケルン – ミンデン鉄道が完成すると、たちまち工場が発達した。ヨーロッパ最大のリンネル紡績会社に発展するラーフェンスベルガー紡績会社が設立された。1870年にはすでにビーレフェルトはドイツにおける織物産業の中心都市になっていた。
1867年にベーテルが現在のガッダーバウム市区に創設された。織物産業の他に機械製造業も発展した。ビーレフェルトは現在、ドイツ第5位の機械製造業の街になっている。19世紀末には、食品加工業がビーレフェルトの重要な産業分野になった。エトカ・コンツェルンの存在により、この街はヨーロッパの食品産業を牽引する役割を担っている。エトカグループの長年の伝統により、ビーレフェルトは「プディングシュタット」という言い回しでも知られている。

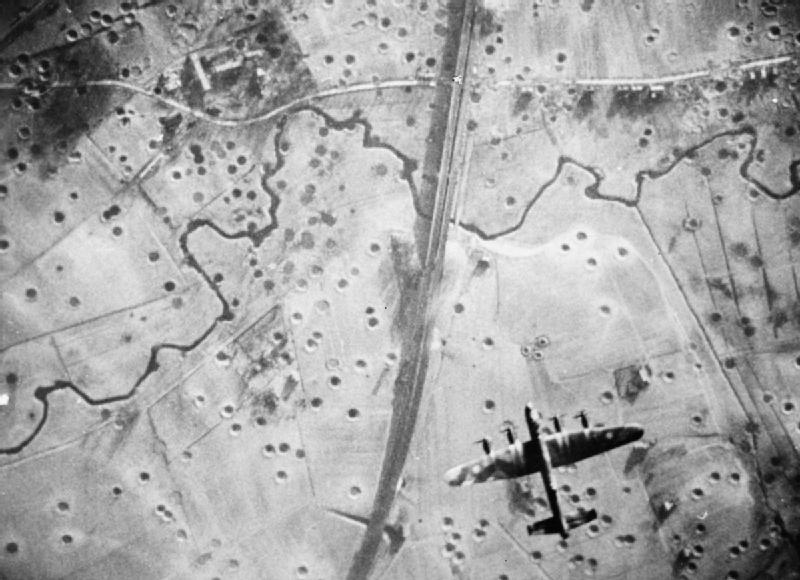
ビーレフェルト近郊の鉄道橋を空爆するイギリス軍（1945年）

1938年のピーレフェルトには、約 900人のユダヤ教信者が住んでいた。ユダヤ人社会は裕福で、1905年にはトゥルナー通りにシナゴーグを完成させていたが、1938年11月9日の排斥運動（「水晶の夜」）で放火された。多くのユダヤ人は外国に逃れた。合計460人の国外追放になったユダヤ人のうちホロコーストを生き延びた者は 60人ほどに過ぎなかった。第二次世界大戦中、1944年9月30日の最も激しい空爆では、649人が死亡し、旧市街の大部分や多くの歴史的建造物が破壊された。また、1945年3月14日の鉄道橋に対する爆撃では、グランドスラム爆弾が初めて実戦使用された。「要塞」と呼ばれたビーレフェルトは1945年4月4日にアメリカ軍によって占領された。その前の2日間、市の南部の森林地域で激しい戦闘が行われた。ビーレフェルト市民の勇気がアメリカ軍の進軍によるさらなる流血を防いだ。ブラックヴェーダー町長のヘルマン・ビッターは、1945年4月3日に戦車バリケードをアメリカ軍に解放し、このためNSDAPの郡長によって射殺された。4月4日にアメリカ軍部隊が内市街方面に移動した際、福音主義の牧師カール・パヴロフスキは戦闘準備を整えたドイツの防衛戦力沿いに自転車で走り、兵士たちに撤退を促した。これによりビーレフェルトは戦闘なく占領下に置かれた。アメリカ軍のジープがビーレフェルトに入場すると、市庁舎には白旗が掲げられていた。戦争中、ビーレフェルトでは 1,300人以上が爆撃によって命を落とした。破壊された歴史的建造物は、戦後、近代的な建造物に建て替えられた。工業は数年間で復興され、経済発展が始まった。しかし、織布産業は徐々に重要性を失い、市はサービス業の中心地へと発展していった。戦後の都市建設の特異性は計画都市のゼンネシュタットに表れている。1969年にはビーレフェルト大学が設立された。

### 市町村合併
1828年にグート・ニーダーミューレンがビーレフェルト市に合併した。1900年4月1日にガッダーバウムの一部とシュパレンブルクが合併した。1907年1月31日にはクヴェレの一部、ホーフ・マイヤー・ツー・オルダーディッセンおよびシルトホーフが合併した。1930年10月1日にシルデシェ・ドルフ、ジーカー、シュティークホルストおよびゲラースハーゲン、グロースドルンベルク、ヘーペン、ホーベルゲ＝エーレントループ、オルデントループ、シルデシェ・バウアーシャフト、テーゼンの一部がビーレフェルト郡からビーレフェルト市に移管された。バーベンハウゼンの 54 ha が1961年12月31日に、ブラーケの 56 ha が1965年1月1日にこれに加わった。
これまでで最大の地域再編は、ビーレフェルト周辺の新設に関する法律に基づく1973年1月1日に発効したものであった。ビーレフェルト郡からブラックヴェーデ、ゼンネシュタット、ガッダーバウム、ゼンネ I、バーベンハウゼン、グロースドルンベルク、ホーベルク＝エーレントループ、キルヒドルンベルク、ニーダードルンベルク＝デッペンドルフ、アルテンハーゲン、ブラーケ、ブレニングハウゼン、ヘーペン、ヒレゴッセン、レーマースハーゲン＝グレーフィングハーゲン、ミルゼ、オルデントループ、ウッベディッセン、イェレンベック、テーゼン、フィルゼンドルフがビーレフェルト市に編入された。この他にもハレ郡からシュレッティングハウゼンが合併した。ビーレフェルト郡は廃止された。

## 住民

### 人口推移
ビーレフェルトの人口は、1930年に現在の市域で 10万人を超え、大都市と認定された。戦後、人口は、1961年までに 175,000人を越えたが、このうち 6万人が難民あるいは被追放者として第二次世界大戦後にビーレフェルトに移住した住民であった。1972年までやや減少した後、ブラックヴェーデの 39,856人、ゼンネシュタットの 20,187人、ゼンネ Iの17,421人（以上は1970年の人口）を含むビーレフェルト郡のほぼすべての町村を併合した事により、1973年の人口は 32万人を超えた。2003年の人口は、328,000人を超えるこれまでの最大値となった。ノルトライン＝ヴェストファーレン州データ管理・統計局の調査による 2012年12月31日現在の公式な人口は 328,314人であった。この数値に基づき、ビーレフェルトはドイツで 18番目、ノルトライン＝ヴェストファーレン州で 8番目に大きな都市となっている。

### 宗教
ビーレフェルトには、2002年5月現在、152,092人の福音主義信者、52,965人のローマ＝カトリック信者がおり、117,556人が他の宗教を信仰するか、あるいは無宗教であった。

#### キリスト教
ビーレフェルトは、その創設以来、パーダーボルン司教区レムゴー助祭長区に属している。教区教会は、ヘーペンのペーター＝ウント＝パウルス教会から離れた1236年から、旧市街のニコライ教会がその任を担っている。13世紀末からは、シュパレンブルクの麓に新しい教区「ノイシュタット」が設けられた。近くにあるドームベルク（聖ペーター教会）やシルデシェの修道院教会では、もっと古くから礼拝が行われていた。

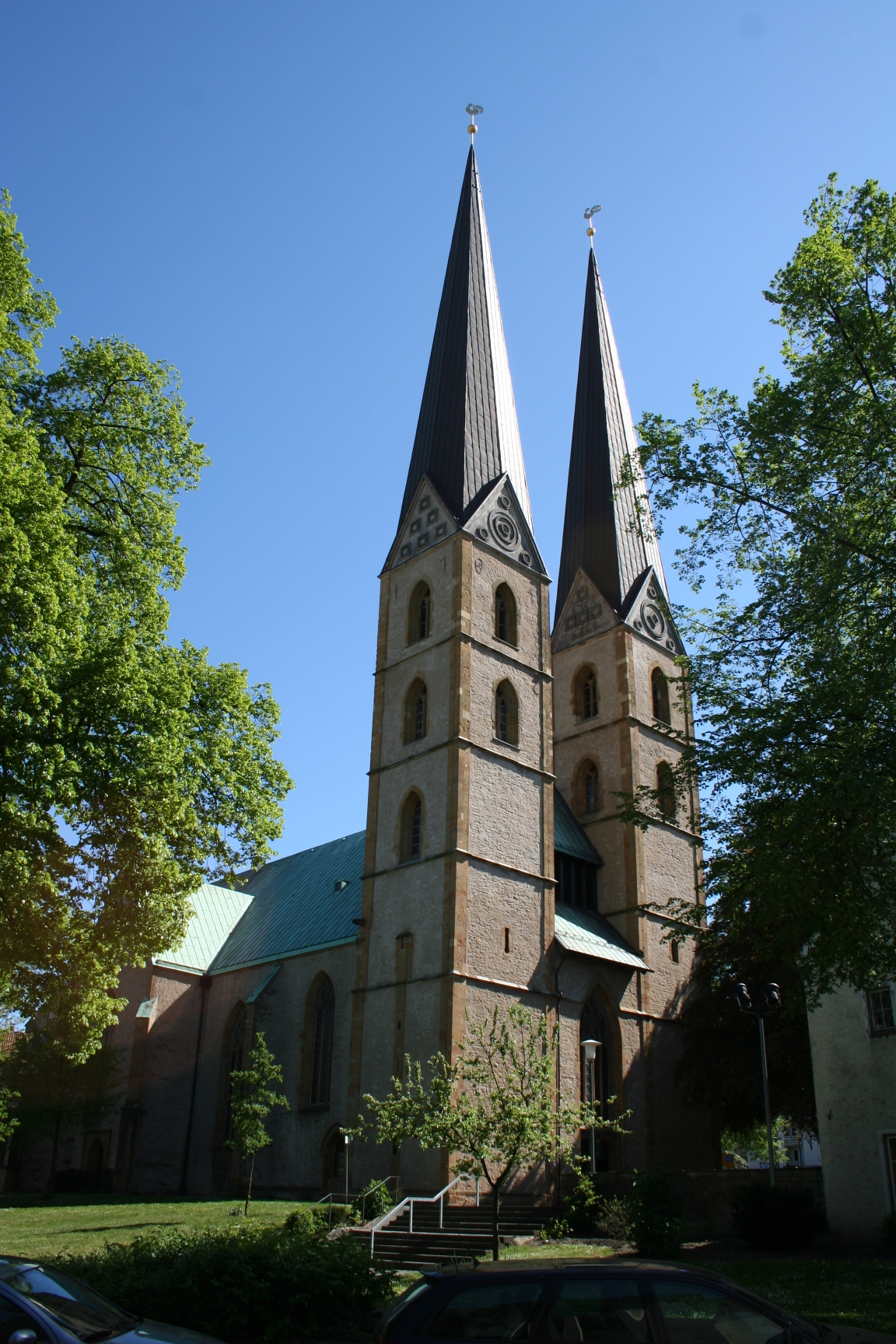
ノイシュテットのマリエン教会

##### プロテスタント
ルターの宗教改革は、ノイシュタットのマリエン教会から本市およびラーフェンスベルク伯領全域に、1553年頃に広まった。1649年に本伯領は最終的にブランデンブルク選帝侯の手に渡り、これ以後は「クーユス・レギオー、エイウス・レリギオー」（Cuius regio, ある土地の信仰は、その地の支配者の信仰によって決まる）の原則が適用された。フランシスコ会修道院を除き、全ての教区や修道会教会がプロテスタント化された。大選帝侯フリードリヒ・ヴィルヘルム（1620年 – 1688年）はカルヴァン主義の信奉者で、その支配下にある都市や地方では改革派の作法により礼拝を行うよう命令した。その後数年間、改革派教会の信者数は増加した。1817年にプロイセン全土で、ルター派教会と改革派教会の統合がなされた。ビーレフェルトにおいても、両プロテスタント教会は、福音主義教会として統合された。ビーレフェルトの工業化は、かつて改革派教会のリッペ地方の農村で働いていた多くの人々をこの地に引き寄せた。
本市は、19世紀にプロイセンあるいはそのヴェストファーレン教会管区の福音主義教会内の教区監督官を含めた地方教会会議の開催地となった。これが現在のビーレフェルト教会クライスの原型となった。ヴェストファーレン福音主義教会と呼ばれるミュンスターの地方教会の管理部が1949年にビーレフェルトに移転した。ビーレフェルト教会クライスは、現在、ビーレフェルト市内の33の教会組織を包含している。ただし、ビーレフェルトの市域南部のいくつかの教会（ブラックヴェーデ、ゼンネ、ゼンネシュタット）はギュータースロー教会クライスに属している。ビーレフェルト教会クライスのほとんどの組織が福音主義ルター派で、例外には福音主義改革派のジュスター教会がある。
福音主義地方教会組織の他に、古い教義による独立福音主義ルター派教会および福音主義の自由教会がある。多くのメノー派教会、アドヴェンティスト教会、多くの福音主義自由教会（バプテスト教会）、福音主義メソジスト教会がある。

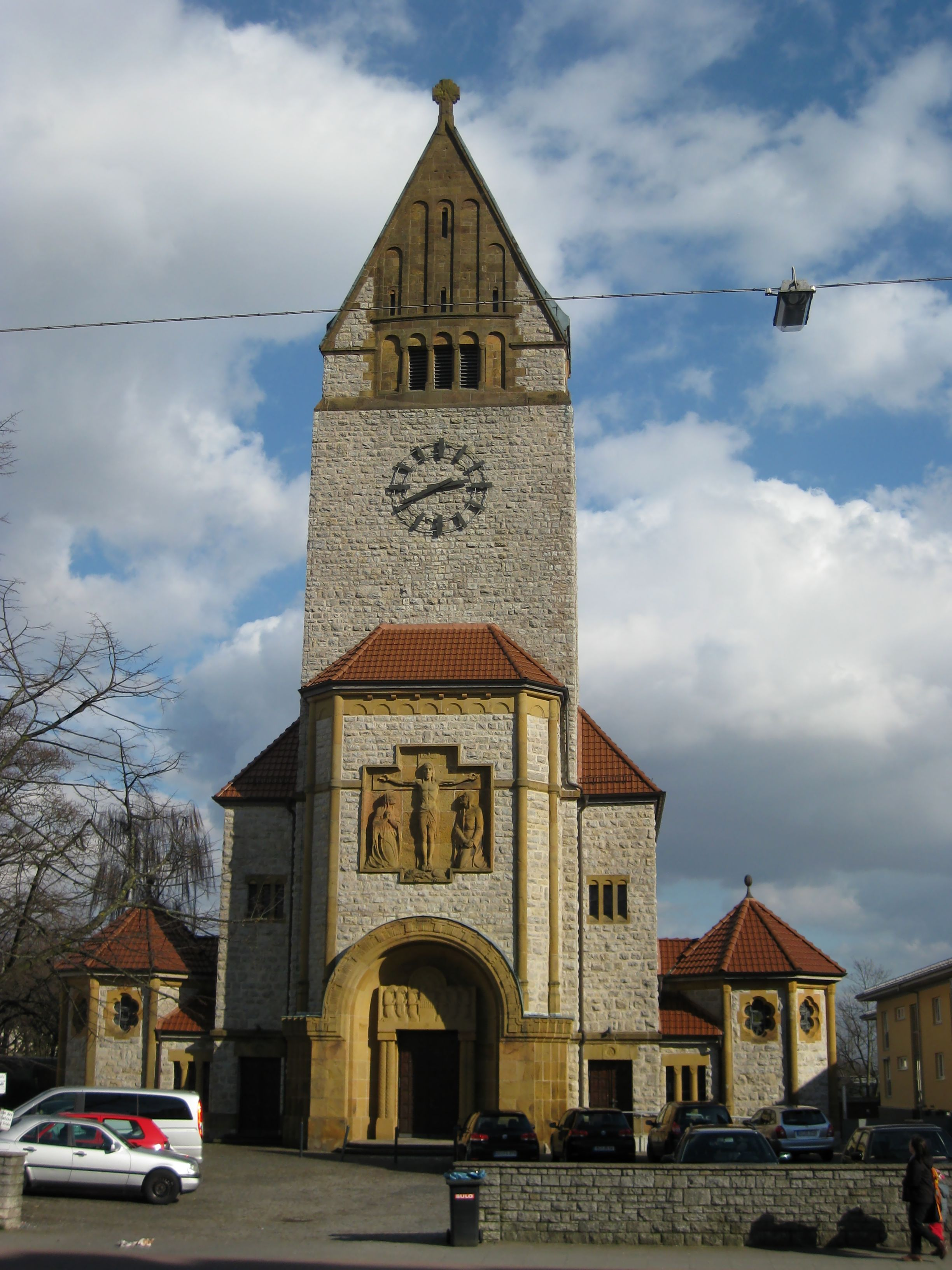
カトリックの聖ヨーゼフ教会

##### カトリック
カトリックの信者数は、宗教改革によって大幅に減少し、主にタンテンハウゼンやホルトフェルトの貴族家の所領内に残っただけであった。その後、フランシスコ会修道士がビーレフェルトの聖ヨドクス教会でラーフェンスベルク地方全域の神事を担っていた。1696年にシュトックケンペンに分教会（「レジデンツ」）が設けられた。1829年にビーレフェルト修道院が廃止された後は教区司祭が神事を担った。
19世紀になると、工業化に伴って、本市のローマカトリックを信仰する人の数が再び増加した。1890年には、ビーレフェルトの人口 4万人のうち、約 4,600人がカトリックの信者であった。これらの信者は、現在までパーダーボルン司教区（1930年に大司教区に昇格した）に属している。1908年から1910年に聖ヨーゼフ教会が、1933年から1934年に聖母教会が新設された。第二次世界大戦後にはカトリック信者がさらに増加した。その多くは旧ドイツ東部領土からの戦争難民であった。1950年代に約 10の教区教会が建設された。ビーレフェルトは首席司祭の所在地となった。2008年まで市内の全ての教区がこの首席司祭区に属した。2006年7月1日にそれまでのビーレフェルト首席司祭区とリッペ首席司祭区は、ビーレフェルト＝リッペ首席司祭区として合併した。この首席司祭区はビーレフェルトに本部を置く。

##### その他の宗派
本市内には現在、この他に多様なキリスト教系の宗教団体が存在している。多くの新使徒派教会、ギリシャ正教会、2つのロシア正教会（ゼンネシュタットとシルデシェ）、2つのセルビア正教会（ゼンネシュタットとドルンベルク）、ヒレゴッセンのウクライナ東方カトリック教会、エホバの証人などである。

#### ユダヤ教
本市にユダヤ人が居住した最初の文献上の記録は、14世紀中頃の文書にある。1348年から1350年のペストが流行した際、泉に毒を入れたとしてドイツのユダヤ人は迫害され、他の多くの都市と同じようにビーレフェルトから追放された。ラーフェンスベルク伯ヴィルヘルム・フォン・ユーリヒは、1370年に彼らの帰還を許し、安全を保証した。16世紀中頃、ユダヤ人たちは再び伯領に居住することを禁止された。同世紀末になって初めて、ユダヤ商人達は、納付金と引き替えに居住することを許された。
1649年、ラーフェンベルク伯の地位を獲得したブランデンブルクの領主ホーエンツォレルン家は、ユダヤ人を排斥しなかった。1720年頃、ユダヤ人会は 30人で構成されていたが、1723年にはすべてのユダヤ人が市内に住むよう義務づけられた。ビーレフェルトの居住権を得るためにユダヤ人は四半期毎にいわゆる保護・徴兵免除金を支払わなければならなかった。支払不履行や資産を失ったユダヤ人はプロイセンの法に基づき、国外に追放された。この納付金は領主にとって重要な資金であったため、彼らは商業に携わるユダヤ人たちを保護した。ナポレオンの下、1808年にヴェストファーレン王国のユダヤ人はキリスト教徒と同等の権利を認められた。ただし、彼らは別名を名乗らなければならなかった。市民権と結びついた自由は、多くのユダヤ人をラーフェンスベルク地方に惹きつけた。これによりユダヤ人社会は1825年までに134人の成員を数えるまでに成長した。ナポレオン支配の終焉とともにユダヤ人の権利は再び制限された。1871年のドイツ帝国成立によって初めて、北ドイツ連邦内のユダヤ人に対するすべての制限が廃止された。19世紀の初め以降、ビーレフェルトにユダヤ人の国民学校が設立され、1876年からはユダヤ人の子供が公共の市立学校で学ぶことが許された。

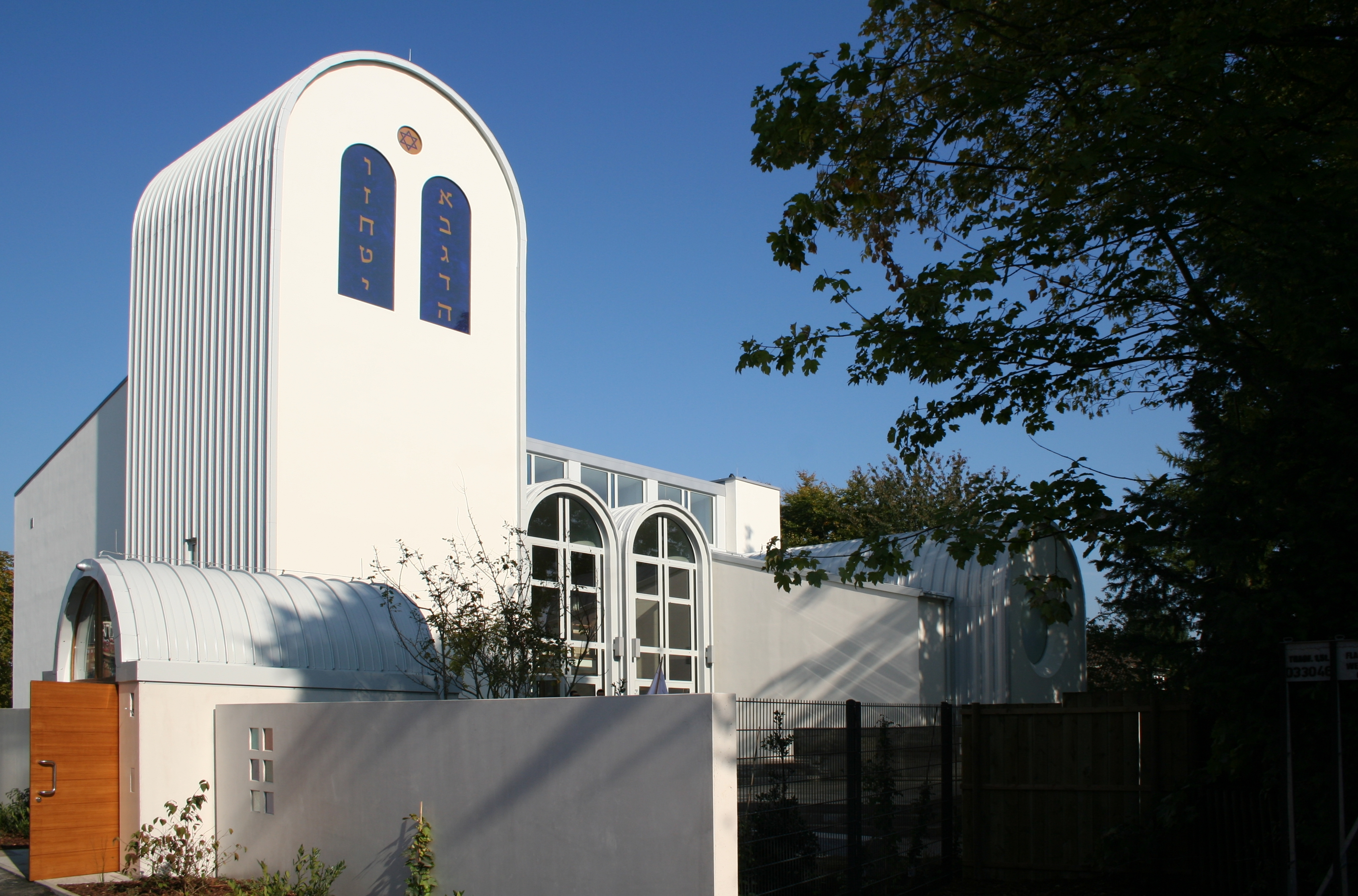
新シナゴーグ

最初のシナゴーグは1847年にクロスター広場に建造されたが、すぐに手狭になったことが分かっている。1847年のユダヤ人社会は約 350人だったが、世紀の替わり目にはほぼ 1,000人となっていた。1905年の秋にはトゥルナー通りに新しいシナゴーグが完成している。このシナゴーグには 450人の男性信者と 350人の女性信者を収容することができた。このシナゴーグは1938年の「水晶の夜」に国家社会主義者に破壊された。ビーレフェルトの 900人のユダヤ人のうち 460人がホロコーストの犠牲となった。ビーレフェルト中央駅からは、計 1,849人が集団移送された。1998年から中央駅前広場の記念碑に名前が刻まれている。
ビーレフェルトでは、現在約 250人を擁するユダヤ人社会が再興している。2008年9月からは、ユダヤ文化協会ビーレフェルト K.d.ö.R に新しいシナゴーグがある。これはデトモルト通りのかつての福音主義教会パウル＝ゲルハルト教会を改築したものである。

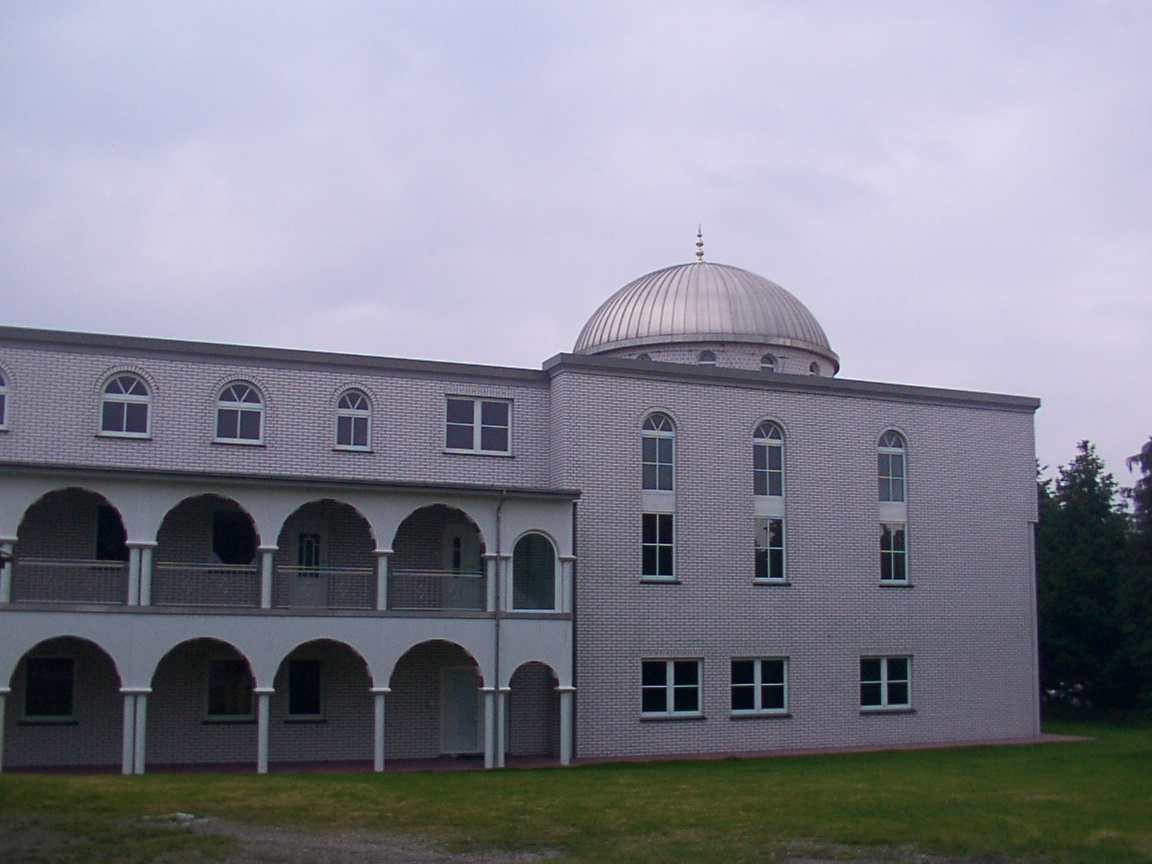
ブラックヴェーデ市区のファータン＝モスク

#### イスラム教
ビーレフェルトの多くのムスリムは、トルコ出身である。第二次世界大戦後の経済発展期、ドイツでは緊急の労働者を捜していた。イタリア（1955年）、スペイン、ギリシア（1960年）との求人協定締結の後、ドイツ連邦共和国は1961年にトルコと協定を結んだ。初めは、いわゆるゲスト労働者がドイツに定住するとは考えられていなかった。やがて妻や子供が移り住み、第三世代や第四世代の住民もいる。
2004年にブラックヴェーデ市区にファータン＝モスクが完成した。この組織には約 350人の信者が属している。

#### ヤズィーディー
ビーレフェルトには、バウムハイデのゲマインデセンターにヤズィーディーの教団組織がある。

## 行政

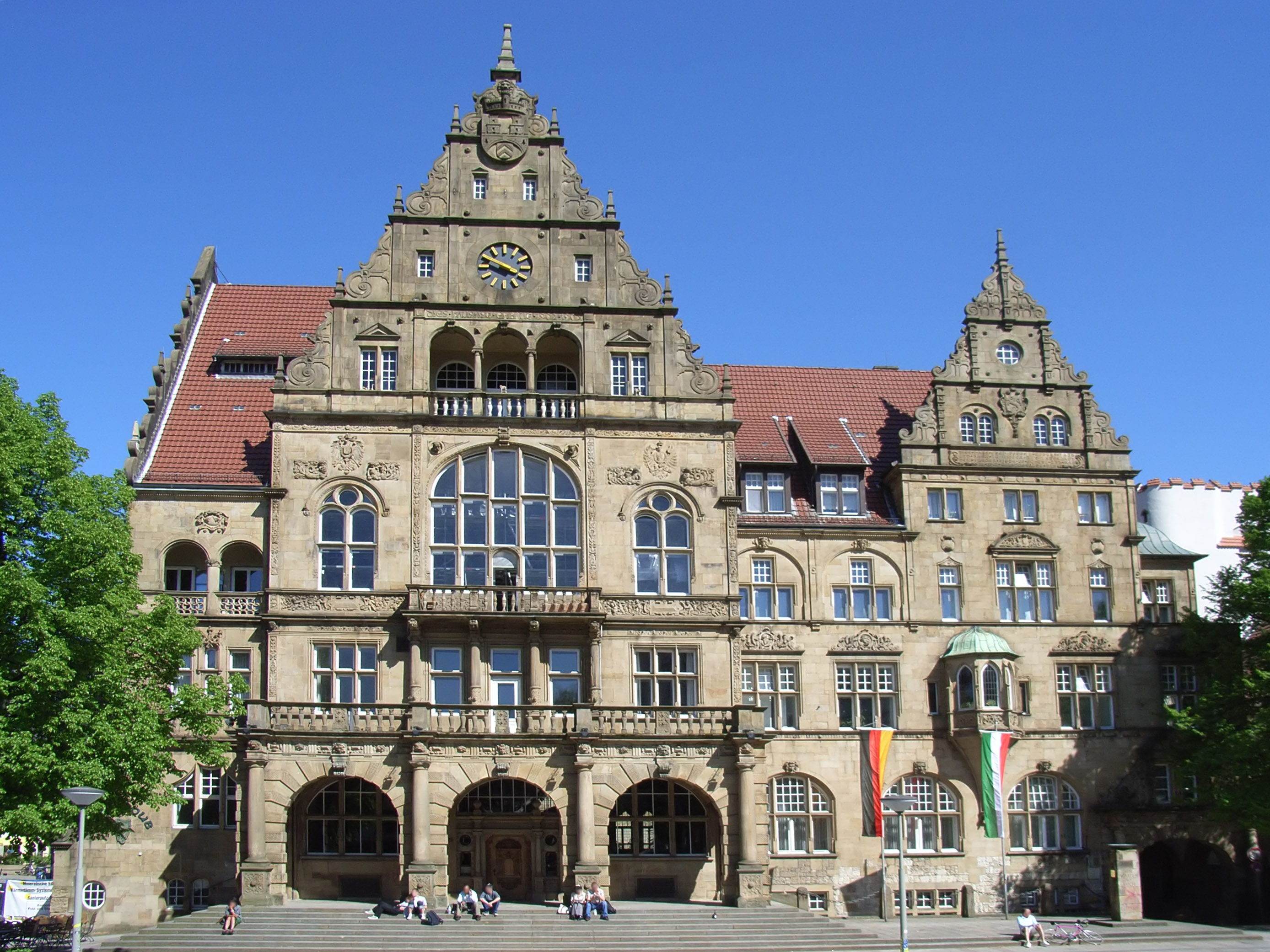
旧市庁舎

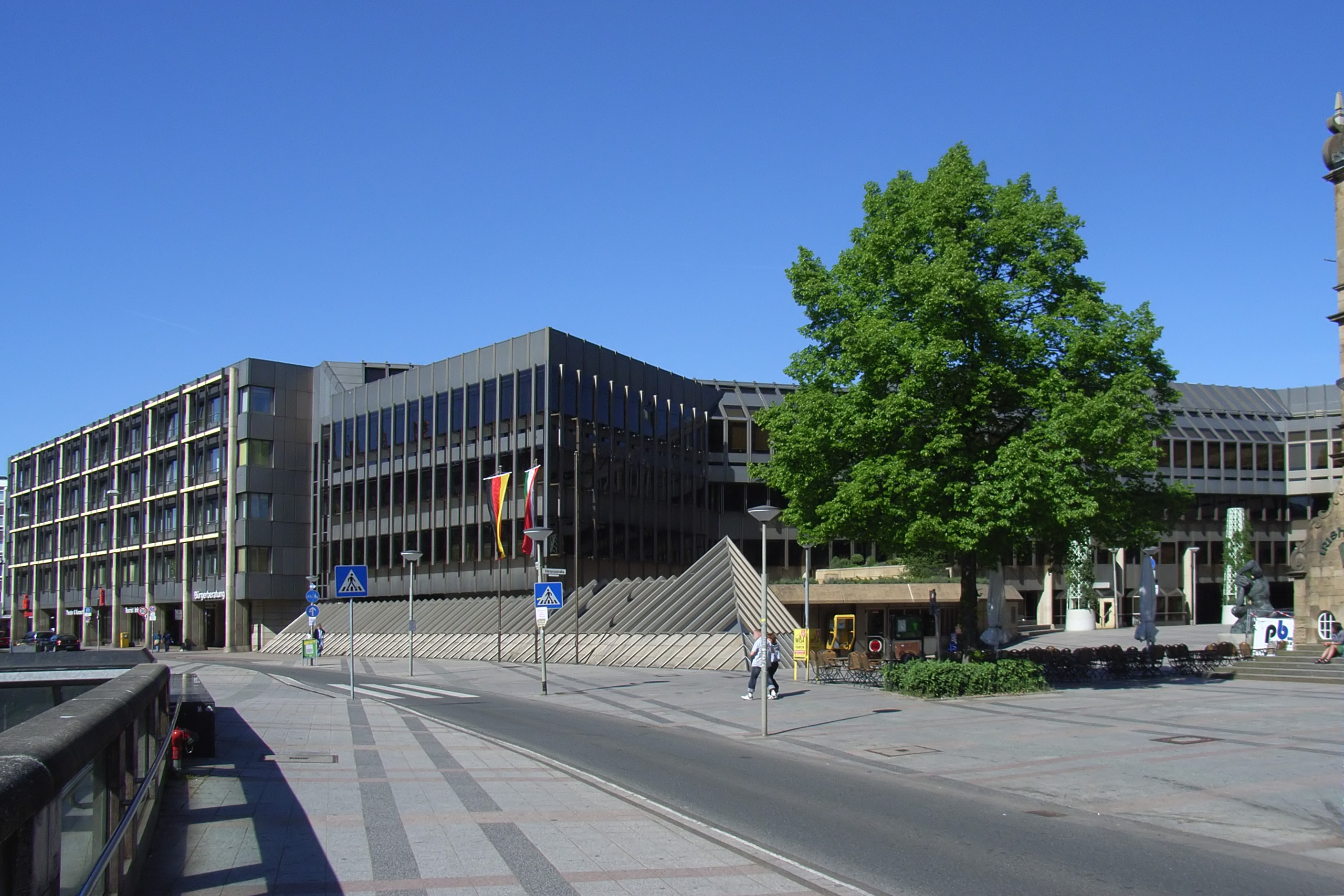
新市庁舎

### 地方政治
1994年、ビーレフェルトでは、市行政の二頭体制を廃止した。これ以後は専任の上級市長 (Oberbürgermeister) の職を設けた。上級市長は、本市行政の最高責任者であり、市議会議長であり、市運営の指導者となる。本職は1999年から住民の直接選挙によって選出されることとなった。
2009年8月30日の選挙で、ピット・クラウゼン (SPD)が 43.3 % の票を獲得して上級市長に選出された。この選挙に出馬した他の候補は、CDU（ベルント・ラントグラーフ 40.2 %）、Grünen（マリアンネ・ヴァイス 9.8 %）、FDP（ハラルト・ブッシュマン 3.2 %）、Liste Bürgernähe （ハンス＝ヨアヒム・ルートヴィヒ 3.5 %）であった。当時現職だったエーベーハルト・ダーフィト (CDU) は立候補しなかった。彼はその前回の選挙（2004年）の決選投票で、わずか 137票差でピット・クラウゼンに勝利していた。2014年の上級市長選挙では、6月15日の決選投票で 55.9 % の票を得てピット・クラウゼンが再選された
直近の選挙結果、ビーレフェルトの市議会は、議決権を有する上級市長を含めて 67議席である。上級市長代行は、デトレフ・ヘリング (CDU) とホルスト・グルーベ (SPD) である。2009年末時点の市の負債額は、4850万ユーロであった。
| 政党                                         | 2020年 | 2020年     | 2014年 | 2014年     | 2009年 | 2009年     | 2004年 | 2004年     |
| 政党                                         | 議席数 | 得票率 (%) | 議席数 | 得票率 (%) | 議席数 | 得票率 (%) | 議席数 | 得票率 (%) |
| -------------------------------------------- | ------ | ---------- | ------ | ---------- | ------ | ---------- | ------ | ---------- |
| SPD                                          | 16     | 24.94      | 20     | 30.8       | 20     | 30.3       | 19     | 31.43      |
| CDU                                          | 18     | 27.75      | 20     | 30.2       | 22     | 33.2       | 22     | 36.78      |
| Grüne                                        | 15     | 22.32      | 11     | 15.9       | 11     | 17.2       | 9      | 15.46      |
| Bürgergemeinschaft für Bielefeld             | 1      | 1.6        | 6      | 8.5        | 3      | 5.2        | 4      | 6.36       |
| Die Linke                                    | 4      | 6.12       | 5      | 7.3        | 4      | 5.7        | 2      | 2.70       |
| FDP                                          | 5      | 7.05       | 2      | 2.9        | 4      | 5.6        | 2      | 4.34       |
| Piraten                                      | 1      | 1.23       | 1      | 2.2        | -      | -          | -      | -          |
| Bürgernähe, Wählergemeinschaft für Bielefeld | 1      | 1.23       | 1      | 0.9        | 2      | 2.7        | 2      | 2.93       |
| AfD                                          | 2      | 3.43       | -      | -          | -      | -          | -      | -          |
| Die PARTEI                                   | 2      | 2.91       | -      | -          | -      | -          | -      | -          |
| Bündnis für Innovation und Gerechtigkeit     | 1      | 2.91       | -      | -          | -      | -          | -      | -          |
| LiB                                          | 1      | 0.95       | -      | -          | -      | -          | -      | -          |
| その他                                       | -      | 0.71       | -      | 1.3        | -      | -          | -      | -          |
| 合計                                         | 66     | 100        | 66     | 100        | 66     | 100        | 60     | 100        |
| 投票率                                       | 53.57  | 53.57      | 51.0   | 51.0       | 52.9   | 52.9       | 53.81  | 53.81      |

### 紋章
図柄: 金地に赤い胸壁と2本の壁の小塔をもつ円形アーチ。開いたアーチの中に3本の赤いシェブロンが描かれた銀の盾。
この紋章の原型は 1263年から現れる。当時は旧市街の紋章として用いられていた。1520年に旧市街と新市街が合併すると、この紋章は統合された市の紋章となった。19世紀にはいるまで紋章は変更されなかったが、この頃紋章の中に獅子を入れることが流行し、この街の紋章にも2頭の獅子が描かれるようになった。1973年から盾型で獅子を除いた紋章がビーレフェルト市の公式な紋章とされた。シェブロンが描かれた盾は、かつてビーレフェルトを首都としたラーフェンスベルク伯の紋章に由来する。塔は、外壁の外側部分を示している。

### 姉妹都市
- ロッチデール（イギリス、グレーター・マンチェスター）
- エニスキレン（イギリス、カウンティ・ファーマナ）
- コンカルノー（フランス、フィニステール県）
- ナハリヤ（イスラエル、北部地区）
- ノヴゴロド（ロシア、ノヴゴロド州）
- ジェシュフ（ポーランド、ポトカルパチェ県）
- エステリ（ニカラグア、エステリ県）

ビーレフェルトでの労働組合代表会議にイングランドのロッチデールから教育専門家たちが参加したことにより、姉妹都市の構想が生まれ、1953年に締結された。姉妹都市の象徴として、ロッチデールの橋とビーレフェルトのラーフェンスベルガー紡績工場前の広場が、互いの姉妹都市の名前にちなんで名付けられた。また、ビーレフェルトのニコライ教会前にはイギリス式の公衆電話がある。
ブラックヴェーデ管区は、1958年から北アイルランドのエニスキレンと姉妹都市協定を結んでいる。姉妹都市の起点を記念して、1957年のブラックヴェーデ射撃祭にロイヤル＝インニスキリング近衛竜騎兵連隊が参加した。有効の証として、ブラックヴェーデの通りにこの姉妹都市の名前がつけられた。ブラックヴェーデ・ギムナジウムとポートラ・ロイヤル・スクールとの間で交換学生制度を姉妹都市プログラムの一環として行っている。
フランス、コンカルノーの民俗グループ Cercle Celtic は、1967年に、当時はまだ独立した町村であったゼンネで公演を行った。この緊密な友好は、1973年に現在のゼンネ管区との姉妹都市協定に発展した。両市は、街の通りに互いの都市名をつけている。
ビーレフェルトのゲルハルト・ヘプナーはイスラエルのナハリヤに移住したアンドレアス・マイヤーと私的な交流を続けていた。この交流は1980年に両市の友好都市協定に発展した。現在、ビーレフェルトの2つの市庁舎の間の窓と通りが、この姉妹都市にちなんで名付けられている。ナハリヤでは6世紀の教会がビーレフェルトからの寄付によって修復された。このため、この教会は現在ビーレフェルダー教会と呼ばれている。ギムナジウム・ヘーペンとナハリヤの公立学校も姉妹都市関係の育成を行っている。
1983年/1984年の冬、軍備拡張に関する連邦議会の決定の結果、ビーレフェルトはロシアのノヴゴロドとのコンタクトを持った。この短い接触は姉妹都市協定に発展し、1987年に締結された。新しいバーンホーフスフィールテル（駅前街）の通りとシュパレンブルクのオークの木がこの姉妹都市にちなんで命名された。1990年代にはこのロシアの姉妹都市への救援輸送が幾度も試みられた。現在でもノヴゴロドの社会プロジェクトは経済的な支援を受けている。学生、大学生は定期的に交換交流を行っている。
ビーレフェルトのドイツ＝ポーランド協会は1991年にポーランドの都市ジェシュフとの姉妹都市協定を発議した。両市の学生、大学生は定期的に交換交流を行っている。
ビーレフェルトは1984年からニカラグアのエステリとの交流を育み、1995年に友好協定を締結した。この街は1998年にハリケーンの被害を受け、ビーレフェルトや他の姉妹都市からの募金によって再建された。この姉妹都市関係は、ビーレフェルトの学生がエステリの学生と行っている共同プロジェクトによって支援されている。
ビーレフェルトは旧ドイツ東部領土だったロシアの街グセフ（旧グムビンネン/オストプロイセン）およびポーランドの都市 Wiązów（旧ヴァンゼン/シュレージエン）と Ziębice（旧ミュンスターベルク/シュレージエン）に対する保護援助協定を締結した。ビーレフェルトは、第二次世界大戦後は社会的・経済的にこれらの都市の故郷を失った人々を受け容れることで保護を行った。

### 連邦政治
ビーレフェルトは、連邦議会選挙ではヴェルター市とともに第133ビーレフェルト選挙区に属す。

### 州政治
ノルトライン=ヴェストファーレン州議会の選挙では、ミッテ、シルデシェ、ガッダーバウムは第92ビーレフェルト I 選挙区に、ヘーペン、ブラックヴェーデ、シュティークホルスト、ゼンネシュタット、ゼンネは第93ビーレフェルト II 選挙区に属す。ドルンベルクとイェレンベックは、ボルクホルツハウゼン、ハレ、シュタインハーゲン、フェルスモルト、ヴェルターとともに第94ギュータースロー I – ビーレフェルト III 選挙区に属す。

## 見所

### 宗教建築

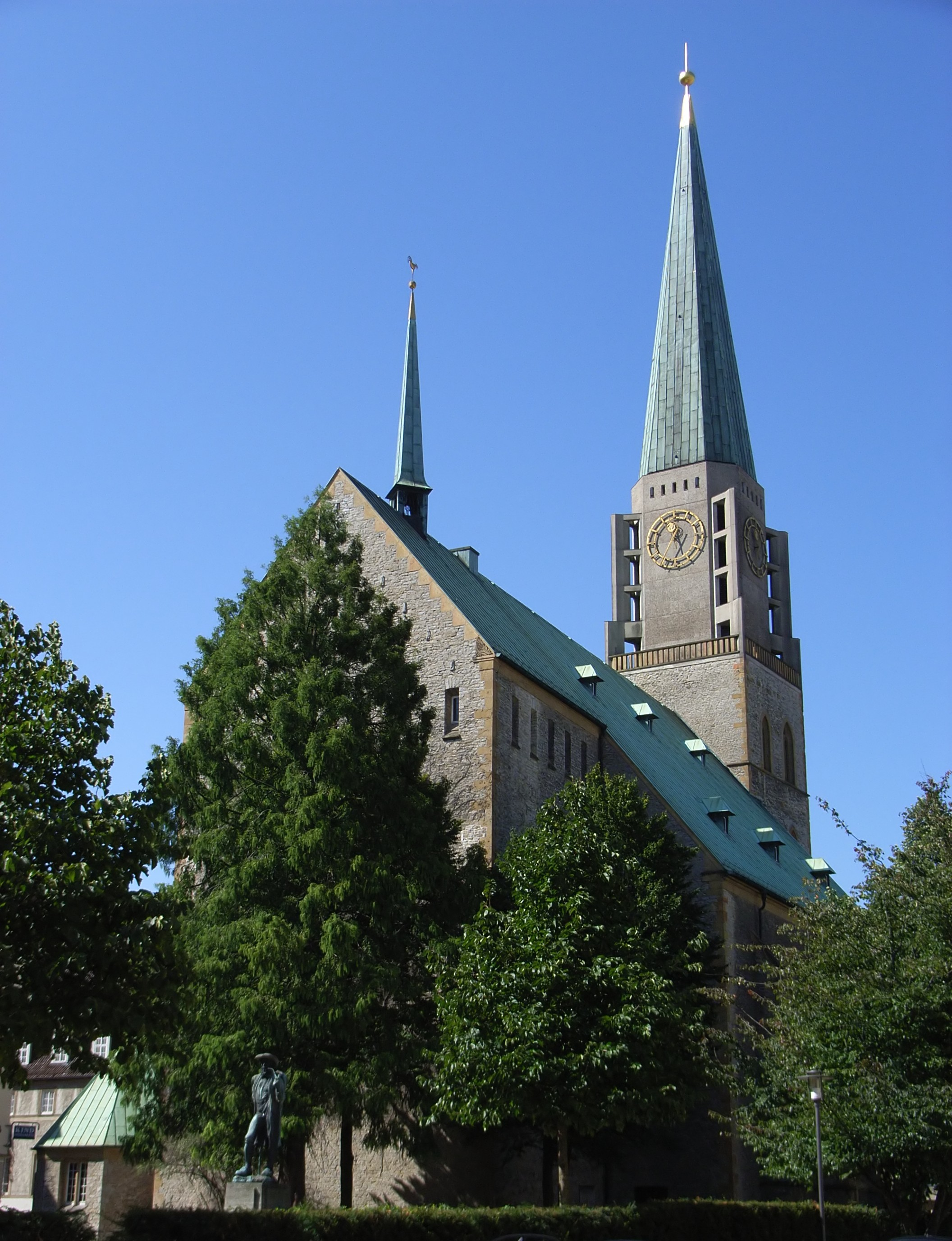
ビーレフェルト旧市街のニコライ教会

旧市街のニコライ教会がビーレフェルトで最も古い歴史を持つ市教会である。この教会は、元は三廊式のホール式ゴシック教会であったが、14世紀の初めに拡張され、市民・商人向けの教会に改築された。それ以前の1236年にパーダーボルン司教ベルナルトはこの教会を独立した教区教会に昇格させていた。1日に何度か（おおむね9:58、12:58、15:58、18:58頃）グロッケンの音が鳴り響く。この教会の特筆すべき調度品としては、9つのシーンに250体以上の彫像を配したアントワープのリテイブル（祭壇の後に建てられた衝立・棚）である。この教会は、塔の下部を除いて、1944年9月30日に破壊された先代の教会に倣って建設された新しい建物である。この教会には小博物館が入居しており、第二次世界大戦前から伝承された遺物や写真が展示されている。
新市街のマリエン教会は、2本の塔を有するゴシック盛期、1293年建造のホール式教会である。ただし塔は、16世紀初めにゴシック様式の頂部が造られて、完成した。このゴシック様式の塔の先端部は、後に嵐によって損壊し、バロック様式のボンネット型の屋根に改築された。この教会は、芸術史の観点からビーレフェルトで最も価値の高い建築文化財であり、全長 52 m、高さ 78 m の規模を持つ。1553年にビーレフェルトにおける宗教改革の起点となった。教会内部には、13の異なる絵画が描かれた価値の高い両開き祭壇、いわゆるマリエン祭壇がある。この祭壇の絵画は、無名の画家によって 1400年に制作された。これには、天国と地上の様子、神と人、キリストやマリアが描かれている。この教会は長らく、ラーフェンスベルク伯家の墓所として用いられていた。内陣北側にラーフェンスベルク伯オットー3世とその妻ヘドヴィヒ・ツーア・リッペの墓がある。この墓は1320年以後の早い時期に設けられた。南側にはヴィルヘルム2世伯（1428年逝去）とその妻アーデルハイト・フォン・テックレンブルク（1429年逝去）の墓がある。この他の調度品には、後期ゴシック様式、16世紀初めのキリスト磔刑像やビーレフェルトの職人ベルント・クリストフ・ハッテンケルルによって1681年から1683年に建造された彫刻講壇がある。この教会は第二次世界大戦で甚大な被害を受けた。特に空爆によって、それまでのバロック様式の塔先端部が破壊された。戦後、1965年に、この先端部はゴシック様式の形状で新設され、その極点に尖った形を保っている。
旧市街の中心に、16世紀に創設されたジュスター教会がある。この場所は、1491年に12人のアウグスチノ会女子修道会士が修道院の創設を許された場所である。彼女らは病人や貧困者の救済に従事した。この修道院は経済的困窮のため1616年に廃止され、市に譲渡された。現在この教会はビーレフェルトで唯一の福音主義改革派の教会である。これに接続していた旧修道院の建物のうち唯一の遺構がジュスタープラッツ2番地にある。このほぼ正方形で三階建ての切妻造りの建物は、その中核部が1500年から1600年の間に建設され、現在は牧師館として利用されている。18/19世紀に階の高さの変更を伴う改築がなされた。この時にジュスター広場に面した破風はネオゴシック様式に装飾された。
カトリックの教区教会聖ヨドクス教会は、元々はフランシスコ修道院の教会で、1511年に建設された。このヨストベルク修道院は、それ以前（1498年）から存在していた。初め（1498年から）修道院はヨストベルクにあったが、そこでは早くも1507年に水の供給が困難となったことで放棄され、現在のクロスター広場に移転した。旧ヨストベルク修道院は遺跡だけが遺されている。旧市街のフランシスコ会修道院は宗教改革後も存続した。市内の他の教会が宗教改革を受け容れた際、フランシスコ会がラーフェンスベルク地方に遺ったわずかなカトリック信者の魂の拠り所となった。この修道院は1829年に廃止され、司牧は教区司祭に委ねられた。今日まで教区教会となっているこの教会内部には1220年に制作された「黒い聖母」、1480年に制作された聖ヨドクスの木像、1962年にサベーリエフが制作したイコンの壁がある。
ドルンベルク地区のシュパンダウアー・アレーにある聖霊教会は、オストヴェストファーレン地方の近代的な教会の中の至宝である。この教会は、コミュニティの拡大によって手狭になった2つの教会、すなわちヴェレンジークの聖霊教会およびビーレフェルト＝エーレントループの聖家族教会の後継教会として1990年代初めにビーレフェルト＝ドルンベルクに建設された。
- マリエン教会のオットー3世の棺
- ジュスター教会
- 聖ヨドクス教会
- 聖霊教会

### 世俗建築

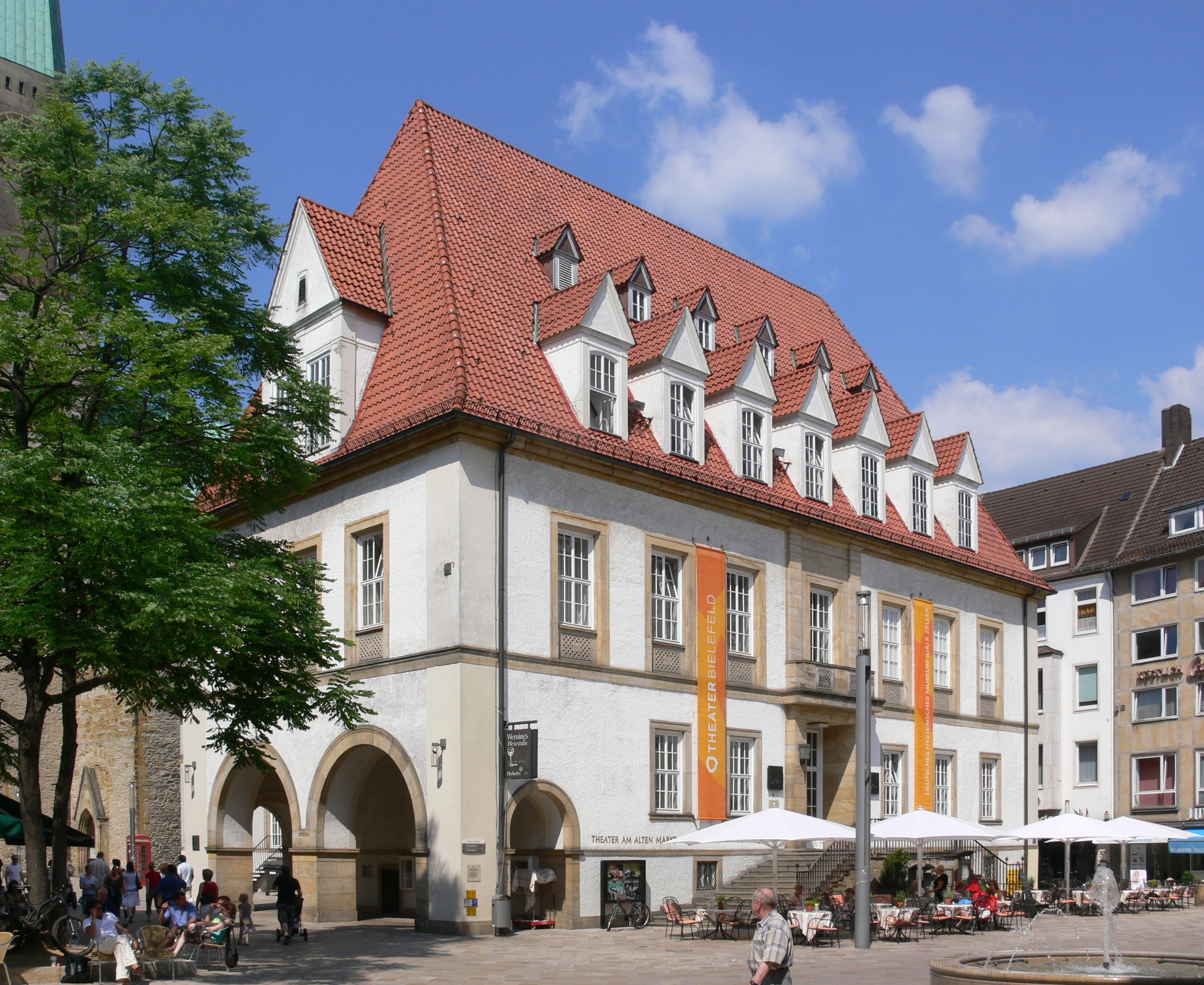
テアター・アム・マルクト

アルター・マルクト（旧市場）はビーレフェルト旧市街の核心をなしている。その北側には、テアター・アム・アルテン・マルクト（旧市場劇場）がある。この外観上地味な建物がその内部に中世の市庁舎の大規模な遺構を包含しているとは、ほとんど思われない。旧市街の市庁舎は1424年に初めて文献に記録されている。最初の市庁舎は、13世紀にここに建てられた。現在1階の一部にその遺構が遺されている。1538年に新築・拡張工事が始まり、遅くとも1569年には完成した。この工事により、高い1階の上に3階建ての切石建築が造られた。この建物には石材で造られた2つの装飾破風が設けられていた。19世紀の記述に描かれた西の階段破風は、ミュンスターの市庁舎や近くにあるクリューヴェルハウスをモデルにして、後期ゴシック様式で建設された。ルネサンス様式の特徴を示すニーデルン通りに面した正面入り口には、1562年に制作されたアダムとイヴのレリーフが掲げられていた（現在は新市庁舎のロビーにある）。1820年から1821年に徹底的な改築と内部をより使いやすくするための嵩上げ工事が行われた。これにより両方の破風が取り壊された。その後、外装が古典主義様式に装飾され、屋外階段を有する主玄関がマルクト側に移された。高い切妻屋根はクリュッペルヴァルムダッハ（半寄棟屋根）に置き換えられた。ニーデルンヴァルの新しい市庁舎（現在の旧市庁舎）が1904年に建設された後には、この建物は下位の役所や市立図書館として利用された。1906年にニーデルン通りに歩行者のためのアーケード、いわゆる「ホーホツァイツボーゲン」が建設された。1944年9月30日、この建物は何発もの焼夷弾を受けた。古い市庁舎が完全に焼け落ちた後、1949年からハンス・ドゥストマンによって中世後期の資材を再利用しながらの再建が行われた。これ以後この建物は「テアター・アム・マルクト」および市民大学「ディー・ブリュッケ」として利用されている。この2つの施設を収容するために北側に低層階の拡張が行われた。ファサードの再建では古典主義様式の装飾は排除され、外観は簡素な様式となった。中世後期に建設された建物から、いわゆる郷土色保護建築と明らかな類似点をもつ戦後近代建築が現れたのである。現在の建物は3階建ての化粧漆喰を施された、多くの飾り窓をもつ寄せ棟造りの建物である。ニーデルン通り寄りの奥行き側は「ホーホツァイツボーゲン」のアーケードであり（右の写真、左手のアーチ）、マルクト側は2つの屋外階段を有する簡素な玄関口となっている。東側の3間の地下アーチは、1995年に改修され、それ以後ワイン貯蔵庫として利用されている。この交差ヴォールトの一部には、1538年のキーストーンが見られたが、現在は元の位置にない。

#### 市民の住居

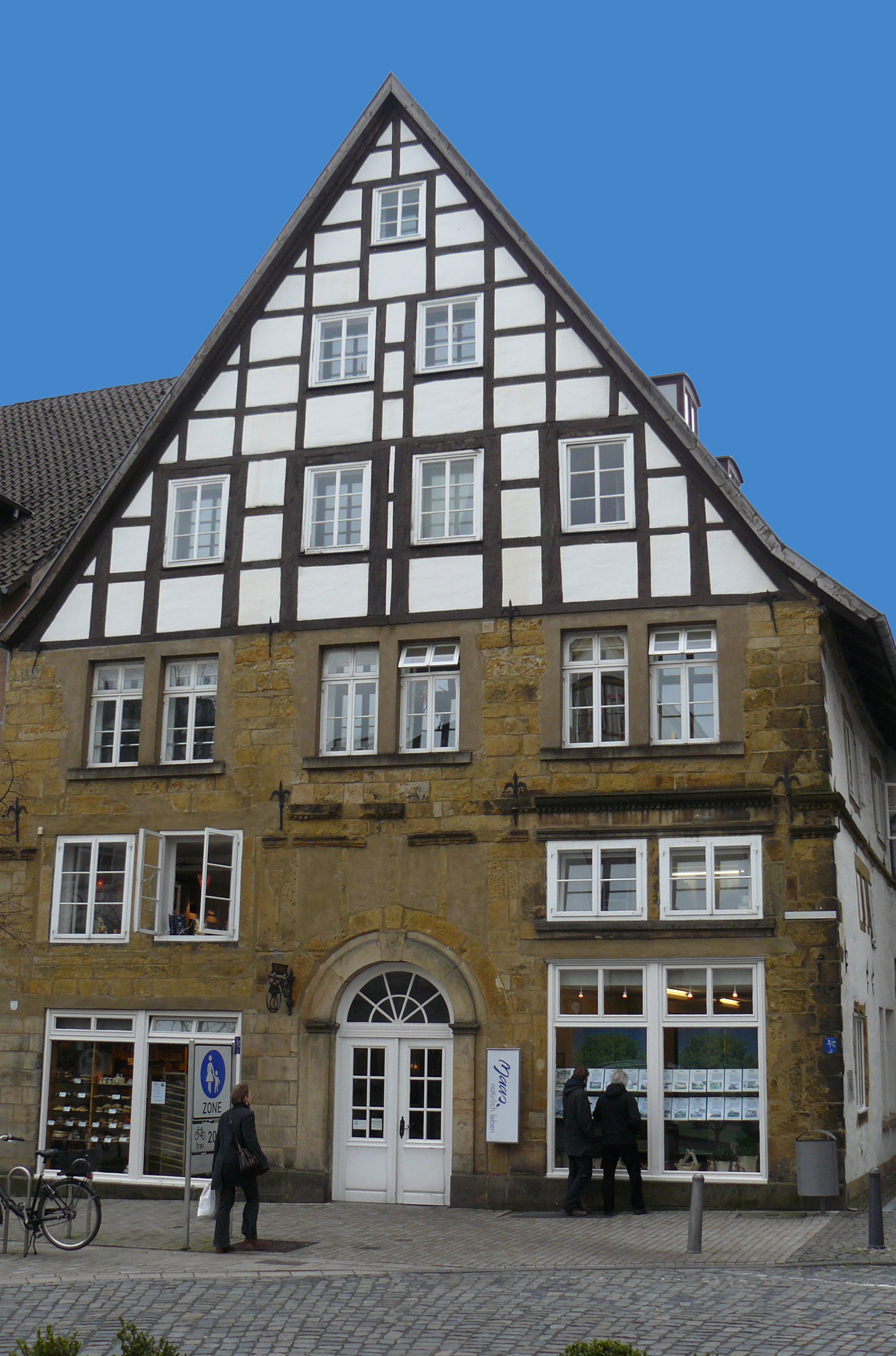
ビーレフェルトに現存する最も古い民家ミュラー邸

第二次世界大戦の開戦により、それまで保存されていた数多くの中世後期から近世の民家はごくわずかが遺されているだけである。
現在最も古い民家は、オーベルン通りのミュラー邸である。年輪年代学調査によれば、1485年に建設されたとされている。1592年に大規模な改築がなされ、これにより豊かな装飾が施された木組みの破風が設けられた。1991年から1993年までこの建物は徹底的な改修がなされ、近代的な増築がなされた。歴史学的な調査もなされ、内部の元々の土間や部屋の配置、地下ホールが、現在も追体験できる形で保存されている。この建物の裏側にあたるヴェレ55番地の建物は、表の建物と木製の橋で接続した 17世紀の建築である。
オーベルン通り32番地の家もやはり中世後期の建物である。この半寄棟屋根の簡素な3階建ての家の外観は19世紀に行われた改築の結果である。最も古い部分は16世紀初めに造られたものである。

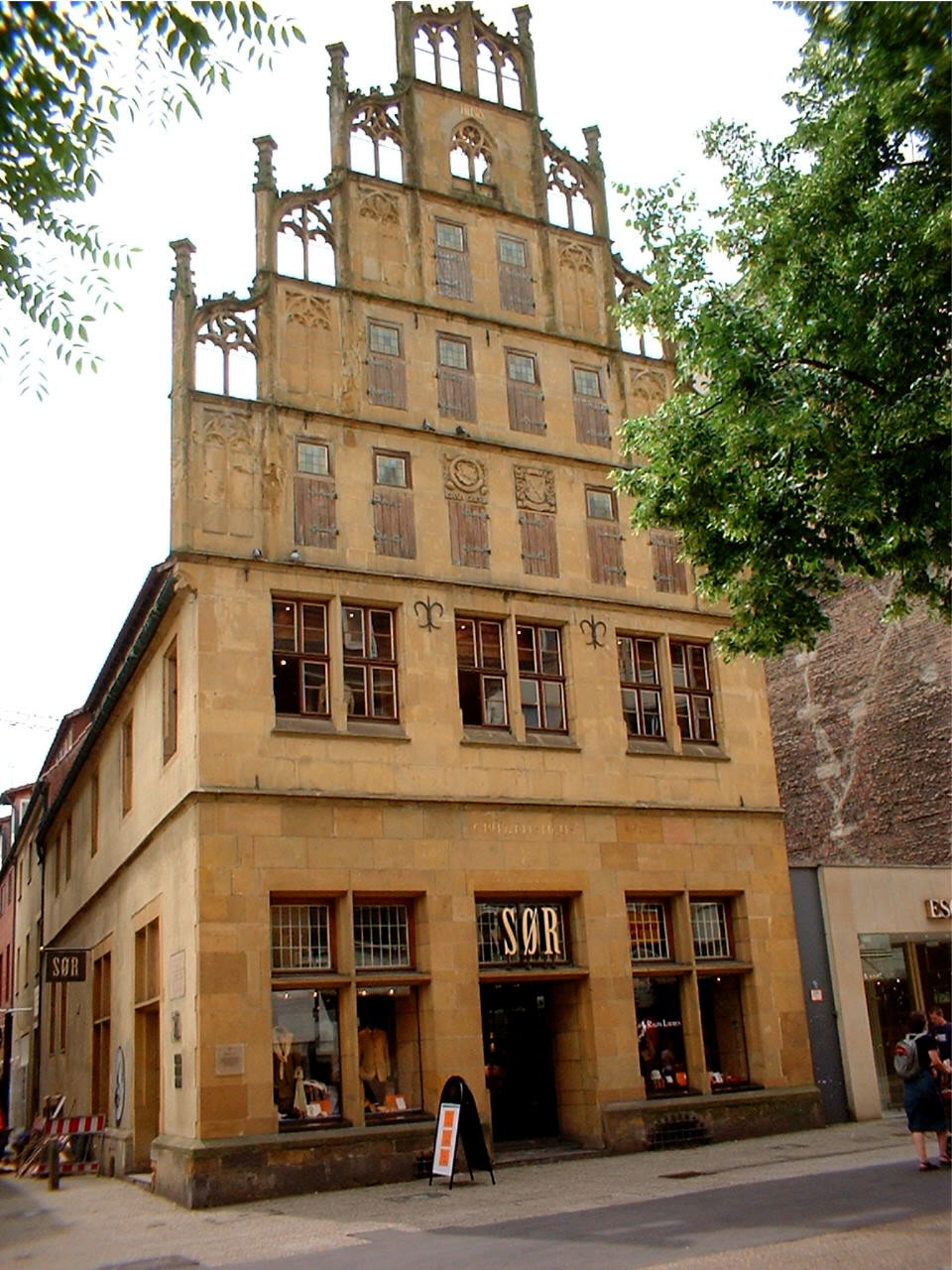
クリューヴェル・ハウス

最も有名な民家の一つが1530年に建設されたクリューヴェル・ハウス（オーベルン通り1番地）である。後期ゴシック様式の階段破風はミュンスターの建築をモデルにして造られた。同様の、しかしこれよりもやや時代が下る作例は、ヘルフォルト（市長邸、1538年）やレムゴー（ヴィッパーマン邸、1576年）に見られる。正面は1901年に改築され、1階には店舗スペースがある。この建物は第二次世界大戦で焼失し、1948年/1949年にパウル・グリーサーによって歴史的なファサードを保持して再建された。この再建によって大きなショーウィンドウは小さな桟のある窓に置き換えられた。この階段ハウス内には、約7000枚の16世紀から18世紀の歴史的なデルフト焼きのタイルがある。これはこの種のものとしては北西ドイツ最大のコレクションである。
バッティヒ・ハウス（アルター・マルクト3番地）は甚大な戦争被害を受け、1680年の記録がある渦巻き装飾の破風だけが遺された。この建物はパウル・グリーサーによってランペ銀行の建築群に取り付けられた。正面は、いわゆるヴェーザールネサンス様式の影響を強く受けているが、階段状のパネルはすでにバロック様式に裏打ちされている。1945年以後、ファサードの保存的再現が行われており、これによってショーウィンドウが小さな開口部に置き換えられた。
オーベルン通り38番地に古典主義様式のファサードを有する木組み建築がある。この建物は19世紀前半に化粧張りが施された。1階は、後に店舗スペースに改築された。
- オーベルン通り32番地の家
- バッティヒ・ハウス（右の建物）
- オーベルン通り38番地

#### 貴族の屋敷
1718年に記述されている17の貴族の屋敷のうち、いくつかは現在も保存されている。
本市の萌芽となったのがヴェレに位置するヴァルトホーフである。これは本市創設以前からすでに存在していた屋敷の一つである。長く伸びた館は、その中核部分が中世に建設され、16世紀に増築された。渦巻き装飾破風の張り出し部はこの頃、1585年に設けられた。建物の東側部分は、第二次世界大戦以前には木組みの上階を有していた。
クロスター広場にはヴェルマンス・ホーフとも記録されるコルフ＝シュミジンガー・ホーフがある。フェッヒャーロゼッテ（半円形の装飾意匠）が見られる彫刻の豊かな木組みの上階を有するこの屋敷は、1640年頃に造営された。クロスタープラッツシューレ（学校）建設のために、当時は現在の倍ほどあった建物は半分の長さに減築された。
そのすぐ隣（ハーゲンブルーフ通り 8番地）にヴェントシャー・ホーフがある。この3階建ての建物は、16世紀に建設され、19世紀から20世紀初頭にかけて何度も改築がなされた。後方部分は主に木組み建築で置き換えられている。中庭には多角形の階段塔がある。

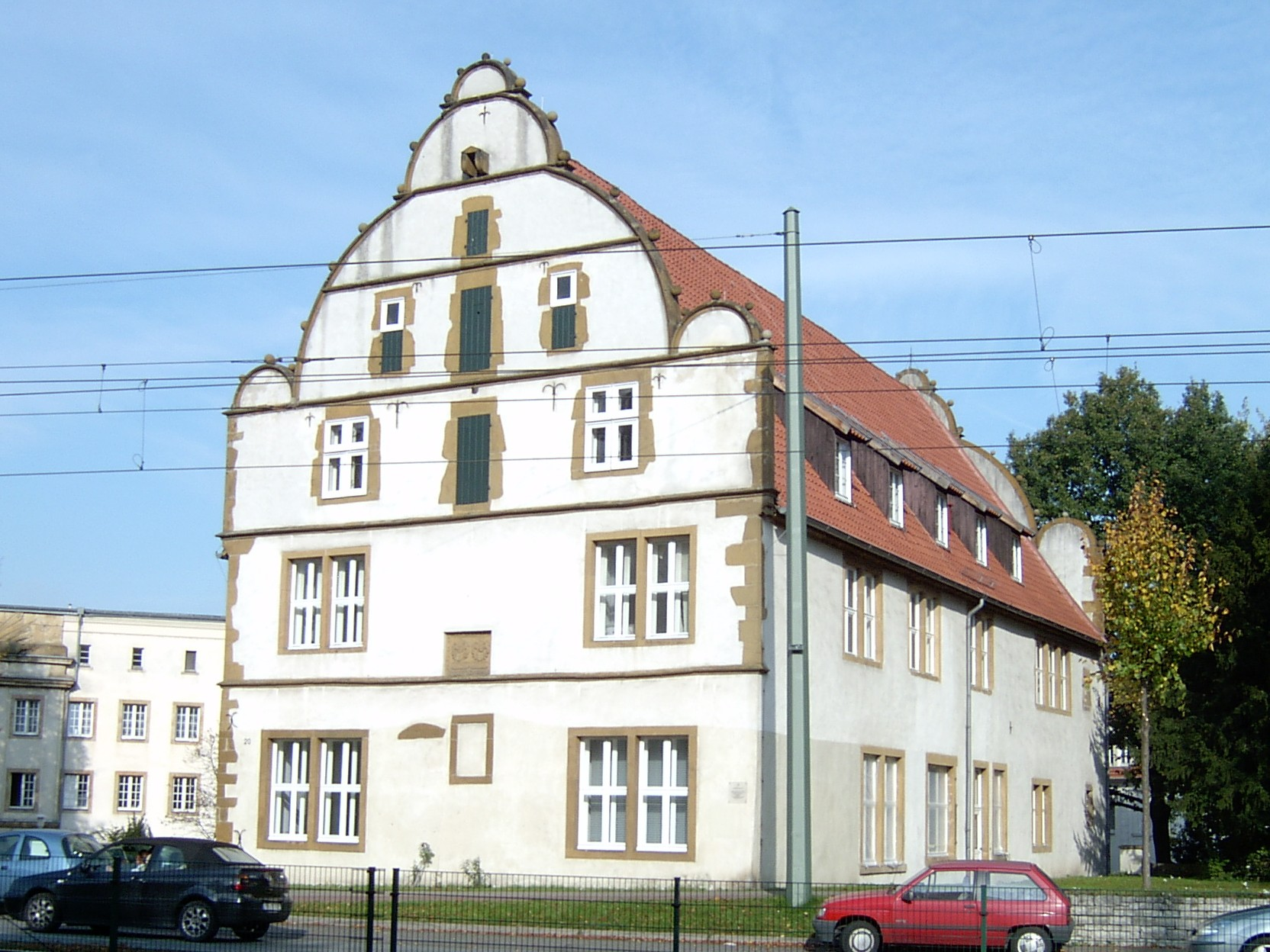
シュピーゲルスホーフ

1540年の記録が遺るシュピーゲルスホーフは3階建て化粧漆喰の、いわゆるヴェーザールネサンス様式による切石の建築である。奥行き側は、丸みのある破風で飾られている。階段室は1682年に設けられた。内部は時代とともに徐々に改装されている。建物の反対側には、角材をむき出しにした天井の地下ホールが保存されている。現在シュピーゲルスホーフには自然文化博物館が入居している。
グレストシャー・ホーフには豪華なファサードが遺されている。この館は、おそらく16世紀後半に四壁の塔の基礎上に建設された。この豪華なルネサンス建築は1870年からラーツギムナジウムの北翼として利用されている。この頃に、屋根の構成が変更されている。
マインダース・ホーフ（オーベルン通り 40番地）は3階建ての化粧漆喰の建物である。本来バロック様式の玄関は、1669年に記録されている。この他の変更は19世紀に行われた。1階の内部には1670年の暖炉とバロック様式の化粧漆喰の天井跡が遺されている。
- コルフ＝シュミジンガー・ホーフ
- ヴェントシャー・ホーフ
- グレストシャー・ホーフ（現在のラーツギムナジウム）
- マインダース・ホーフ

#### 破壊された建物跡の再利用
アルター・マルクト 5番地。簡素な戦後建築が、1593年に制作されたヴェーザールネサンス様式の渦巻き破風で装飾されている。この破風は、元々はオーベルン通り29番地（ブリュンガー）のものであった。戦争被害を受けた元の建物は、この破風を遺して1962年に取り壊され、破風は1976年に現在の場所に取り付けられた。これはバート・ザルツウフレンのマルクト32番地の建物とよく似ている。
ニーデルン通り3番地。地味な戦後建築の中に、半筒型ヴォールトを持つ中世の地下室が融合している。
オーベルン通り36番地（貯蓄銀行）。1975年に建てられたこの建物には、かつてオーベン通り9番地にあった建物の三角破風（1606年の記録がある）が取り付けられている。
ハンス＝ザッハス通り沿いの第55兵舎は1775年から1777年にヘルツフェルトシャーに貴族屋敷跡に建てられた。これには、シュパレンブルクの防御壁の化粧石が転用された。この建物は長く伸びた大きな建築で、中央のリサリートエプロン（中央張り出し部）には紋章が掲げられている。1850年の増築工事により、中央翼の中二階付近が高く改造された。

#### 市壁

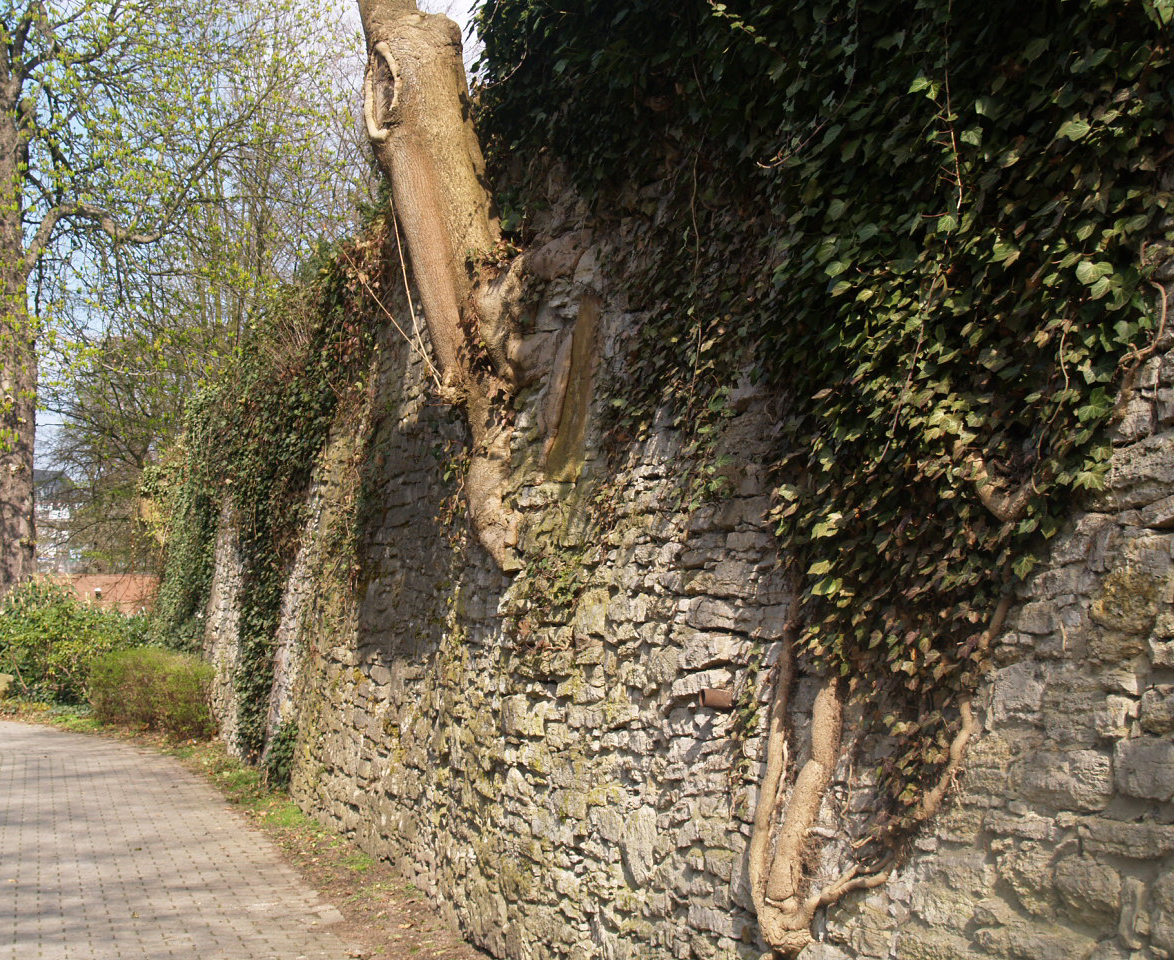
16世紀の市壁跡

13世紀に建設された旧市街の市壁の跡は、いわゆるヴェレ＝ハウスによってたどることができる。かつてのグレッチャー・ホーフは、市壁の一部である大変に堅牢な角塔跡に建てられた。14世紀から防御された新市街の市壁に関しては、ケッセル通り沿いの建物の庭の中に中世の塔の基部が遺っている。火器の発達に伴って、旧市街と新市街を囲む一体化された防衛システムの施設に、1539年から1545年の間に多くの円塔が設けられた。クロイツ通り38番地の建物（現在は自然文化博物館の管理棟となっている）裏には、長さ数 m の当時の市壁基部が遺されている。この市壁は、フォスバッハ川とルター側との合流点で、市壕に接続する。1856年から設置されたガス灯のうち、最後の2基が壁の上部に遺されている。

#### その他の建築物
シュパレンブルクは本市で最も有名な文化財建築であり、本市の象徴的建造物である。最新の情報では、1200年頃に建設され、高さ 37 m の塔と地下通路を有していた。地下通路はガイドと一緒であれば見学することが可能である。塔は4月から10月までの10時から18時まで見学することができる。2006年9月22日にシュパレンブルクは、第2ドイツテレビ が行った「一番好きなドイツの広場」を選ぶコンテストで第17位となった。
シュパレンブルクから遠くない場所に、ローマ時代のシュパレンベルガー・エッゲ環壕遺跡がある。

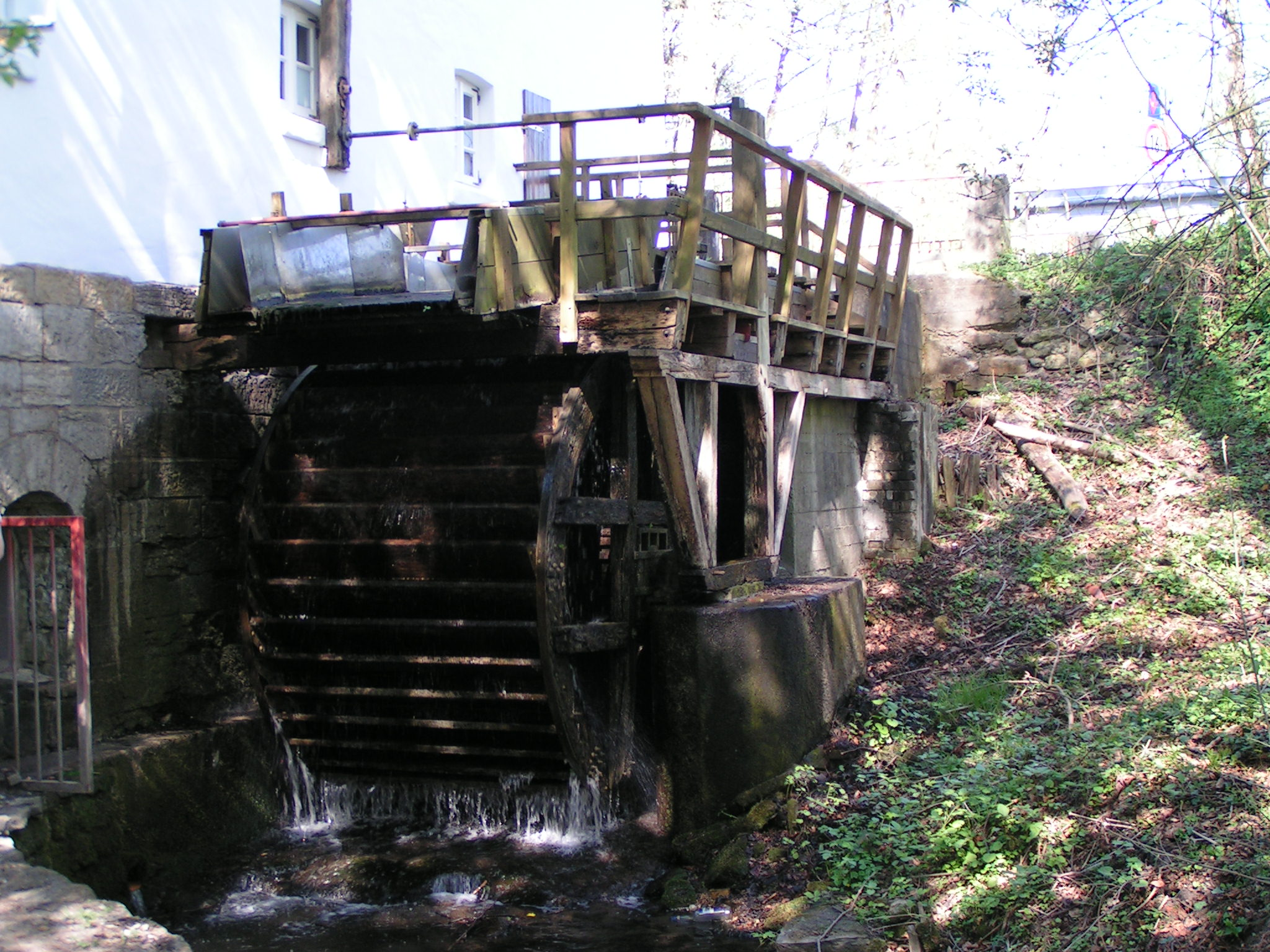
ニーメラース水車

ビーレフェルトのクヴェレ市区にある上位射水方式の水車ニーメラース水車は、1535年に初めて記録されている。この水車は1994年に修復され、再び稼働している。
ラーフェンスベルガー公園の「ヴァイセ・ヴィラ」は1825年以前に設けられていた。この建物は、イタリア風別荘様式によるポツダムの館（ヴィラ・シェーニンゲン）を想起させる。このヴィラは、これに附属する納屋とともに、ビーレフェルト工業化の萌芽となった。
ノルトパルク（北公園）には現在カフェとして使われている小さな建物が移築されている。この建物は1830年頃に建てられた。有名な建築家カール・フリードリヒ・シンケルの弟子の作品である。
旧市庁舎は1904年に建設され、現在はビーレフェルトの上級市長の主要な儀式会場として使われている。実務のほとんどは旧市庁舎のすぐ隣に位置する新市庁舎で行われている。旧市庁舎のファサードには様々な建築様式が混交しているが、ゴシック様式とルネサンス様式の要素が強い。

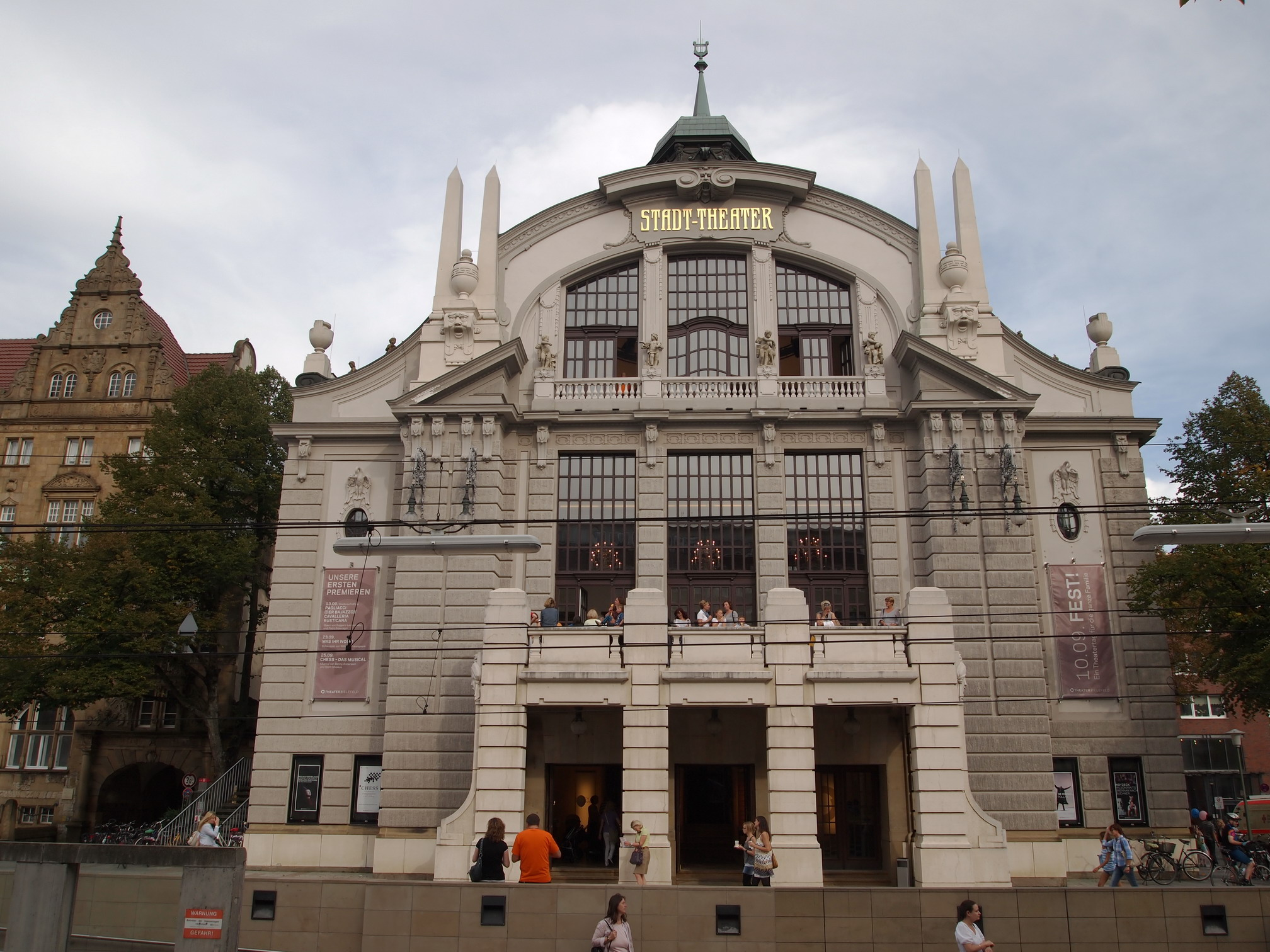
市立劇場

市立劇場は建築上、旧市庁舎と一体となる建物である。旧市庁舎と同じ1904年に完成し、ベルンハルト・ぜーリングによるユーゲントシュティール様式のファサードで注目された。この劇場は、本市最大の劇場である。2005年から2006年にかけて根本的に近代化がなされた。
アルトシュテッター・キルヒプラッツ（旧市街教会広場）に、1909年にハンス・ペラトナーが制作した、泉の形態を採ったリンネル織り記念碑がある。これはビーレフェルトの経済的出発点となったリンネル加工業を記念したものである。

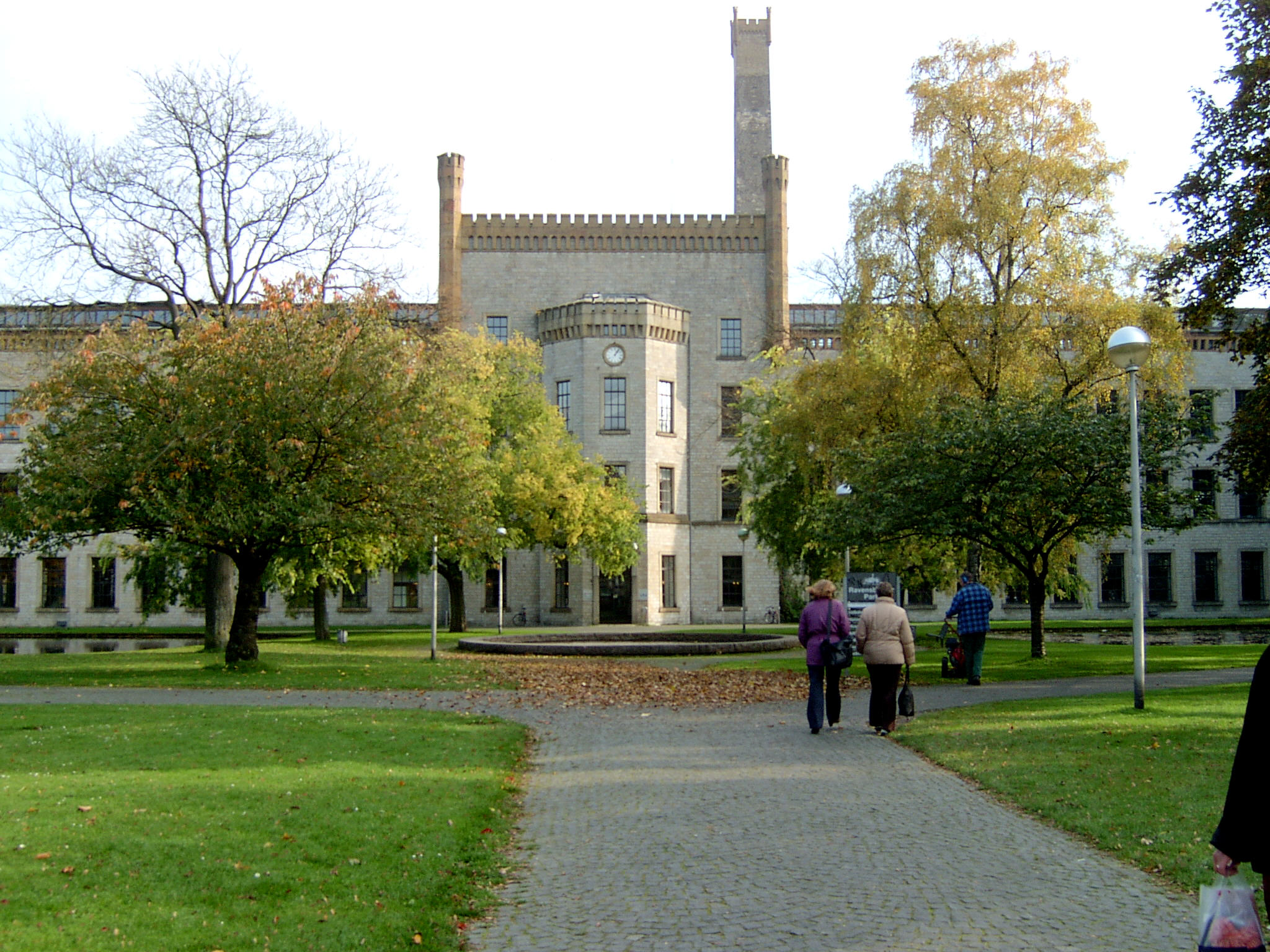
ラーフェンスベルガー紡績工場

1855年から1857年に建設されたラーフェンスベルガー紡績工場の建物は、19世紀にはヨーロッパ最大のリンネル紡績会社を思い起こさせる。現在は、市民大学、ビーレフェルト歴史博物館、市のメディアセンター、ディスコがここに入居している。その前面には、野外ステージとして利用されるロッホダーレ公園、ラーフェンスベルガー公園がある。
アム・シュパレンベルク2の旧工芸学校。1913年に市の上級建設技官フリードリヒ・シュルツによって、アンリ・ヴァン・デ・ヴェルデ流の改革主義建築教育を目的に創設された。
1926年から1927年にかけてフリードリヒ・シュルツによって設計された屋外プールがヴィーゼン通りに建設された。この施設では大きな数多くの観客席と100 m プールが線対称に配置されている。ブライヒ通りに面し、ガーデンレストランとして用いられているカジノもこれに含まれる。入り口、飛び込み台、カジノが対称軸上に配置されている。これに加えて特筆すべきは、ヴィーゼンバートの歴史的な部分が記念文化財として保護されていることである。
ヤーンプラッツ5番地のハウス・デア・テクニーク（都市施設局）。レンガで外装仕上げされた鋼鉄骨格のこの建物は、1929年に本市初の高層建築として、ベルリンの建築家ハインリヒ・ティシャーによって新即物主義の様式で建設された。この四角い平面の塔の様な形の本館は、本来はガラス製の頂飾を戴いていた。この建物は、1945年2月24日の空爆に巻き込まれ、ひどく損傷した。上層階は倒壊の危険があったため数週間後に爆破された。1950年までに旧来の形に基づいて再建されたが、ガラス製の頂飾は放棄された。上層階は軽微な変更がなされ、1階分高くなった。2012年、ついに独創的な光の塔がこの建物に設置された。
ニーデルン通り12番地のグローリア＝パラスト。この映画館は1927年から1928年にヴィルヘルム・クライスによって新即物主義の様式で建設された。この建物は1944年に爆撃により大きな被害を受けた。1948年の再建の際に、入り口の大きな曇りガラスは、バルコニー席への3つのガラス扉に置き換えられた。内部は後にいくつかの映写ホールに区分され、これに伴って価値の高い内装は取り外された。2000年に映画館は閉館され、建物は倉庫として利用されることとなった。これにより、ファサードは元々の状態に戻された。このパラストは、ビーレフェルトにおける数少ない新即物主義建築の一つであり、外観からその用途がはっきりと分かる最初の映画館建築である。
芸術ホールは、国際的なスター建築家フィリップ・ジョンソンの設計に基づいて1966年から1968年に建設された。この建物自体は赤い砂岩で造られている。この芸術ホールの収蔵品は20世紀の芸術作品であるが、この他に様々なテーマによる入れ替え展示が定期的に行われている。芸術ホールには噴水と様々な塑像が設置された小さな公園が付属している。また、野外テラスのあるカフェも併設されている。
保護文化財のオストマン塔は、現在学生宿舎として利用されている工場建築の跡であり、周辺はこの建物にちなんでオストマントゥルム地区と名付けられた。

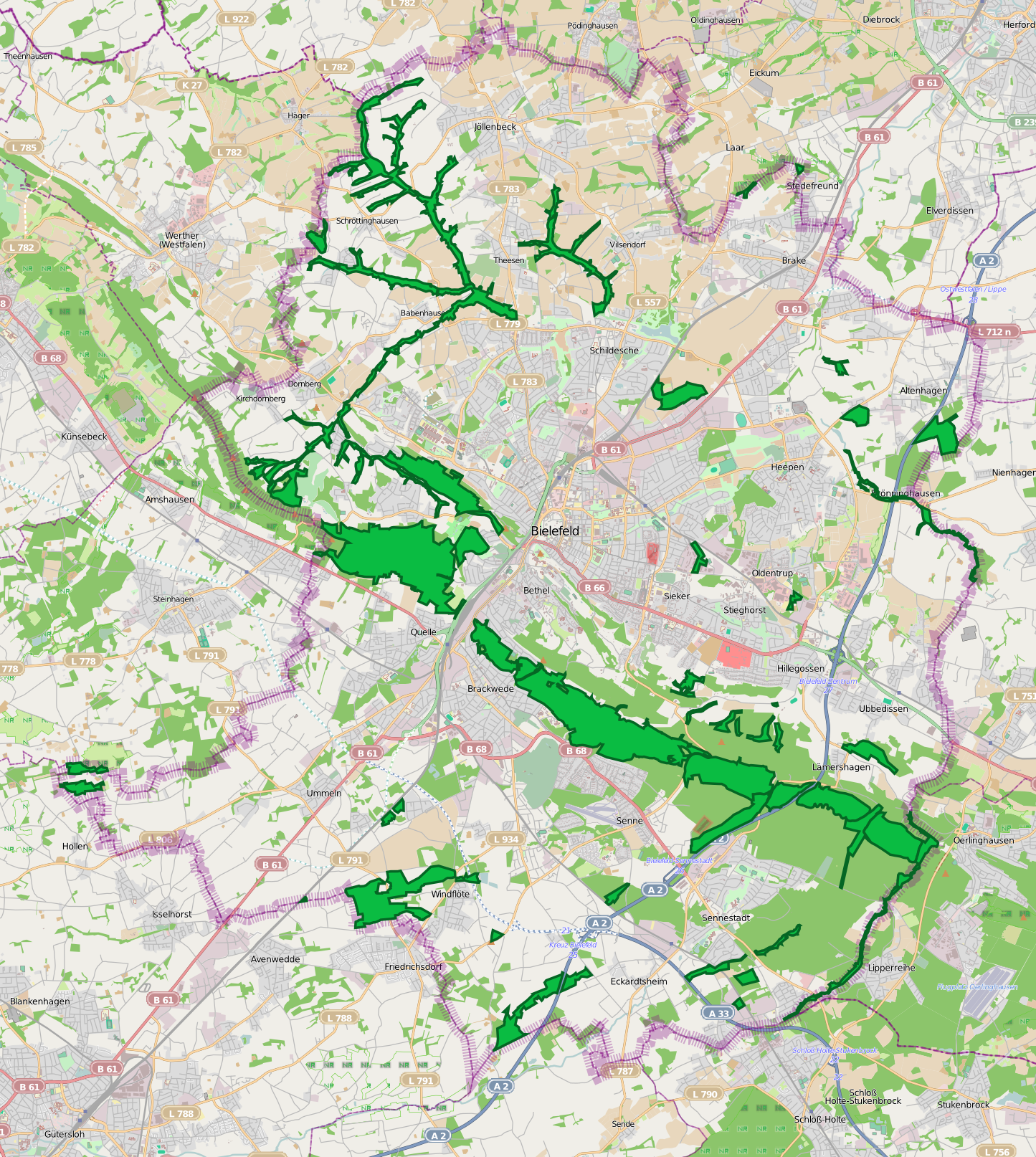
ビーレフェルトの自然保護地区

- ヴァイセ・ヴィラ
- ノルトパルクの園亭
- リンネル織り記念碑
- ハウス・デア・テクニーク
- オストマン塔

### 緑地とレクリエーション
ビーレフェルトの一部は TERRA.vita 自然公園およびトイトブルクの森/エッゲ山地自然公園に含まれる。市域に張り出したこの尾根は、多くのレクリエーションの機会を提供している。
トイトブルクの森の中あるいはこれに面してビーレフェルト植物園がある。ここには、アルピヌム（高山植物の石庭）、竹林、ロックガーデン、シャクナゲとツツジのコレクション、薬用植物園・ハーブ園、荒れ地を模した庭、ブナの森の植生、約200種のレッドリスト登録植物の他に、100種430匹以上の地元の動物を集めた1928年に創設されたオルダーディッセン郷土動物公園がある。
オーバーゼーは市の北部、シルデシェ地区にある堰止め湖である。この湖の周辺には、広さ 80 ha の緑地が設けられている。歴史的な建造物を改築した食堂ゼークルークは人気のハイキング地である。鉄道高架の東側に、レクリエーション施設としてウンターゼーを造成する計画もあった。この計画は、費用の問題や自然保護の理由から実現せずに放棄された。
内市街の大きな公園としては、ルドルフ＝エトカー＝ハレに隣接するビュルガーパルク（市民公園）、ラーフェンスベルガー公園、ラーフェンスベルガー紡績工場の周辺に位置するイギリスの姉妹都市にちなんだロッチデール公園、古い建築を含むノルトパルク（北公園）を挙げることができる。ノルトパルクは、第二次世界大戦中はジャガイモ畑に利用されていた。幾度もの改造を経て、現在は広大な風景庭園となっている。この公園内には戦後、個人庭園から石造の園亭が移築された。この園亭は1830年にシンケルの弟子によって造られたものである。
2003年からガッダーバウム管区に日本庭園が造られている。
1912年に開園したゼンネ墓地は、広さ約 100 ha のドイツで最も広い墓地公園の一つである。自然のままの土地であるゼンネに近い特殊な場所であることや、異例の広さのため、ゼンネ墓地の様々な箇所に生態学上のニッチが形成されている。ここには、ノルトライン=ヴェストファーレン州のレッドリストに登録されている98種類の蘚苔類のうち20種が自生している。ケーテ・コルヴィッツ、ゲオルク・コルベ、ペーター・アウグスト・ベックシュティーゲル、ハンス・ペラートナーといった芸術家たちが制作した墓碑はこの地の文化的価値を表している。ヨハニス墓地は、1874年にヤーン広場に隣接して拡張された墓地である。ここには、アウグスト・エトカーやカール・ベルテルスマンといったビーレフェルトやその周辺の著名な人物が埋葬されている。
自然文化財の中には、1742年に現在のニーダーヴァルに植樹された周囲 5.5 m のプラタナスや、ヴェルバッハ通りの高さ 4 m、重さ 117 t の迷子石が含まれる。
- ビーレフェルト植物園
- オーバーゼー
- ビュルガーパルク
- ロッチデール公園
- ビーレフェルトの日本庭園

## 文化

### 美術館・博物館

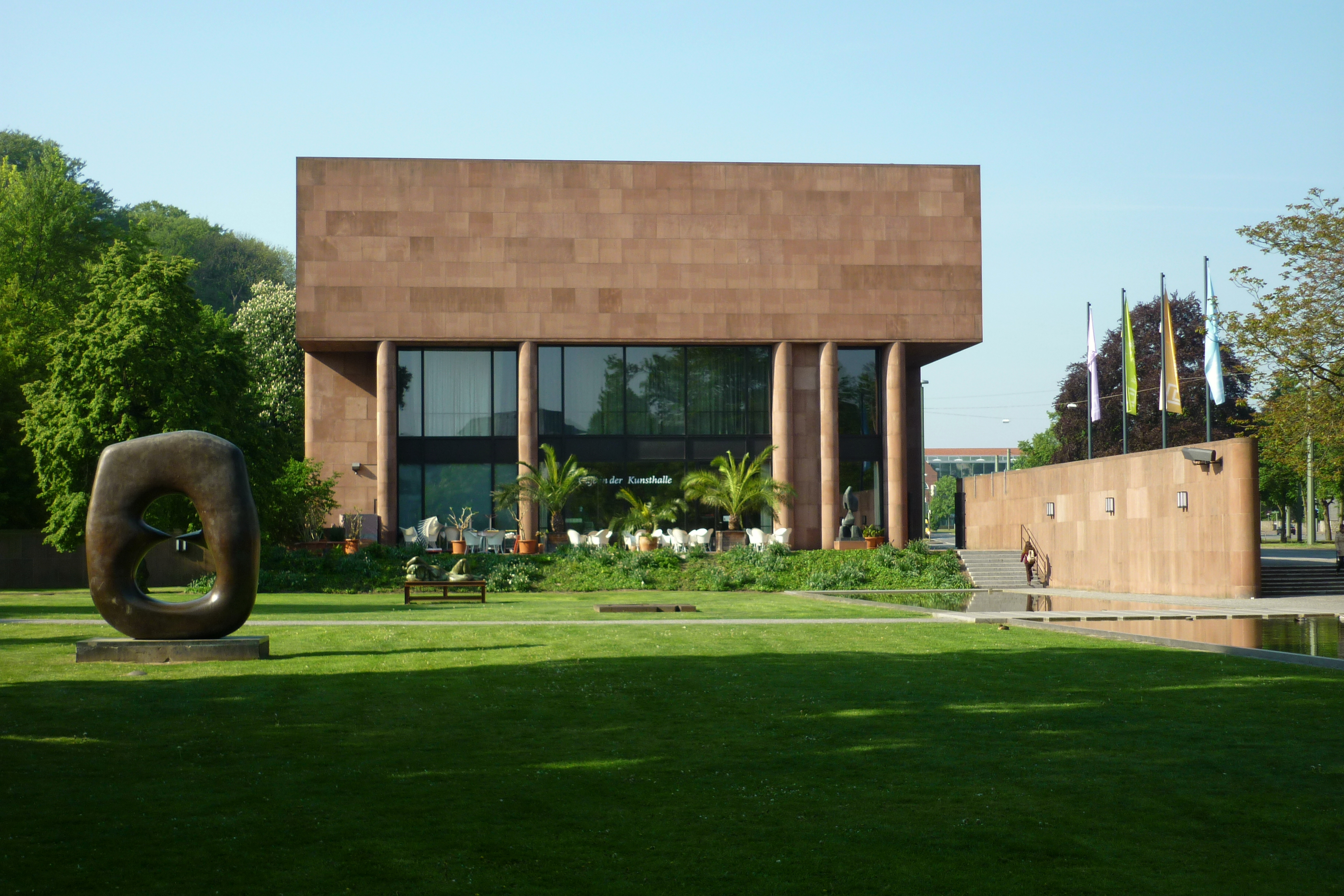
ビーレフェルト芸術ホール

ビーレフェルトには、13の美術館・博物館があり、芸術作品や歴史文物の他に産業文化に関する展示もなされている。歴史博物館は、ビーレフェルト市およびオストヴェストファーレン＝リッペ地方の歴史、とりわけ産業史に関して展示している。この博物館は旧ラーフェンスベルガー紡績会社のホールをいくつ使用しており、見学者は工業化の時代に浸ることができる。この博物館は1994年に開館し、1867年までの工業化に至る前史のコレクションも所蔵している。ビーレフェルト芸術ホールは、1966年から1968年にアメリカのフィリップ・ジョンソンによって建設された。当時ビーレフェルトには純粋な美術館はなかった。芸術ホールは著名な建築家によるヨーロッパの美術館・博物館建築である。この博物館は主に20世紀および21世紀の現代美術を収蔵している。この他に、ヒュールマン博物館がある。この博物館は工芸品の美術・博物館で、1995年に開館し、特に陶磁器、装飾品や日時計のような学術用具にまで及ぶ。
シュピーゲルスホーフにはビーレフェルト自然文化財博物館が入居しており、地殻の構造、地元の鉱石、化石などを収蔵している。内市街の西部（オルダーディッセン動物園の近く）、トイトブルクの森にある農家博物館はヴェストファーレン地方で唯一の野外博物館で、良好に保存されたオストヴェストファーレン＝リッペ地域の農村建築や回転台付き風車がある。博物館の本館は1995年に全焼し、1998年に歴史的なホーフ・メレリングによって代用されている。ヴァルトホーフ美術館は、同時代の絵画、彫刻、写真、素描といった芸術を収蔵している。フェッヒャーカビネット（扇室）では、あらゆる時代の価値の高い扇を見ることができる。
洗濯工場博物館には、オリジナルの状態で保存された洗濯工場がある。ユール・ウント・ヘルムケ洗濯工場は1913年に設立され、1938年にユダヤ人迫害の圧力によってドレスデン出身のヴィンケル兄弟に売却された。1980年までここにはヴィンケル兄弟洗濯工場によって食卓用布類、下着、シャツ、仕事着などの洗濯を行っていた。すべての内部機材や居住施設を備えて保存されたこの工場は1987年に保護文化財に指定された。1997年にこの建物は博物館として再開された。
ゼンネ荘園博物は 5棟の木組み建築からなり、ヴェストファーレンの古い荘園施設を形成している。最も古い建物は1607年、最も新しい建物は1903年に建造された。教育学博物館は大学内に入居している。ここは、特に歴史的な学校家具、教師や学生の器材、視聴覚プロジェクトを有している。この他にも歴史的な教科書コレクションがある。オストフスシューレ博物館は1895年に建設されたゼンネ管区の古い学校に入居している。この博物館には1900年頃の古い教室が完全に保存されている。歴史コレクションはボーデルシュヴィングシャー展示施設のもので、ベーテルの建築史を明らかにしている。
- ビーレフェルト歴史博物館の入口
- ビーレフェルト農家博物館の風車
- ヴァルトホーフ美術館
- 洗濯工場博物館

### 演劇
テアター・ビーレフェルトは、音楽劇、舞踊劇、演劇を上演している。劇場は、ベルンハルト・ぜーリングによって1904年に完成された市立劇場で、印象的なユーゲントシュティール様式のファサードを持ち、テアター・アム・アルテ・マルクト (TAM) と呼ばれている。TAMの2階と3階には TAM ツヴァイがあり、2011年2月にTAMドライがオープンした。ここでは主に同時代の作者による作品が上演されている。リッター通りにはコメディー・ビーレフェルトがある。
主に子供や若者向けの劇場としては、アラルム劇場、ファイレン通り劇場、ビーレフェルト人形劇センターがある。アラルム劇場は市の中心部の西部にあり、1993年から子供や若者向けの作品を上演している。ここでは大人向けの作品も上演される。アラルム劇場が全国的に有名になったのは、若者の群衆を用いた演出で欲望や暴力を抑制し転化させることをテーマとした作品でセンセーションを起こしたことによる。ファイレン通り劇場は、子供や若者向けの作品を上演しているが、大人向けの作品もある。ここでは客演公演の他に、モービレン劇団とトロッツ・アレデム劇団の2つの劇団が公演を行っている。ビーレフェルト人形劇センターでは子供向けの作品が上演される。このステージでは2つの演劇グループが公演を行っている。さらに、カンプに、カンマープッペンシュピーレンというもう一つの人形劇団がある。
旧デュルコップ社にあるテアターツェントルム・トーア6 はテアターラボールの本拠地となっている。テアターラボールは1993年から独立した演劇作品を制作している。

### 音楽

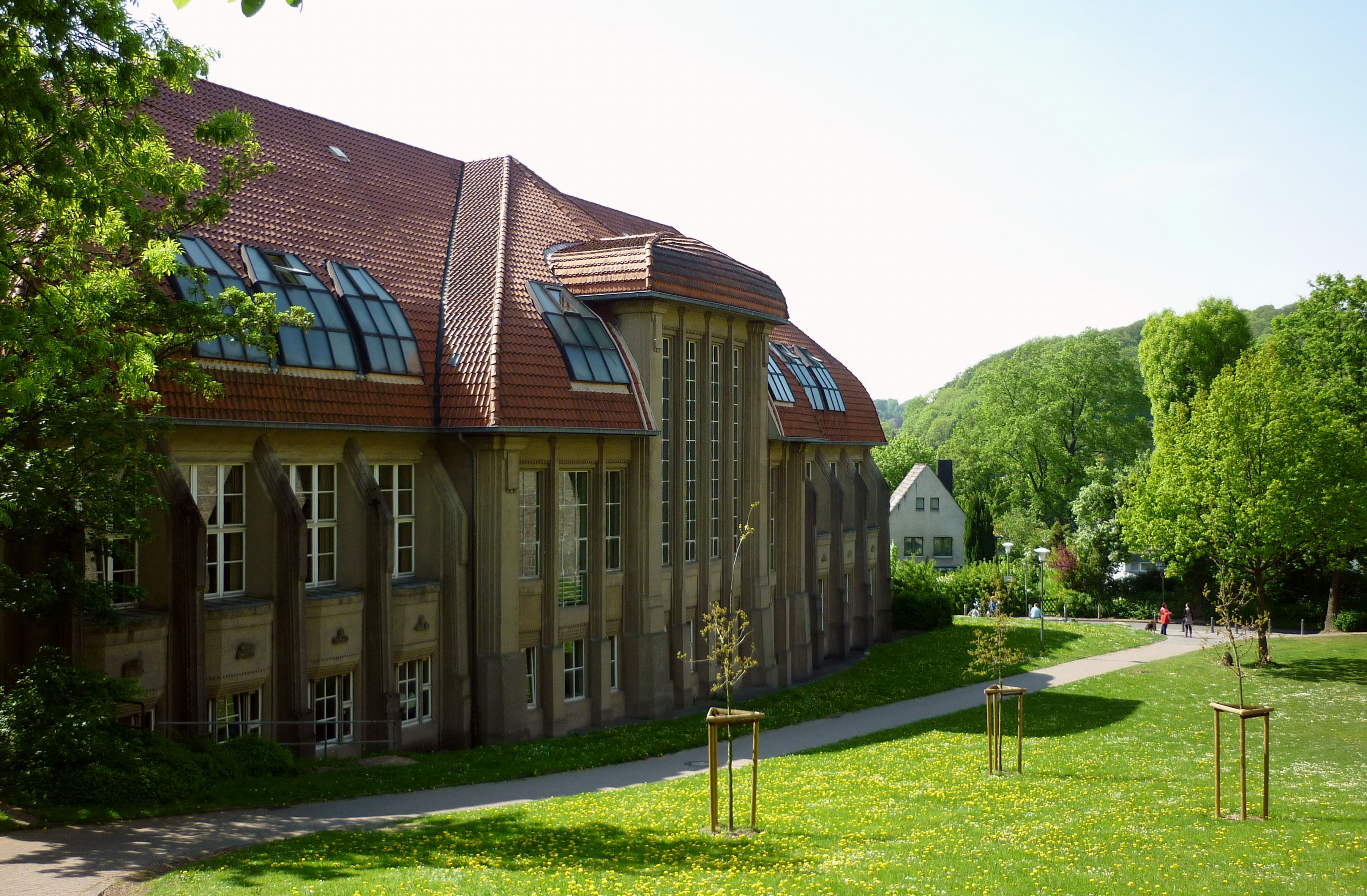
音楽・美術学校

ビーレフェルトには3つの交響楽団がある。1901年に設立され、ビーレフェルト劇場を本拠地としているビーレフェルト・フィルハーモニー、2003年初めに設立された自主運営組織であるビーレフェルト自由交響楽団、オストヴェストファーレン＝リッペ地方のユースオーケストラであるユーゲント・シンフォニカー である。1989年に創設された「コオペラティヴ・ノイエ・ムジーク」は、20世紀音楽のコンサートを組織運営している。
ビーレフェルト児童合唱団はアメリカにまで及ぶ名声を得ている。1932年に設立されたこの合唱団は、特に、クリスマスコンサートやその録音で知られている。この合唱団が参加して制作されたマンハイム・スティームローラーのクリスマスアルバム「クリスマス・イン・ジ・エア」はUS-ビルボードチャートで3位を獲得した。
ビーレフェルト市立音楽・美術学校 (MuKu) は、学生数 6,000人を数えるドイツ最大級の芸術学校の一つである。この学校は1956年に設立され、現在はシュパレンブルクの麓にあるユーゲントシュティール様式の建物（1913年建造）に入居している。この建物は、1906年に創設された手芸・工芸学校のために建設されたものである。
ビーレフェルト市の音楽協会は1820年に設立された。音楽協会は、1シーズンに3回、ルドルフ＝エトカー＝ハレでヨーロッパ内の他のオラトリオ会と演奏を行っている。1890年に設立されたビーレフェルト市のオラトリオ合唱団（1978年までは「フォルクスコール・ビーレフェルト」と称した）は、ルドルフ＝エトカー＝ハレで年に2回コンサートを開催している。宗教・世俗のスタンダードな合唱作品の他に、現代のコンサートホールではなおざりにされている作品も採り上げている。1977年にヴェルナー・ヒュンメーケによって設立されたビーレフェルト大学のビーレフェルト大学合唱団は、オーケストラ伴奏による合唱・独唱作品を上演している。数年前から1年に2回ほどのペースで、ルドルフ＝エトカー＝ハレで演奏会を開いている。大学合唱団の元団員により、2006年にビーレフェルト・コンツェルトコールが結成された。この他の合唱団としては、6歳から34歳の団員で構成される「ヤング・ヴォイシーズ・ビーレフェルト」がある。レパートリーには、宗教・世俗歌曲、ロック、ポップスが含まれる。

### イベント会場

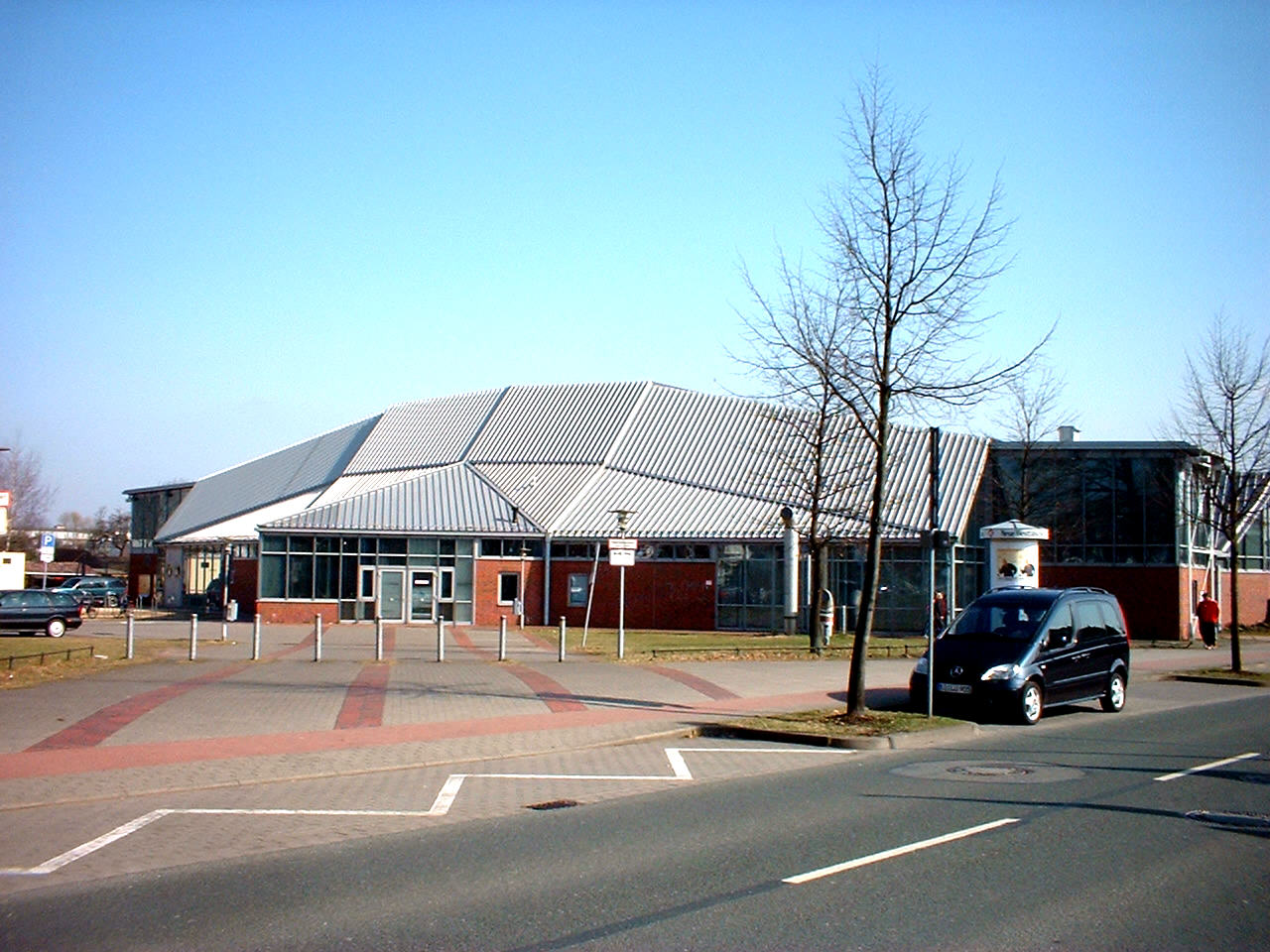
ザイデンシュティッカー・ハレ

ビーレフェルトには近代的なホールが多くある。それらは、コンサート、見本市、展示会やオペラなど多彩な使われ方をしている。最大のホールは、7,500人の収容能力を有するザイデンシュティッカー・ハレである。このホールは1993年に近代的な大体育館としてオープンし、様々なスポーツイベント（屋内サッカー、ハンドボールなど）の他、国際的スターのコンサート会場としても利用されている。
この種の最も近代的なホールが、4,500席のシュタットハレ・ビーレフェルト（ビーレフェルト市立ホール）である。このホールは、その他機能性を活かして、様々な種類のイベントを開催している。会議から見本市やキャバレー、コンサートまで、ほぼ全てのイベントに対応できる。
ビーレフェルトの西部にルドルフ＝エトカー＝ハレがある。このホールはクラシック音楽の最もすばらしいホールの一つであり、その音響は賞賛の的である。このホールは1930年にオープンし、1561席の大ホールと、300席の小ホールを有している。
リングロックシュッペン（直訳すると「扇形庫」）は、現代的な利用形態のホールである。このホールは2003年にコンサートホール兼多目的ホールとしてオープンした。週末にはディスコの役割を果たす。1905年に建設された建物は、元々は蒸気機関車の、後にはディーゼル機関車の整備車庫として使われていた。これがホールの雰囲気を醸し出しており、古い建築技術と近代的建築技術とが融和している。収容人数は 2,500人である。
デトモルダー通りとニーダーヴァルとの交差点の下にブンカー・ウルマーヴァルがある。この施設は 1939年に治療用防空壕として設けられた。戦後は、1996年まで青少年局が文化センターを運営し、ジャズスナックに改編された。1996年からはこの施設のために設立された協会に運営が移譲された。客と触れあうような距離にプレイヤーが立つという独特の親密な雰囲気の中で、たとえば、アーチー・シェップ、ジョン・サーマン、ギュンター・ハンペル、アルベルト・マンゲルスドルフといった数多くの国際的な著名な演奏者のコンサートが観客の前で繰り広げられている。また、無名の地方プレーヤーもこの理想的な舞台に出演している。この他、ブンカー・ウルマーヴァルはデジタルコラージュ（かつてはFoeBuDという名称であった）の演奏が行われる会場でもあった。
ニーダーミューレンカンプ青年・文化センター（略して KAMP）は、芸術の集まる場所であり、コンサート、パーティー、イベントの会場として長年にわたって愛されている。
- シュタットハレ・ビーレフェルト
- ルドルフ＝エトカー＝ハレ
- ブンカー・ウルマーヴァルの入口

### 映画
ビーレフェルトには 2つのシネマコンプレックスがある。オストヴェストファーレン＝リッペ地域最大の 2,648席を有する映画館 Cinemaxx と 2,315席のシネスターである。この他には小さな映画館が数軒あるだけである。「伝統的な」映画館は、徐々に閉鎖されている。たとえば駅前広場のライネヴェーバーハウスの「ムービー」は、現在は同名のディスコになっている。「カメラ」は、1950年にカール・アウルによってハウス・デア・テクニーク内に開設され、1957年にファイレン通りに移転した。この映画館には3つのスクリーンがあり、最も装飾性の高い名画座の一つである。この他の名画座としては、3つのスクリーンを有するラーフェンスベルガー公園の「リヒトヴェルク」や、夏の野外映画イベントがある。ブラックヴェーデ実科学校の大講堂では、週に2日、メロディー＝フィルムシアターの映画上演がなされる。最小の映画館は、労働者青年センターの旧映画部会に由来する「オフキーノ」で、フィルムハウス内の旧リヒトヴェルクにある。

### スポーツ

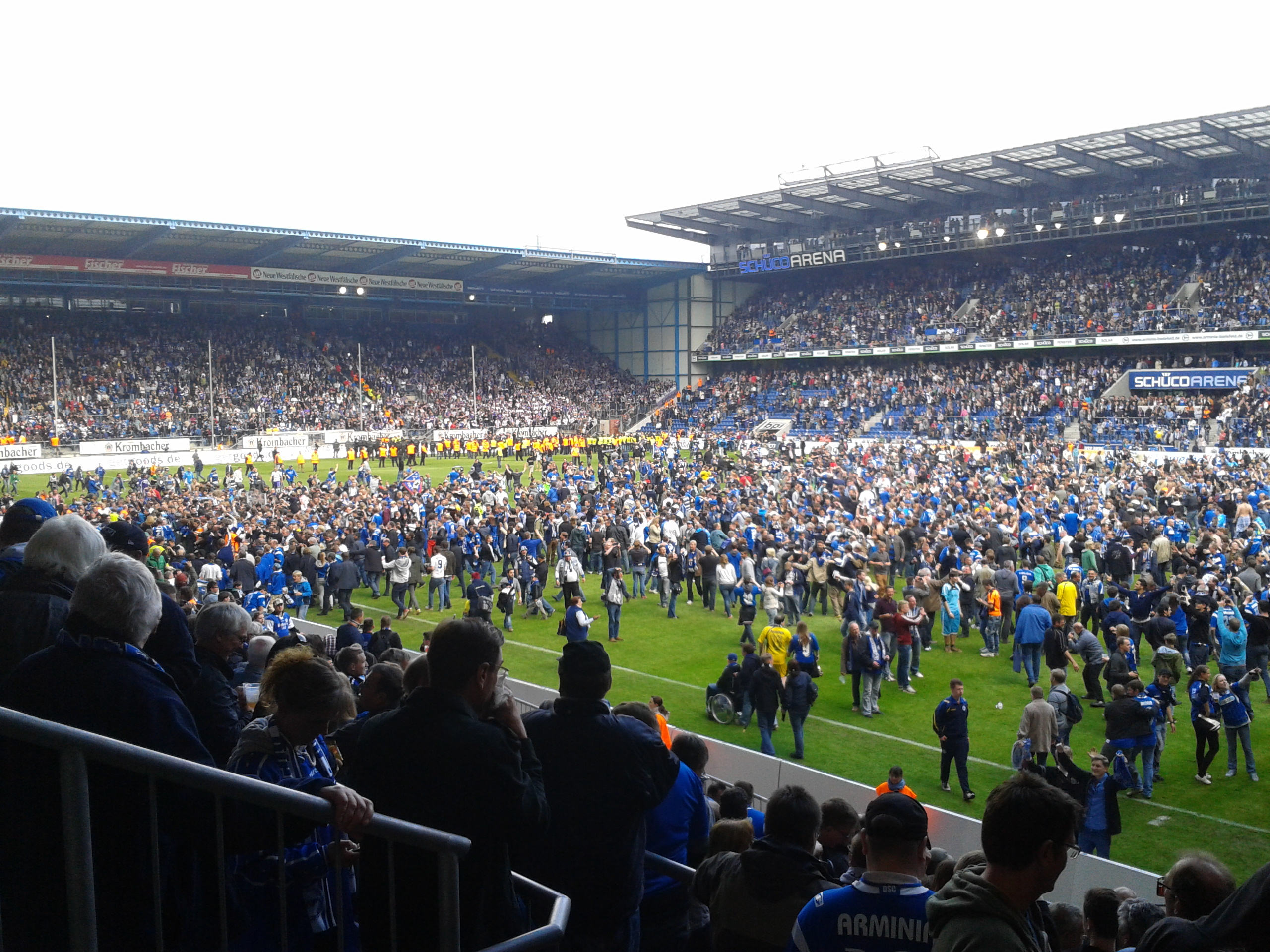
2013年5月11日、アルミニア・ビーレフェルトが2部リーグへの昇格を決めた試合後のシューコ・アレーナの様子

スポーツの分野におけるこの街の看板的存在が、DSC アルミニア・ビーレフェルトである。この1905年に設立されたクラブのサッカーチームは、1970年に初めてブンデスリーガに昇格し、何度も昇格・降格を繰り返しながら、2004/05年シーズン、2008/09年シーズンには、この最高峰のリーグでプレイした。2010/11年シーズン終了時点でこのクラブは3部リーグに降格した。2013/14年シーズン開始時点でこのビーレフェルトの伝統的なクラブはブンデスリーガ2部に復帰した。DSC アルミニアは、シューコ・アレーナ  でホームゲームを開催している。地元では、2004年までの公式名称であった「アルム」と呼ばれているこのスタジアムは、内市街の西端に位置し、2008年に改築工事が完了した、27,300席の純粋なサッカー専用スタジアムである。日本では、尾崎加寿夫選手が所属していたことでも知られている。もう一つの伝統的なサッカークラブが VfB フィヒテ・ビーレフェルトである。その母体となったクラブ VfB 03 は、1950年代まではDSC アルミニアと同格のライバルクラブであった。VfB フィヒテはヴェストファーレンリーガでプレイしており、ホームゲームはルースハイデ・シュターディオンで開催されている。12,000席のこの多機能なスタジアムは陸上競技や、アメリカンフットボール GFL2（ジャーマン・フットボール・リーグ2部）チームのビーレフェルト・ブルドッグスのゲームに利用している。この街では、アルミニア・ビーレフェルトおよび VfL テーゼンの 2つのクラブがU19-ブンデスリーガ（シュタッフェル・ヴェスト）に属している。
「イェレンベックのワールドクラス」というモットーの下、TuS イェレンベックは、毎年1月に国際女子屋内サッカー・トーナメントを開催している。このトーナメントはヨーロッパで最もよく組織された大会で、国内外の女子サッカーのトップクラブが参加する。ビーレフェルト北部のVfLテーゼンは、この地域で最大のサッカー＝ジュニア部門を擁している。注目すべきは、ここで定期的に開催される国際プフィングスト＝ジュニアトーナメントで、ブンデスリーガ所属クラブのジュニアチームや世界中のナショナル・ジュニアチームが参加する。
ビーレフェルトの自転車競技は長い伝統を持つ。この街はしばしばドイツ・ツアーのコース（11回）、スタート地点（1回）、ゴール地点（10回）になっている。ミッテ管区のへーパー通りに設けられた自転車競技コースでは、定期的に長距離自転車レースが開催されている。
TSG アルテンハーゲン＝ヘーペンのハンドボールチームは2010/11年シーズンから、ビーレフェルトのクラブとしては最高位にあたる、3部リーグでプレイしている。TuS 97 ビーレフェルト＝イェレンベックは、ハンドボール＝オーバーリーガに属している。TSGはホームゲームをギムナジウム・ヘーペンの体育館またはザイデンスティッカー・ハレで開催しており、TuS 97 はイェレンベック実科学校の体育館で行っている。
TSVE ドルフィンス・ビーレフェルトの女子バスケットボールチームは2008/09年シーズンから女子バスケットボール＝ブンデスリーガ2部でプレイしている。TSVEの男子チームはレギオナルリーガ・ヴェストに属している。両チームともホームゲームは、へーパー通りのカール＝ゼーフェリング＝シューレの第1体育館で開催している。
テレコム・ポスト SV ビーレフェルトの男子チームは、2008/09年からバレーボール・レギオナルリーガに属している。ホームゲームはメランヒトン通りのアルムハレで開催されている。
本市で最も重要なチェスクラブがビーレフェルト SK である。このクラブは1990年代にはチェス・ブンデスリーガに属していた。2008/09年シーズン、このクラブはNRW-クラスで対局を行っていた。
SV ブラックヴェーデのアイスホッケー女子チームはリーガ・ノルト 2部でプレイしており、ブラックヴェーデのデュースブルガー通りにあるエトカー＝アイスバーンでホームゲームを行っている。ここでは、DSC アルミニアのフィギュアスケート部門も練習を行っている。
ヘーペン管区のエッケンドルファー通りにライネヴェルバーリングがある。DMSC ビーレフェルトは、ここでモーターバイクの国際的なグラスコース・レースを開催している。

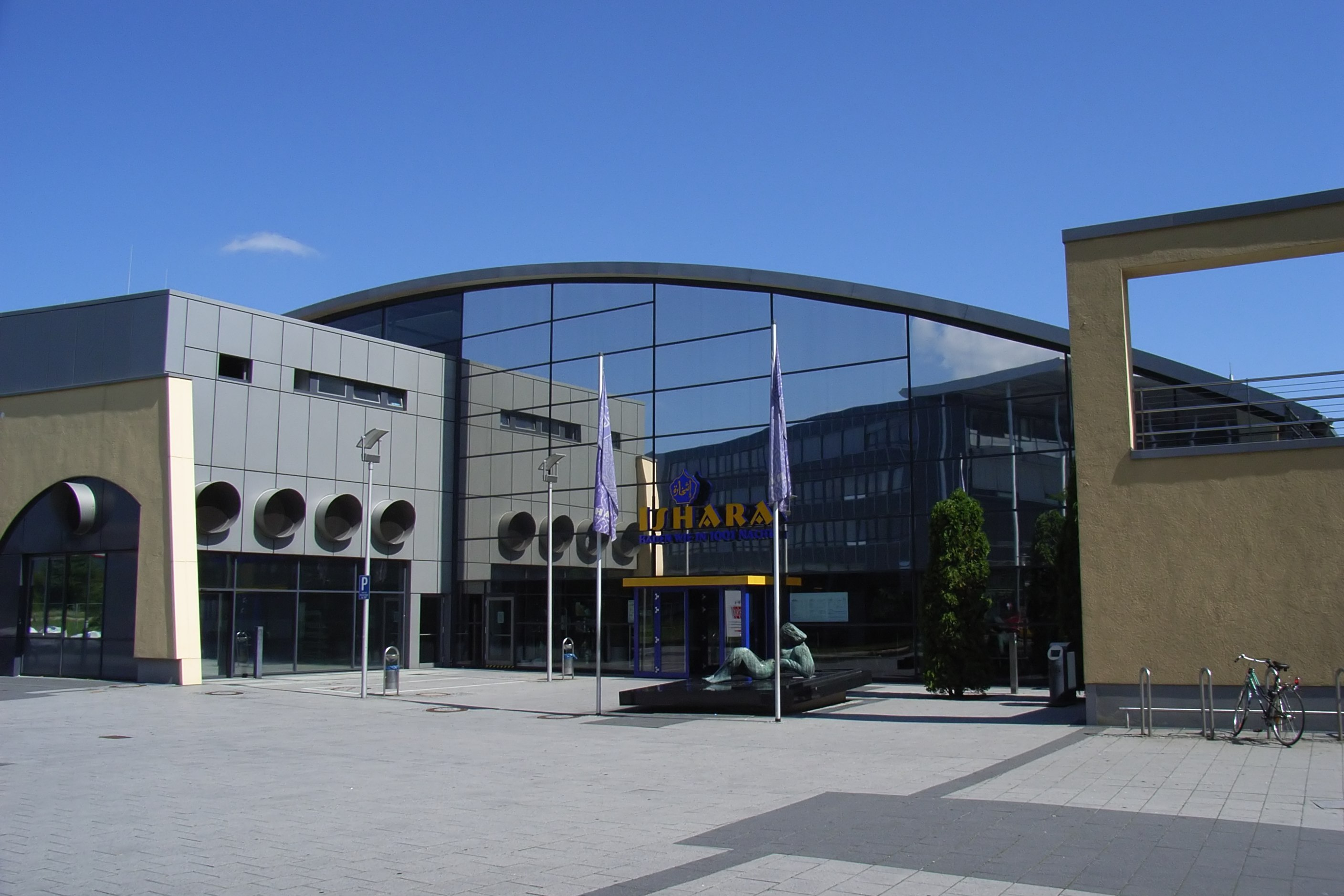
プール「イシャーラ」

ビーレフェルトには、水泳競技のプールが数多くある。たとえば、イェレンベック屋外プール、シュレッティグハウゼン屋外プール、イシャーラ、アクアヴェーデ、ヒレゴッセン屋外プール、ブラックヴェーデ屋外プール、ドルンベルク屋外ブール、ゼンナー・ヴァルトバート、ヴィーゼンバートなどである。
1989年に設立された 1. スヌーカー & ビリヤード・クラブ・ビーレフェルト e.V. はビーレフェルト＝シュティークホルストにクラブハウスを有している。このクラブハウスは 450 m2 の競技スペースに 12台のプロ用スヌーカー台がある、私的なクラブハウスとしてはヨーロッパ最大のものである。

### 年中行事
5月にアルトシュタットで「ライネヴェルバーマルクト」が開催される。これは、多くのステージを使った大規模な文化プログラムを含む何日間にも及ぶ大きな市民祭である。毎年7月にはシュパレンブルクで中世風の「シュパレンブルク祭」が開催される。さらに 7月から8月には「クリストファー・ストリート・デイ」が、9月には「ワインマーケット」がアルトシュタットで開催される。1995年から毎年11月に「シュピーレンヴェルト・イン・ビーレフェルト」が開催される。これは。ドイツで最大級のボードゲームおよびコミュニケーションゲームの見本市である。1年は「クリスマスマーケット」で幕を閉じる。アルトシュタットで開催され、100軒以上の飾り付けられた木組み建築が参加する。2005年からビーレフェルトでは、不定期に「ホンキー・トンク・フェスティバル」が開催されている。毎年夏休み後の第2水曜日には「オープン・アトリエ・ビーレフェルト」が開催され、芸術家たちが自分のアトリエを公開している。
ヘルマンスレースは、デトモルトのヘルマン記念碑からトイトブルクの森の高台を通りビーレフェルトのシュパレンブルクに至る伝統的な市民レースである。この他に、毎年開催される新しい行事に、都市アウトバーンのオストヴェストファーレンダムをランナーやローラースケーターが駆け抜けるレース「シュタットヴェルケ・ラン & ロール・デイ」がある。「ナハトアンジヒテン」では博物館・美術館、教会、ギャラリーで夜に開催される。夏のある夜にいくつかの教会、美術館・博物館、ギャラリーが開放される行事である。これは大規模な包括プログラムである。「ナハト・デア・クレンゲ」は、2004年から大学の建物の一部を使って行われる様々な音響体験である。ビーレフェルトの「文化カーニバル」では、国内外の芸術家グループが振り付けを学び、街の路上でこれを発表している。2002年からは毎年子供の文化祭「ヴァッケルペーター」がラーフェンスベルガー公園で開催されている。
地元のムルナウ財団は、映画・音楽祭をビーレフェルトで不定期に開催している。

### 名物料理・食材
ビーレフェルトでは伝統的にヴェストファーレン料理が食されている。たとえば、焼かずに蒸して作るライ麦パンのプンパーニッケルのほか、典型的な郷土料理にはヴェストファーレン風ピッケルトあるいは別名ラッペンピッケルト（ジャガイモのベーコンクレープ）、ヴェストファーレン風シンケン（豚のモモ肉）があり、飲み物では蒸留酒のヴァイツェンコルンと、これにミントを加えた名物カクテル「ビーレフェルター・ルフト」がある。

### ビーレフェルトの陰謀
情報学者アヒム・ヘルトは、1994年に「ビーレフェルトの陰謀」と題する風刺文をネットニュースに寄稿した。この中で彼は、ビーレフェルトの存在に疑惑があるとして、虚構の陰謀を記述した。この冗談は現在に至るまでインターネットでイェルク・レヒャウによる「Bielefeld gibt es nicht」というメッセージの形で伝わっている。

## 経済と社会資本

### 経済
ビーレフェルトにおける経済発展の基盤は、9世紀からこの地で行われていたことが判明しているリンネル織りにある。1309年に毛織工商人と布地貿易商は共同で「ヨハニス兄弟団」を結成した。1847年に鉄道が接続したことでビーレフェルトの工業化が始まった。主な理由は、蒸気機関に必要な石炭がルール地方から安価に供給されることである。ボツィ兄弟は、1851年に最初の工場を鉄道ケルン - ミンデン線沿いに設立した。ラーフェンスベルガー紡績工場は1854年にヘルマン・デリウスによって創設された。この工場は、その後ヨーロッパ最大の機械紡績工場に成長した。この企業は後にマルクトから撤収したが、街の姿を決定づけるその建物は保護文化財として現存している。1862年にはメカニシェ織布が創設された。ここでは、生産された糸から価値の高い布地に加工された。1870年、ドイツの紡績工場および織布工場の約 11 % がビーレフェルトに立地していた。

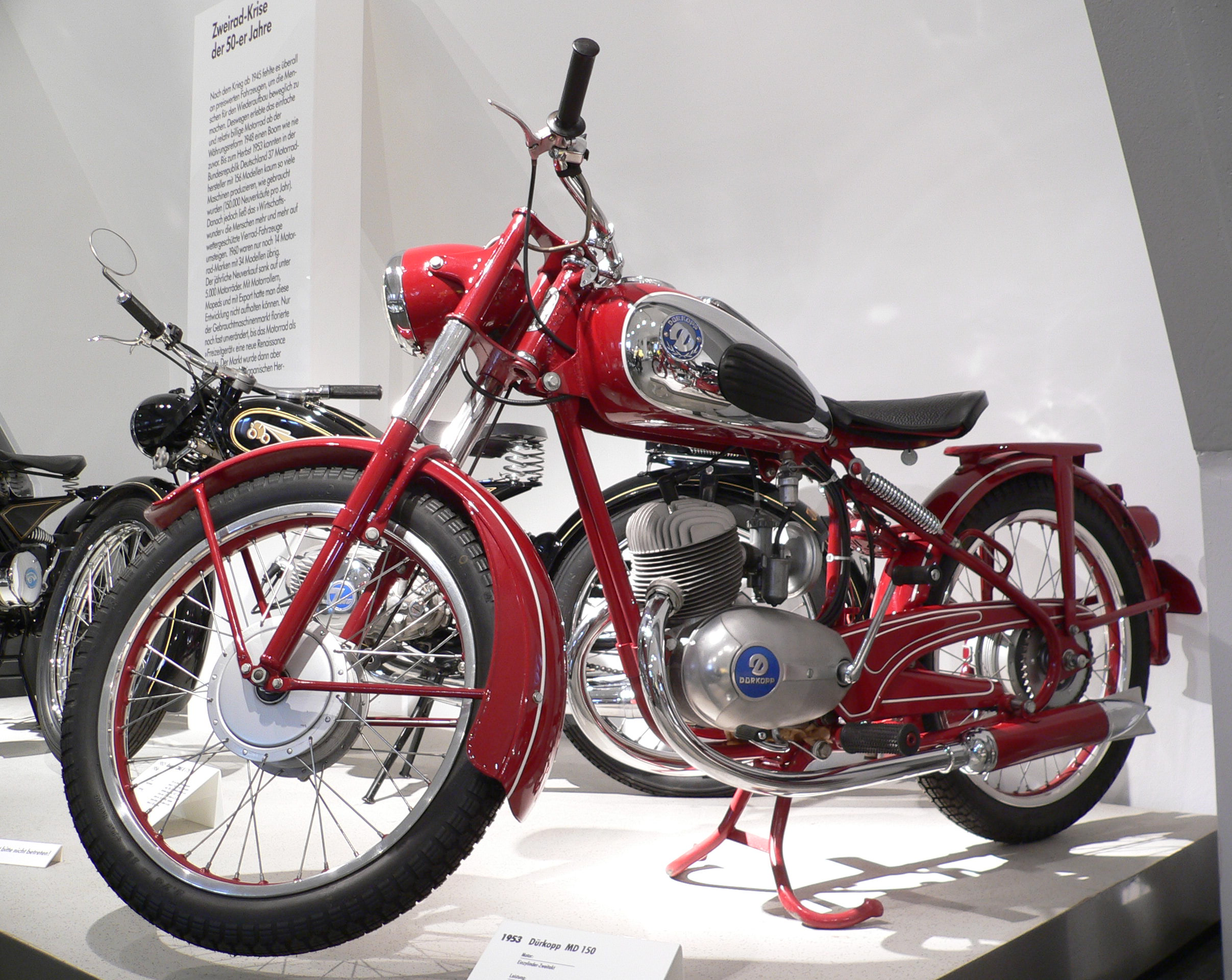
デュルコップ社製のオートバイ

次のステップは、1900年頃に工業化がなされた食卓およびベッド用布類、ワイシャツ、作業着の工場である。その後、やがて金属加工業者が設立された。ここでは必要な機械が開発され、製造された。デュルコップ＝ヴェルケやコッホス・アドラー・ネーマシーネン・ヴェルケなどである。デュルコップでは、初めはミシンを、その後自転車、オートバイ、自動車、トラック、バスを製造した。

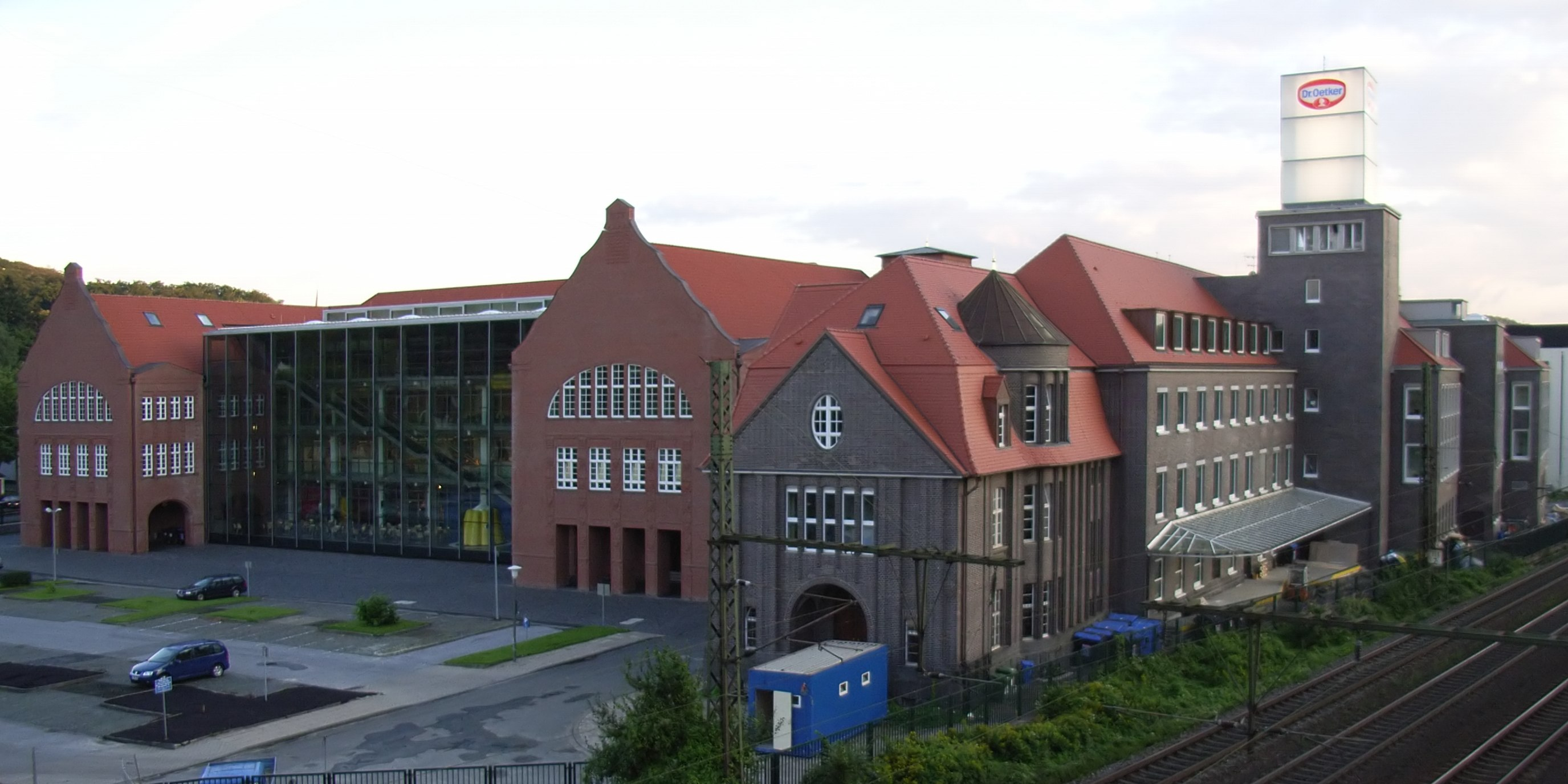
アウグスト・エトカー食品本社

薬剤師のアウグスト・エトカーは、19世紀末に小分けされたベーキングパウダーを機械的に生産するアイデアを思いついた。このコンセプトは成功し、彼の薬局は時代とともに世界企業へと成長していった。エトカーは1900年に最初の工場を建設し、1906年にはすでに 5000万パックのベーキングパウダーを販売した。
現在、本市の経済は食品・嗜好品、金属加工業、機械製造、化学、衣料品部門が支えている。主な企業は、アウグスト・エトカー（食品・飲料）、ベルホフ（製造業）、デュルコップ＝アドラー（ミシン、自転車、オートバイ、自動車製造）、ギルデマイスター（機械製造業）、チッセンクルップ（金属加工業）、ドロープ&ライン（工作機械製造）、シューコ（門、窓、エクステリア製造）、ゴルトベック（建設業）、ザイデンシュティッカー（ワイシャツ、ブラウス製造）である。商業ではマルクトカウフ・ホールディング、JAB アンシュテッツ、EK/サービスグループがあり、サービス業ではキューネ + ナーゲル（流通業）、ピーニング・パーソナルサービス、TNS エムニート（調査機関）、TNS インフラテスト（マーケティング）、インテリジェンス（ITサービス）、ルーフ（ツアーオペレーター）が挙げられる。この他の重要な雇用主に教育分野の大学や学校、およびベーテルをはじめとする健康・社会事業分野がある。
本市の 126,000人の社会保険支払い義務のある被雇用者のうち約 40 % が近隣市町村からビーレフェルトへの通勤者である。

### 交通

ビーレフェルトの公共交通網。黒線が鉄道、青線がシュタットバーン、白線がバス路線。赤い点が駅・停留所を示している。

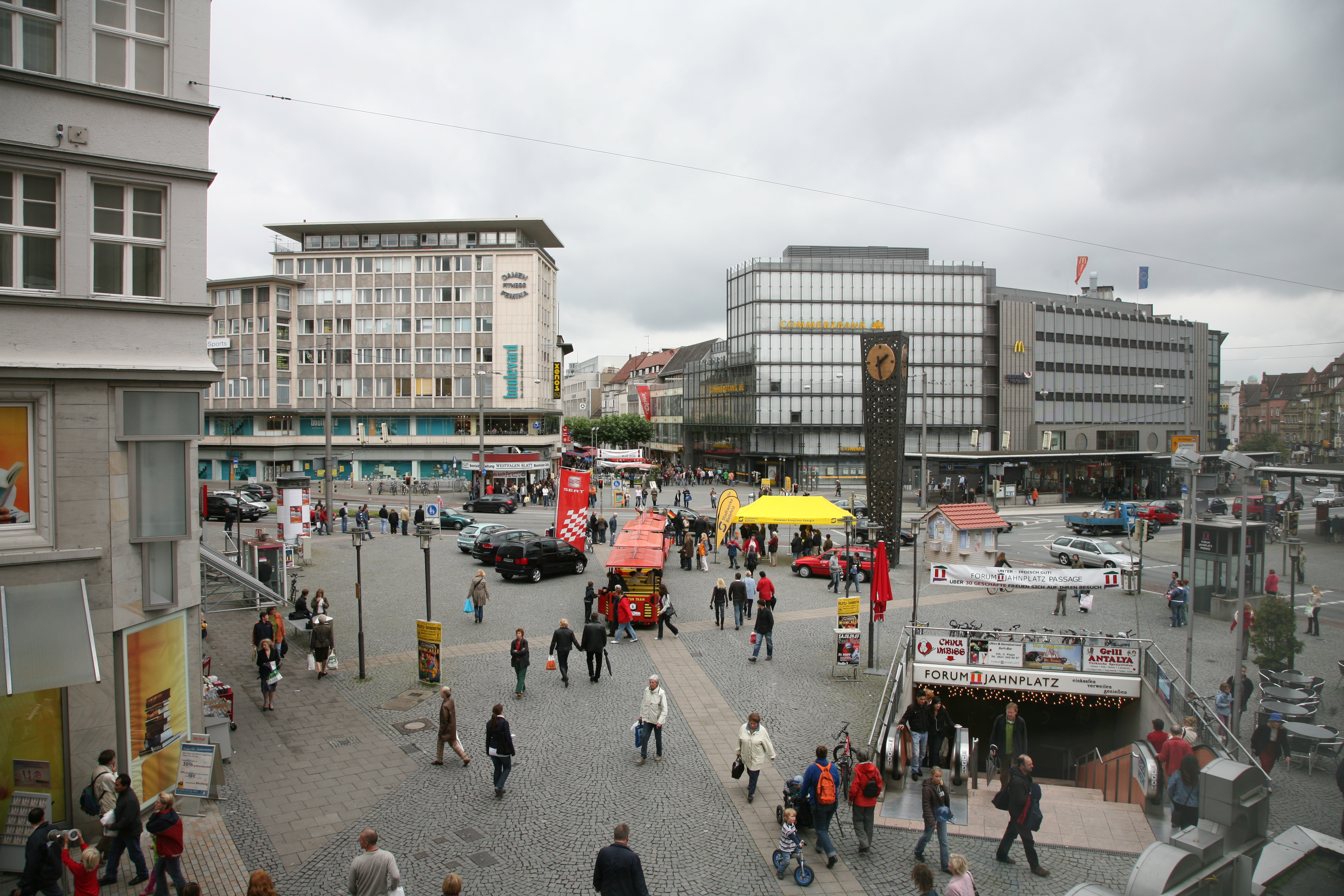
すべてのシュタットバーンの路線と多くのバス路線が交差するヤーン広場

#### 鉄道・バス路線
ビーレフェルトは電化された本線である旧ケルン＝ミンデナー鉄道会社のケルン – ドルトムント – ハノーファー線（ハム – ミンデン間は複々線化されている）沿いに位置している。この路線は、シルデシェ市区で、ヨハニスバッハの谷に設けられた鉄道高架橋としてはドイツで最も北にあるシルデシャー陸橋を通過する。この路線はレーネで、アムステルダム行きの国際的な鉄道路線（レーネ＝ライン線、ヘルフォルトからは専用側線を使用）の一部である。ビーレフェルト中央駅でレムゴーおよびアルテンベーケン行きの支線が分岐している（旧ビーレフェルト – ハーメルン線「ベガタール鉄道」）。また、ブラックヴェーデ駅で単線のオスナブリュック行き（オスナブリュック – ブラックヴェーデ線「ハラー・ヴィレム」）およびパーダーボルン行き（ヘーフェルホーフ経由「ゼンネ鉄道」）が分岐する。市内には 11の駅がある。
中心市街東部のレムゴー行き路線沿いにコンテナ取扱駅のビーレフェルト東駅がある。
ブラックヴェーデ駅前に、広域バス路線の国際バスターミナルがあり、東欧（ポーランド、バルト三国）を中心に、西欧、南欧行きのバスも発着する。ベルリン方面行きの広域バスは中央駅に停車する。
公共旅客交通としては、4本のシュタットバーン路線、近郊鉄道、バスがある。ビーレフェルトのシュタットバーンは、内市街では地下を走っている。すべてのシュタットバーン路線は中央駅の地下駅、ヤーン広場、市庁舎前の各駅に停車する。週末（金曜から土曜、土曜から日曜）および祝前日には、夜行バスが特別に設けられた夜間・早朝路線（日曜日の 8:30まで）を運行している。全てのシュタットバーン、近郊鉄道およびバス（夜行バスを除く）に OWL 交通 GmbH の「ゼクサー・タリフ」運賃が適用される。
- ビーレフェルト中央駅
- シュタットバーンのビーレフェルト中央駅（地下駅）
- デトモルダー通りを走るビーレフェルトのシュタットバーン

#### 道路

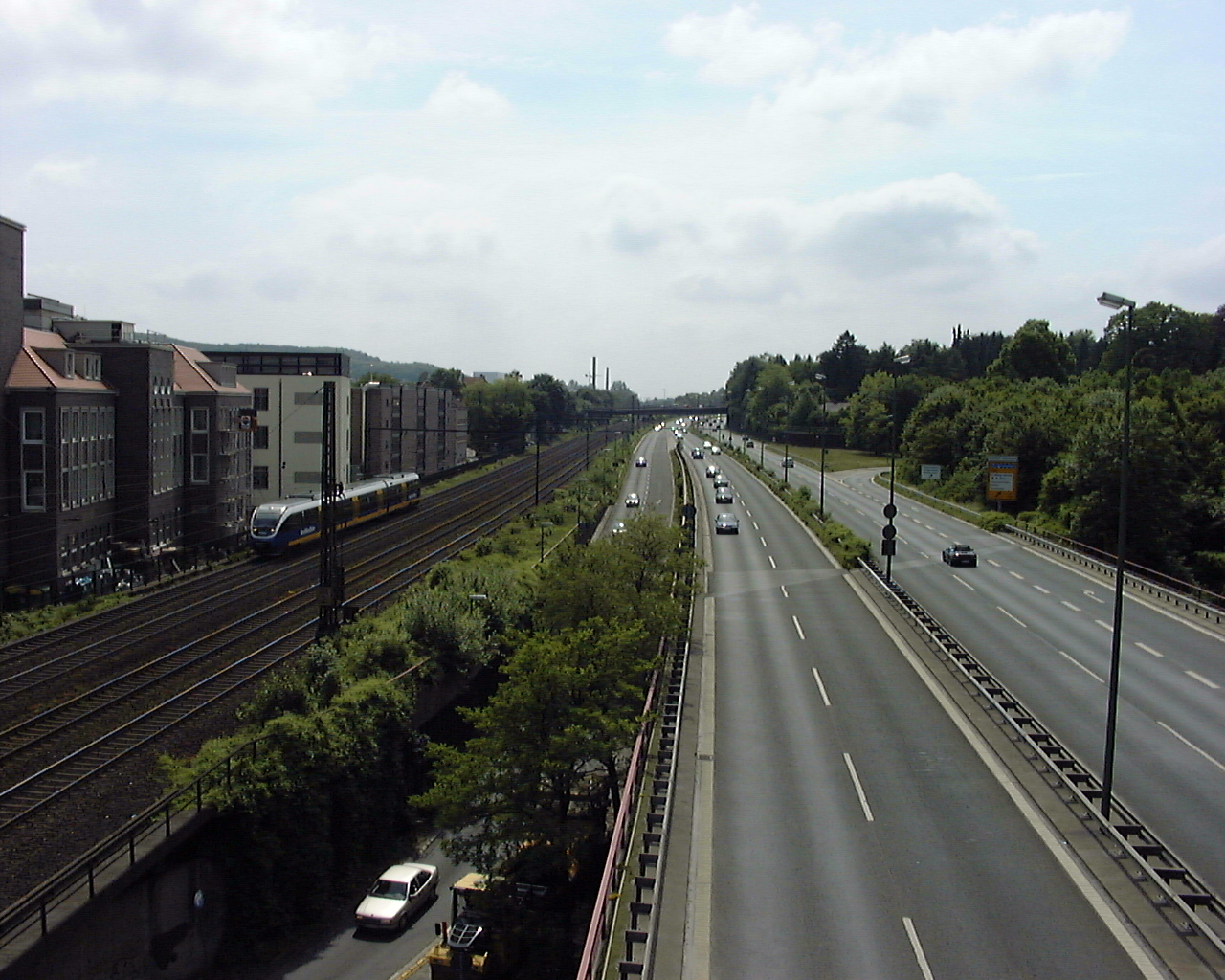
オストヴェストファーレンダム（B61号線）

ビーレフェルト市内を、連邦アウトバーン A2号線と A33号線、および連邦道 B61、B66、B68号線が通っている。B68号線はA33号線が完成すると連邦道の指定を外されることになっている。
1950年代にギュータースロー、ヘルフォルト、リッペ、ヴェルター方面への効率的な道路建設が計画された。一部は既存の道路を利用し、一部は新しい道路を建設するものであった。新設区間は、十分な拡幅が必要ないよう計画された。
約1年後に計画道路をアウトバーンとする計画が発表された。連邦道 B61号線のそれまではブラックヴェーデ管区とミッテ管区の間を結ぶに過ぎなかった区間オストヴェストファーレンダム（B61n）にアウトバーン A33号線へのアクセス道路としての機能が付与された。市の東部 B66号線と北東部オストヴェストファーレン街道（L712号線）ルートの高速道路も計画されたが、多くの議論を呼んだ。全体計画は拒絶され、改めて近い将来土地利用計画から立案がなされる。

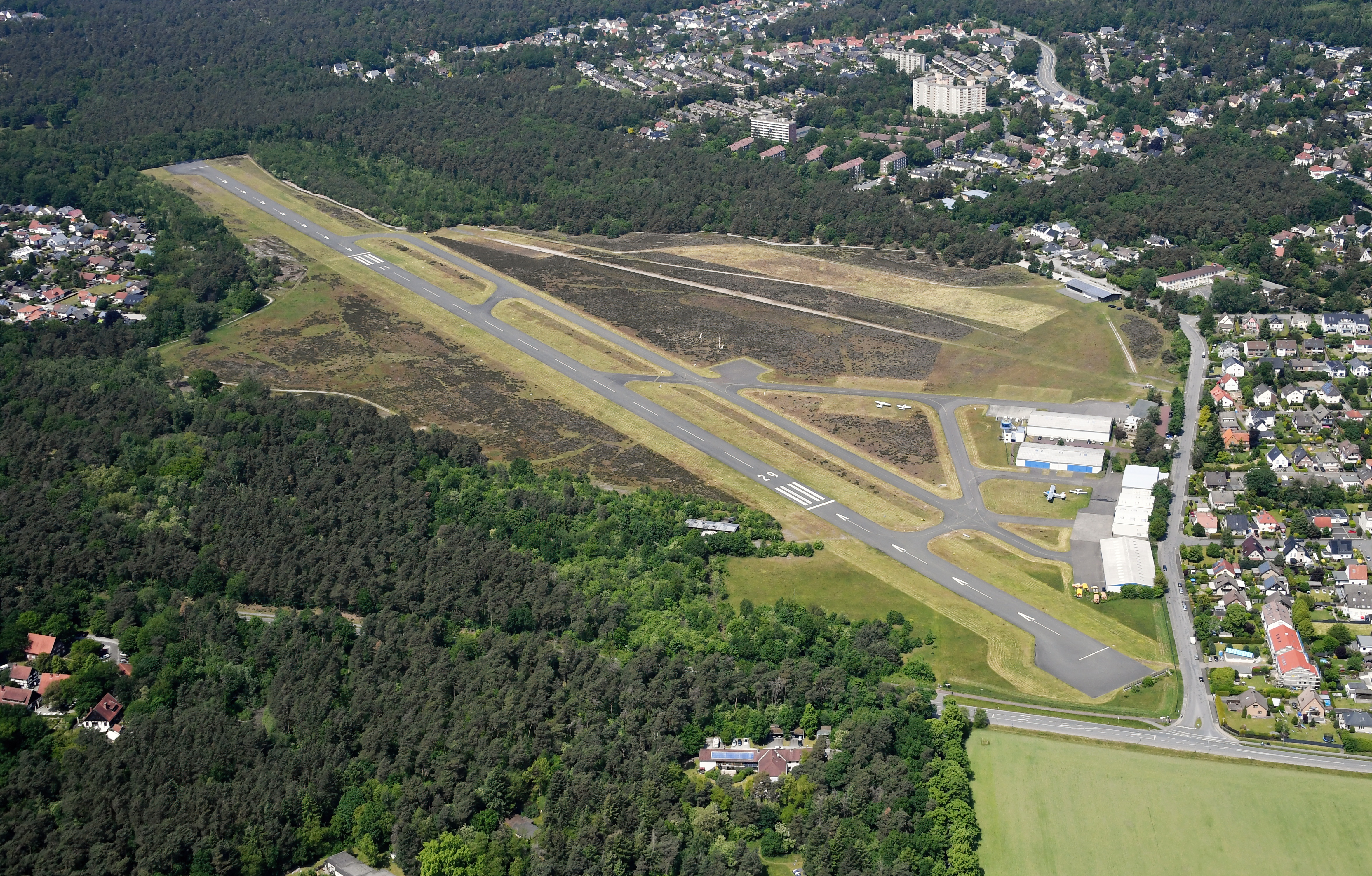
ビーレフェルト飛行場

#### 航空路
最寄りの国際空港はパーダーボルン/リップシュタット空港で、ビーレフェルトの南西 45 km にあり、アウトバーン A33号線でアクセスできる。
市の南部、ゼンネ管区のアウトバーン A2号線近くにビーレフェルト飛行場がある。この飛行場は長さ 1256 m の舗装された滑走路を有しており、滑空飛行のスタート地点となっている。この飛行場はビジネス航空交通や多くの航空スポーツクラブに利用されている。

#### 自転車
ビーレフェルトはノルトライン＝ヴェストファーレン州自転車愛好市町村作業共同体に加盟しており、自転車委員会を有している。中央駅前には、駐輪場、作業スペースを含む自転車センターおよび売店を有し、ドイツ自転車クラブのオフィスを兼ねる自転車ステーションがある。

### 公共機関

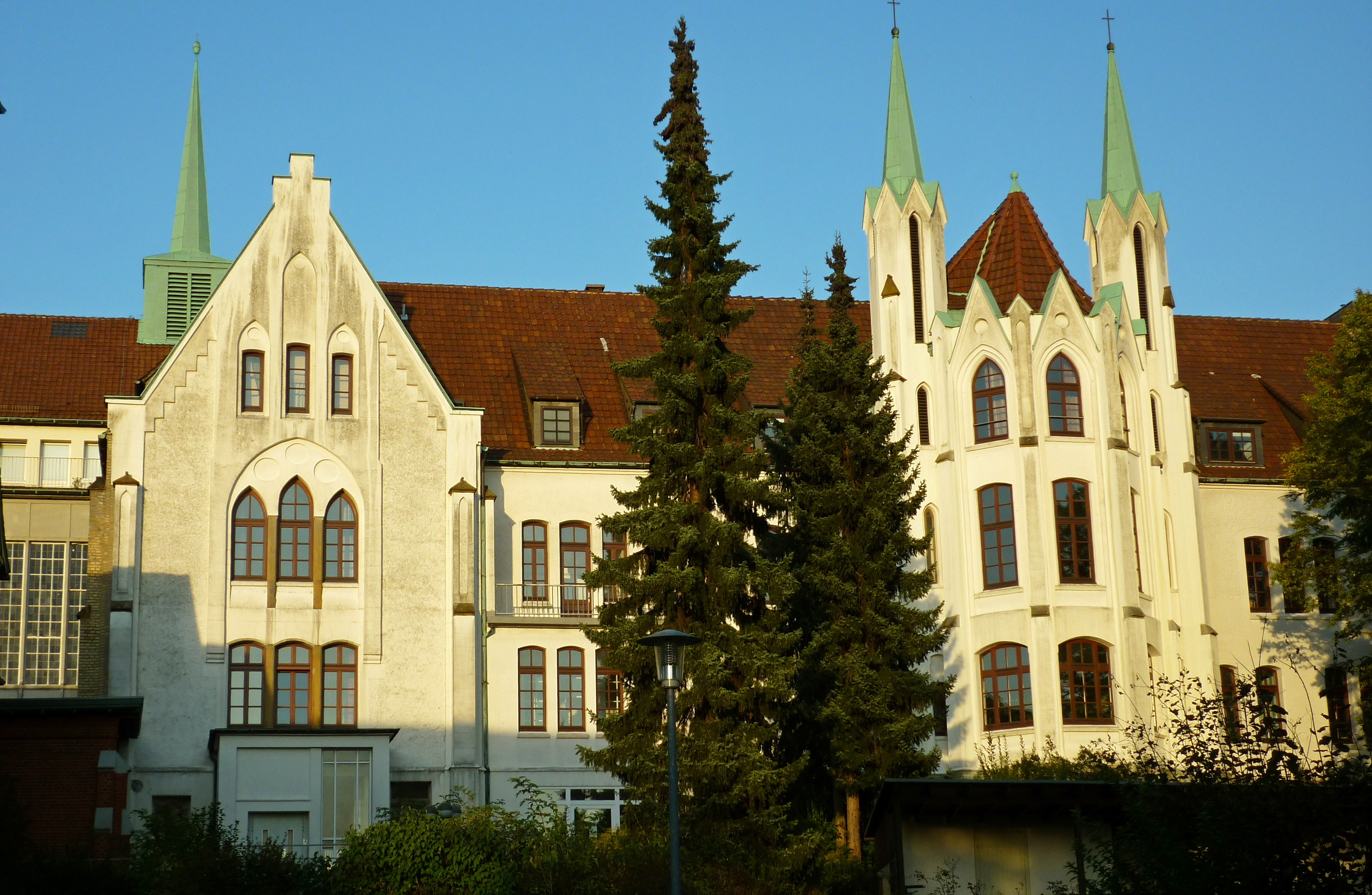
ベーテルの社会福祉施設棟

本市には、オストヴェストファーレン＝リッペ手工業者組合およびオストヴェストファーレン商工会ビーレフェルト支部がある。
市内には、市立病院ミッテ（ローゼンヘーエの付属病院を含む）や、ビーレフェルト福音主義病院（ヨハネス病院とクリニーク・ギーレアト、クリニーク・マーラからなる）を含め、11の病院がある。この他の福音主義教会の施設には、ベーテル区に本部を置くフォン・ボーデルシュヴィンクシェ協会や社会福祉施設の福音主義ヨハネスヴェルクがある。カトリック教会が運営する施設には、ビーレフェルト・フランツィスクス病院がある。また、ダウン症候群共同研究グループ e.V. の本部もある。このグループは 30年以上前からドイツ全域で活動を行っており、21トリソミーに関する情報を提供している。ドイツ・サウナ連盟の本部も本市にある。
ビーレフェルトにはビーレフェルト区裁判所、ビーレフェルト労働裁判所、ビーレフェルト地方裁判所がある。シュトラーセン.NRW（ノルトライン＝ヴェストファーレン州道路管理局）は、ノルトライン＝ヴェストファーレン州の交通官庁としてオストヴェストファーレンおよびリッペ地方の道路を管理している。ノルトライン＝ヴェストファーレン州建築・不動産管理局 (BLB.NRW) は、同じくオストヴェストファーレン＝リッペの州有不動産の管理を行っている。
- 市立病院ミッテ
- ローゼンヘーエ病院
- フランツィスクス病院
- ビーレフェルト地方裁判所

### メディア

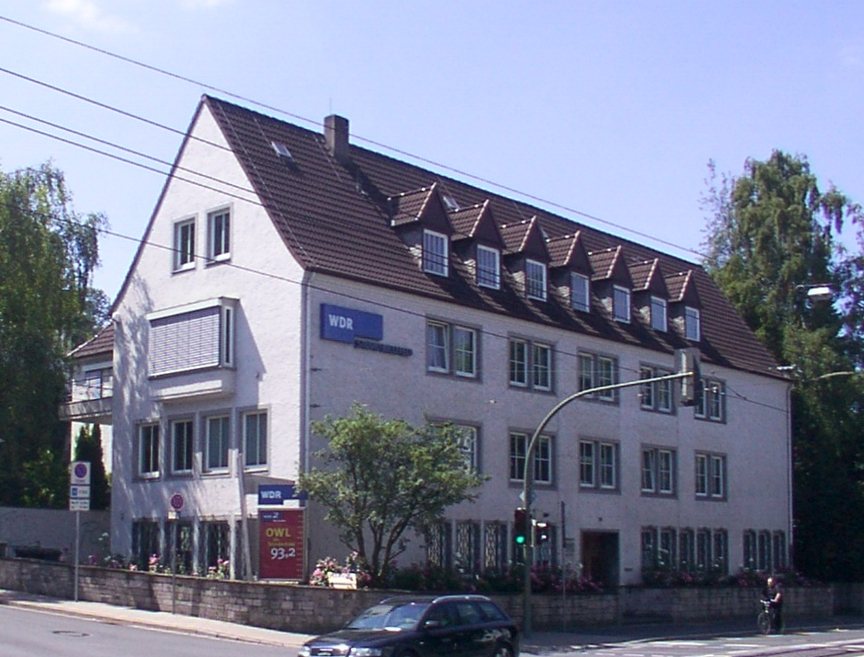
WDRのスタジオ・ビーレフェルト

西ドイツ放送 (WDR) は、本市にスタジオ・ビーレフェルトを有している。ここではオストヴェストファーレン＝リッペ地方向けのラジオやテレビの番組を制作・放送している。その建物では、芸術作品の入れ替え展示がなされている。
日刊紙では、「ノイエ・ヴェストフェーリシェ」と「ヴェストファーレン＝ブラット」がビーレフェルトで刊行されている。1991年6月2日から、ローカルラジオ局「ラジオ・ビーレフェルト」が98.3 MHz と 97.6 MHz で市内全域向けに放送を行っている。キャンパスラジオ「ヘルツ 87.9」は出力 50 W で市内の一部向けに舗装している。また、非営利組織の施設ラジオ「アンテネ・ベーテル」は18時から19時の間に 94.3 MHz でガッダーバウム市区で聞くことができる。ローカルテレビ局の「カナル 21」は 2005年11月17日に放送を開始したが、2009年12月31日に州メディア局に免許の延長が認められず放送を停止した。その後は、「ユーチューブ＝カナル」で視聴することができる。「ビーレフェルダー市民テレビ」は、いわゆるオフェナー・カナルのライセンスの下、8万軒のケーブルテレビ契約世帯で視聴可能である。ブラックヴェーデ地区にはメディア・アーカイブ・ビーレフェルトがある。この施設は劇映画、ドキュメンタリー映画、および音声ドキュメントを後世に遺すことを目的としている。このアーカイブは、2008年現在、映画が約 7,700本（4万ロール以上）と数千本の磁気テープを収蔵している。
ドイツ駐留イギリス軍の週刊機関紙「シックスス・センス」の編集部は、1998年からビーレフェルトに本部を置いている。約 80ページのこの機関紙は、9,000から 12,000部発行されている。
1989年から 14日ごとにグラフ誌「ULTIMO」が刊行されている。1996年からインターネットマガジンの形態でも配信されている。2000年にビーレフェルトの生活関連情報をテーマとするインターネットマガジン「WebWecker」の配信が開始された。いくつかのブログもビーレフェルトの生活情報を発信している。たとえばブンデスリーガ2部に属するアルミニア・ビーレフェルト周辺情報に特化したブログなどである。

### 教育

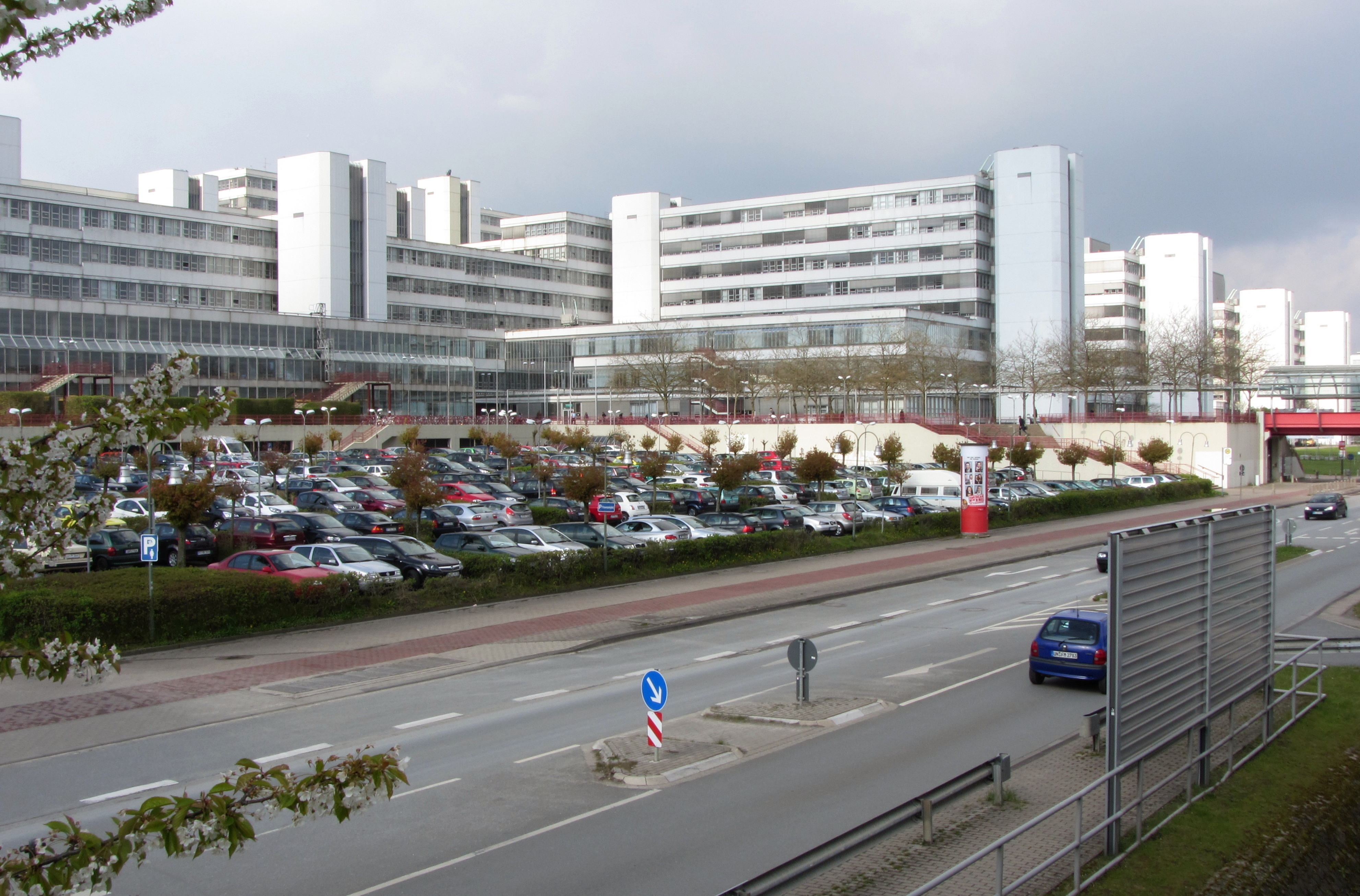
ビーレフェルト大学本館

1969年に創設されたビーレフェルト大学は、約18,500人の学生が学んでいる。1970年代以降の大学本館は、ヨーロッパ最大級の建物の一つである。現在多くの代替建築・拡張工事が行われており、大学本館の建物は約 10年に及ぶ大規模な改修工事に入る予定である。
専門単科大学のビーレフェルト専門大学は1971年設立で学生数はおよそ6,600人である。ビーレフェルトのほか、ミンデン、ギュータースローにキャンパスがある。本校舎ビーレフェルト・キャンパスには、工学、造形、社会/介護/健康、経済分野の学生が在籍する。ノルトライン＝ヴェストファーレン行政大学校は、1976年にビーレフェルトに置いたキャンパスで自治体行政サービス課程、国家行政サービス課程、警察行刑課程を開講した。
市内には、基礎課程学校 47校、本課程学校 11校、養護学校 16校、実科学校 10校、総合学校 4校、ギムナジウム 10校、ヴァルドルフ学校 1校、職業訓練学校 7校、私立学校 9校、音楽学校 1校、芸術学校 1校、州立実験校 2校があり、また大学入試資格獲得を目指す州立ヴェストファーレン補習高等専門学校ビーレフェルト校、専門学校 2校（食物教育、老人介護）がある。
ヴッパータール・ベーテル神学大学のビーレフェルト・キャンパスは2007年から2009年2月13日の閉鎖までこの町で開講し、福音主義神学の課程が学ばれていた。ヴッパータール・キャンパスは存続している。この大学の前身は1905年創立のベーテル教会大学に遡り、フリードリヒ・フォン・ボーデルシュヴィンクの理念に基づいていた。社会奉仕大学は、2006年にフォン・ボーデルシュヴィンク財団ベーテルによって設立された。この大学は、社会・保健課程および社会奉仕員の育成課程を有している。
ビーレフェルト中小企業大学は2000年に私立大学として設立され、中小企業運営に特化した大学である。メディア、ジャーナリズム、マーケティング、情報学、経済学の学習課程を有している。私立の経済大学は、2001年から経済専門分野のキャンパスをビーレフェルトに設けている。

## 人物

### 出身者

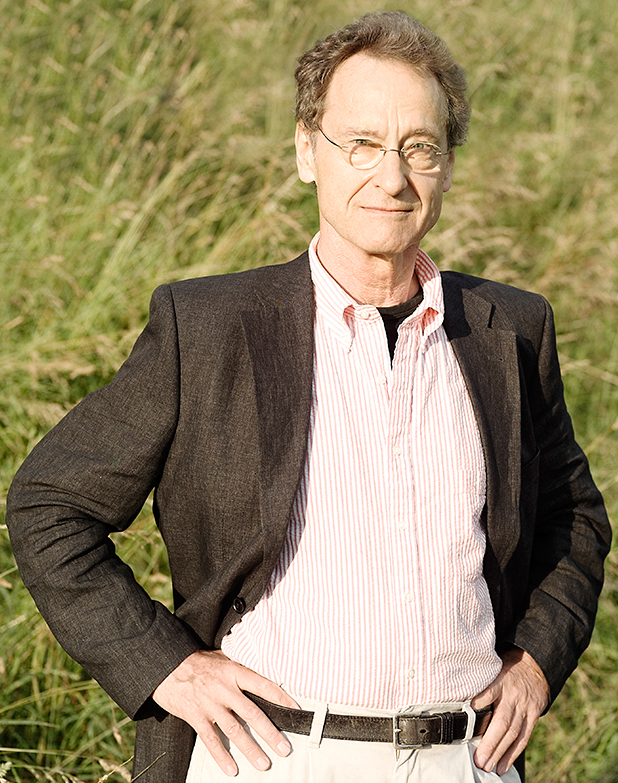
ベルンハルト・シュリンク

- フランツ・カール・メルテンス（1764年 - 1831年）植物学者
- クリスティアン・フリードリヒ・ナッセ（1778年 - 1851年）精神科医
- アウグスト・カール・ケーニヒ（ドイツ語版）（1822年 - 1879年）化学者、物理学者
- ゾフィー・クルヴェリ（ドイツ語版）（1826年 - 1907年）オペラ歌手
- アルベルト・フロラート（1888年 - 1957年）俳優
- フリードリヒ・ヴィルヘルム・ムルナウ（1888年 - 1931年）映画監督
- ヘルマン・シュテンナー（1891年 - 1914年）画家、グラフィックデザイナー
- ライナー・シュターヘル（ドイツ語版）（1892年 - 1955年）第二次世界大戦時の空軍司令官。最終階位は中将
- クルト・ブローメ（ドイツ語版）（1894年 - 1696年）医師、政治家（NSDAP政権下の国会議員）
- ホルスト・ヴェッセル（1907年 - 1930年）ナチスの突撃隊少尉
- ヘルマン・パウル・ミューラー（1909年 - 1975年）レーサー
- ルドルフ＝アウグスト・エトカー（ドイツ語版）（1916年 - 2007年）企業家
- ヴェロニカ・カステンス（1923年 - 2012年）医師
- ハージョ・マイヤー（ドイツ語版）（1924年 - ）物理学者、作家
- ヴェルナー・ルーエク（ドイツ語版）（1931年 - ）陸上競技選手、ヘルシンキオリンピックの1500m走 銅メダリスト
- クラウス・ヒルデブラント（ドイツ語版）（1941年 - ）歴史家
- クラウス・コーブッシュ（1941年 - ）自転車競技選手
- ハネス・ヴァーダー（ドイツ語版）（1942年 - ）ミュージシャン、作詞家
- ベルンハルト・シュリンク（1944年 - ）法律家、作家
- ウルリヒ・ヴェッセル（1946年 - 1975年）ドイツ赤軍メンバー
- アライダ・アスマン（1947年 - ）英語学者、エジプト学者、文芸学者、文化学者
- イルムガルト・メラー（ドイツ語版）（1947年 - ）ドイツ赤軍メンバー
- ハンス＝ヴェルナー・ジン（ドイツ語版）（1948年 - ）経済学者、経済研究所所長
- トーマス・マイヤー＝フィービッヒ（1949年 - ）作曲家
- ミヒャエル・ディークマン（1954年 - ）アリアンツ・グループ代表
- アンネッテ・グロート（1954年 - ）政治家、ドイツ連邦議会議員
- クリスティアン・ラウ（1956年 - ）政治学者
- ロルフ・カニース（1957年 - ）俳優
- ヘルマン・ボイマー（1965年 - ）指揮者
- オラフ・ハンペル（ドイツ語版）（1965年 - ）ボブスレー選手、リレハンメルオリンピックおよび長野オリンピック金メダリスト
- フランク・ガイデック（1967年 - ）サッカー選手
- ダルコ・ゲラート（ドイツ語版）（1968年 - ）グラフィティー・アーティスト
- インゴ・ニールマン（1969年 - ）作家、ジャーナリスト
- ヨーゼフ・イワノヴィッチ（1973年 - ）サッカー選手
- ヘンドリク・ドレークマン（ドイツ語版）（1975年 - ）テニス選手
- シュテファン・ヒューブナー（ドイツ語版）（1975年 - ）バレーボール選手
- ティルマン・ラムシュテット（1975年 - ）作詞家、ミュージシャン
- マーヤ・ゲーペル（1976年 - ）サスティナビリティ研究者、ドイツ地球変動諮問評議会（WBGU）の元事務局長
- アレクサンダー・アハテン（1978年 - ）フェンシング選手
- マリケ・シュテッケル（1984年 - ）女子ホッケー選手
- メーメット・アクギュン（ドイツ語版）（1986年 - ）サッカー選手
- レーナ・ゲスリング（ドイツ語版）（1986年 - ）女子サッカー選手
- ディナー・フィッツェンマイアー（ドイツ語版）（1992年 - ）女子テニス選手

### ゆかりの人物
- アレッサンドロ・パスカリーニ（ドイツ語版）（1493年 - 1559年）イタリアの建築家。シュパレンブルクの設計を行い、ビーレフェルトで亡くなった。
- フーゴー・リーマン（1849年 - 1919年）音楽理論家。ビーレフェルトでピアノ教師、指揮者として活動した。
- アウグスト・エトカー（ドイツ語版）（1862年 - 1918年）現在のエトカー・グループ創始者で、ビーレフェルトで亡くなった。
- カール・ゼーフェリンク（1875年 - 1952年）政治家。ビーレフェルトの SPD 指導者を務めた。
- ノルベルト・エリアス（1897年 - 1990年）社会学者。ビーレフェルト大学で教鞭を執り、名誉博士号を授与された。
- エルナ・ザック（ドイツ語版）（1898年 - 1972年）歌手。市立劇場でコロラトゥーラ・ソプラノ歌手を務めた。
- ウェルナー・マイホーファー（1918年 - 2009年）法学者、連邦内務大臣。ビーレフェルト大学で教鞭を執った。
- ラインハルト・コゼレック（1923年 - 2006年）歴史家。ビーレフェルト大学の名誉評議員であった。
- ニクラス・ルーマン（1927年 - 1998年）社会学者。1968年から1993年までビーレフェルト大学で教鞭を執った。
- ラインハルト・ゼルテン（1930年 - ）数学者。1994年ノーベル経済学賞受賞者。1972年から1984年までビーレフェルト大学で教鞭を執り、学際研究センターの諮問委員を務めた。
- ハンス＝ウルリヒ・ヴェーラー（ドイツ語版）（1931年 - ）歴史家。ビーレフェルト大学で教鞭を執った。
- フリートヘルム・ヴァルトハウゼン（1938年 - ）数学者。1970年から2004年までビーレフェルト大学で教鞭を執った。
- ゲアハルト・シュレーダー（1944年 - ）ドイツの首相、1966年にビーレフェルトでアビトゥーアを取得した。
- レイ・ドーセット（ドイツ語版）（1946年 - ）イギリス人ミュージシャン。ビーレフェルトの女性と結婚し、2000年から2010年までビーレフェルトに住んだ。
- ユーリ・シュタイン（ドイツ語版）（1954年 - ）サッカー選手。1976年から1980年および1995年から1997年にアルミニア・ビーレフェルトに所属した。
- マルコ・フック（1984年 - ）ボクサー。1993年からビーレフェルトに住んでいる。

## 関連文献
- Beaugrand, Andreas (編), ed (1996) (ドイツ語). Stadtbuch Bielefeld : Tradition und Fortschritt in der ostwestfälischen Metropole. Bielefeld: Westfalen Verlag. ISBN 3-88918-093-0. OCLC 36847922
- Bergs, Doris; Sondermann, Philipp (2000) (ドイツ語). Bielefeld. Der neue Stadtführer von A bis Z. Bremen/Boston: Kellner. ISBN 3-927155-72-1. OCLC 76168290
- Bratvogel, Friedrich W (1989) (ドイツ語). Stadtentwicklung und Wohnverhältnisse in Bielefeld unter dem Einfluß der Industrialisierung im 19. Jahrhundert. Untersuchungen zur Wirtschafts-, Sozial- und Technikgeschichte. Dortmund: Ardey-Verlag; Gesellschaft für Westfälische Wirtschaftsgeschichte. ISBN 3-925227-29-6. OCLC 976789171 - 著者の博士論文を編集、改題 (Universität Bielefeld, 1987)
- Gentner, Carin (1989). Wasgindt, Horst; Schumacher, Hans. eds. “ピッケルト：ゼンネ地域の農民が愛した郷土料理 (Pickert. Ein Leibgericht der Senner Bauern)” (ドイツ語). Bielefeld-Senne : Eine siedlungsgeschichtliche Dokumentation mit Beiträgen zur Volkskunde und Heimatgeschichte (Bielefeld: Westfalen Verlag) 2:  112–113. ISBN 9783889180582. OCLC 25318098.
- Kühne, Hans-Jörg (2007) (ドイツ語). Bielefeld von A bis Z : Wissenswertes in 1500 Stichworten über Geschichte, Kunst und Kultur. Münster: Aschendorff. ISBN 978-3-402-00233-9. OCLC 682878880
- Siekmann, Roland (2008) (ドイツ語). Stadtführer Bielefeld – Ein Wegweiser zu Plätzen und Parks, durch Geschichte, Kultur und Landschaft (改訂版 ed.). Bielefeld: tpk-Regionalverlag. ISBN 978-3-936359-09-1. OCLC 612116540
- Schoneweg, Eduard (1978) (ドイツ語). Bielefeld. Das Buch der Stadt. Mohnkopf Reprints. Magistrat der Stadt Bielefeld (編) (1926年Fischer, Bielefeld刊の複製 ed.). Frankfurt/Main: Weidlich. ISBN 3-8128-0016-0. OCLC 6092812
- Tatje, Susanne (2012) (ドイツ語). Unsere Zukunft - meine Stadt ein Buch über den demographischen Wandel für junge Menschen von 10 bis 100. Bielefeld: Bielefeld KunstSinn-Verl. ISBN 978-3-939264-07-1. OCLC 826866157
- Stoob, Heinz; Ehbrecht, Wilfried (第4巻以降), eds (1975) (ドイツ語). Westfälischer Städteatlas - Stadtmappe Bielefeld. Veröffentlichungen der Historischen Kommission für Westfalen. Dortmund-Altenbeken: Grösschen (第3巻以降GSV Städteatlas Verlag). ISBN 3-89115-330-9. OCLC 638057012 - 市外図。ヴェストファーレン州歴史委員会委託事業、Landschaftsverband Westfalen-Lippe後援事業

これらの文献は、翻訳元であるドイツ語版の参考文献として挙げられていたものであり、日本語版作成に際し直接参照してはおりません。